# Biserica de lemn din Apahida

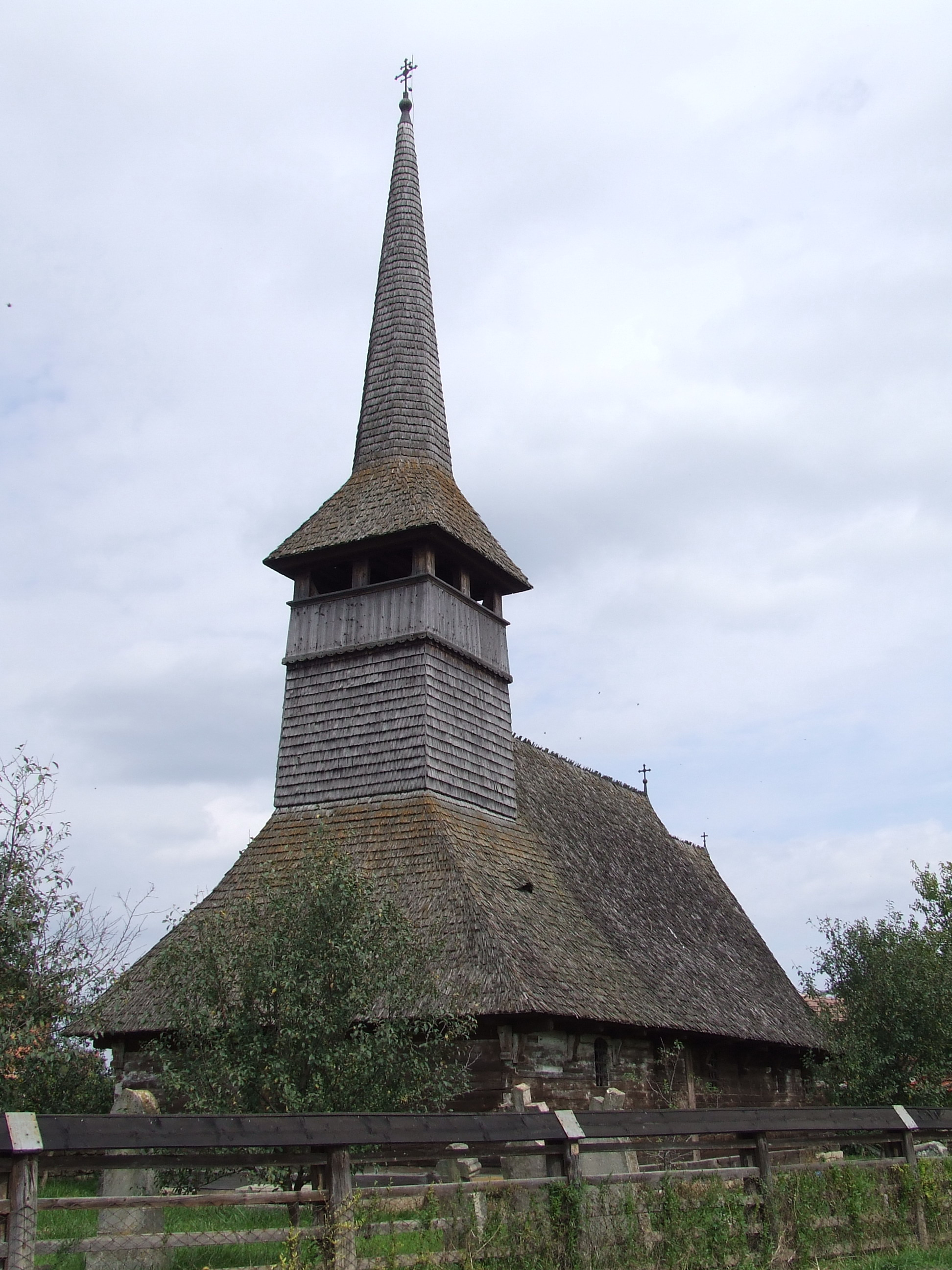
Biserica de lemn din Apahida

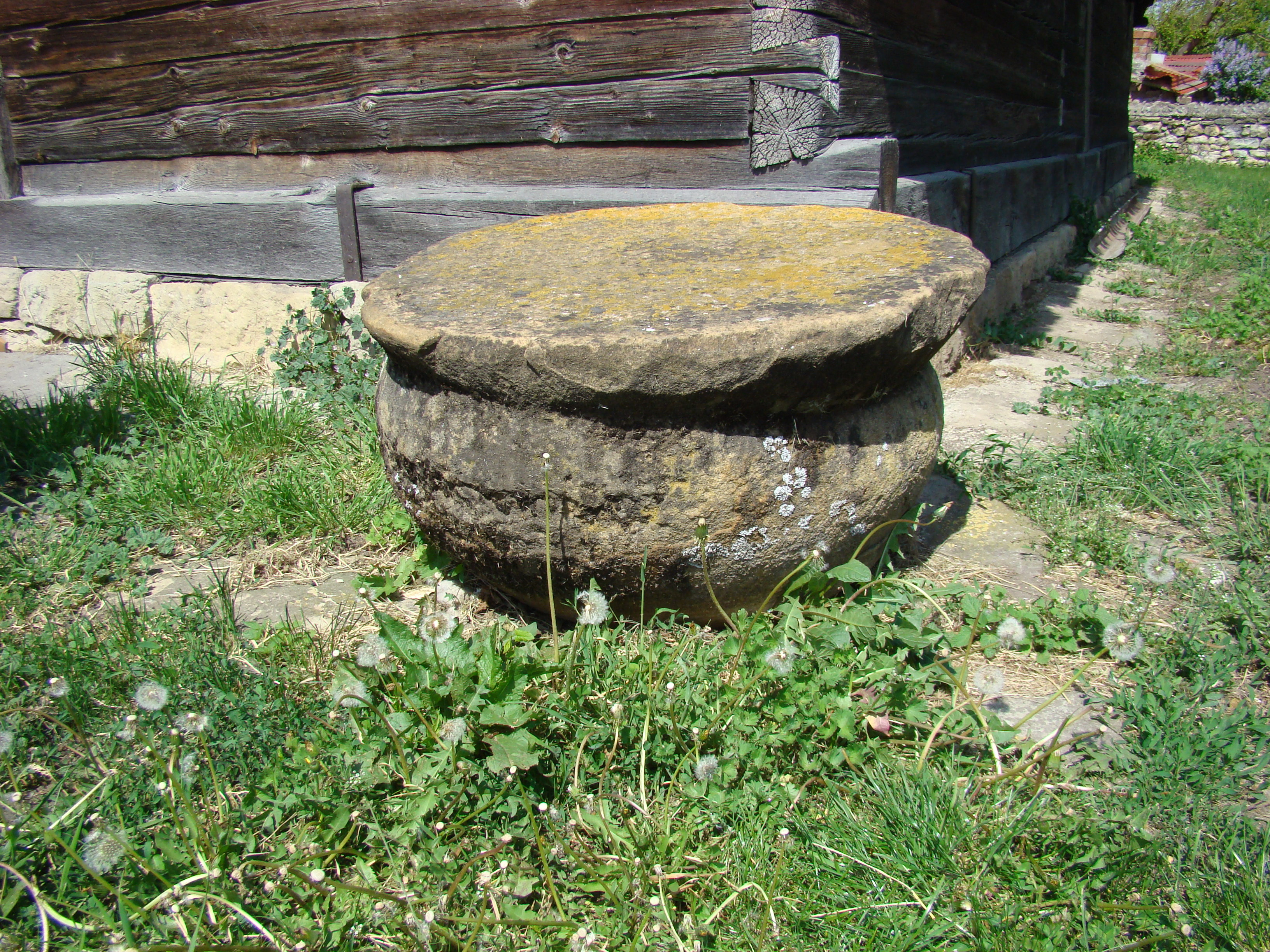
Prestolul bisericii anterioare

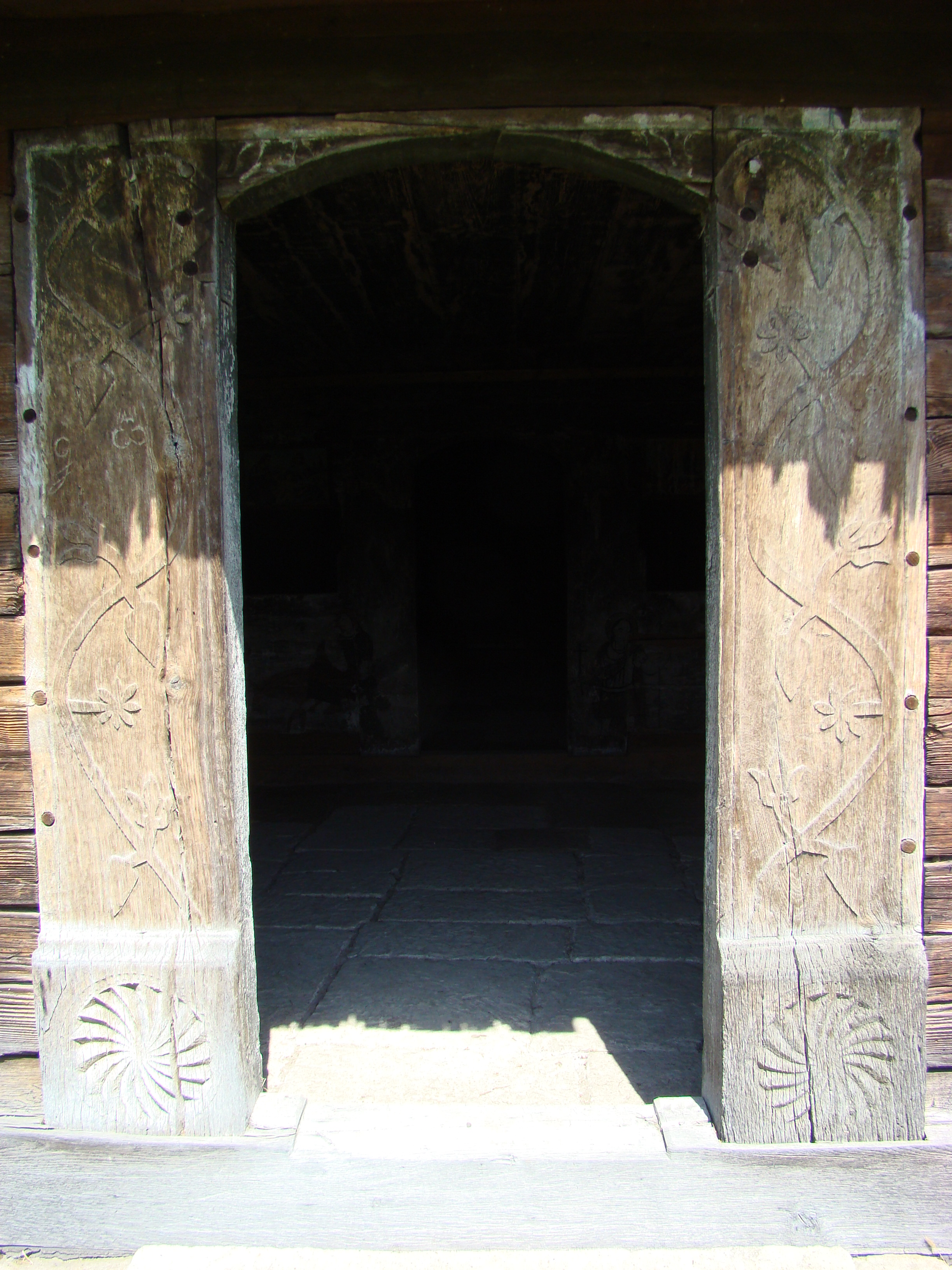
Portalul exterior

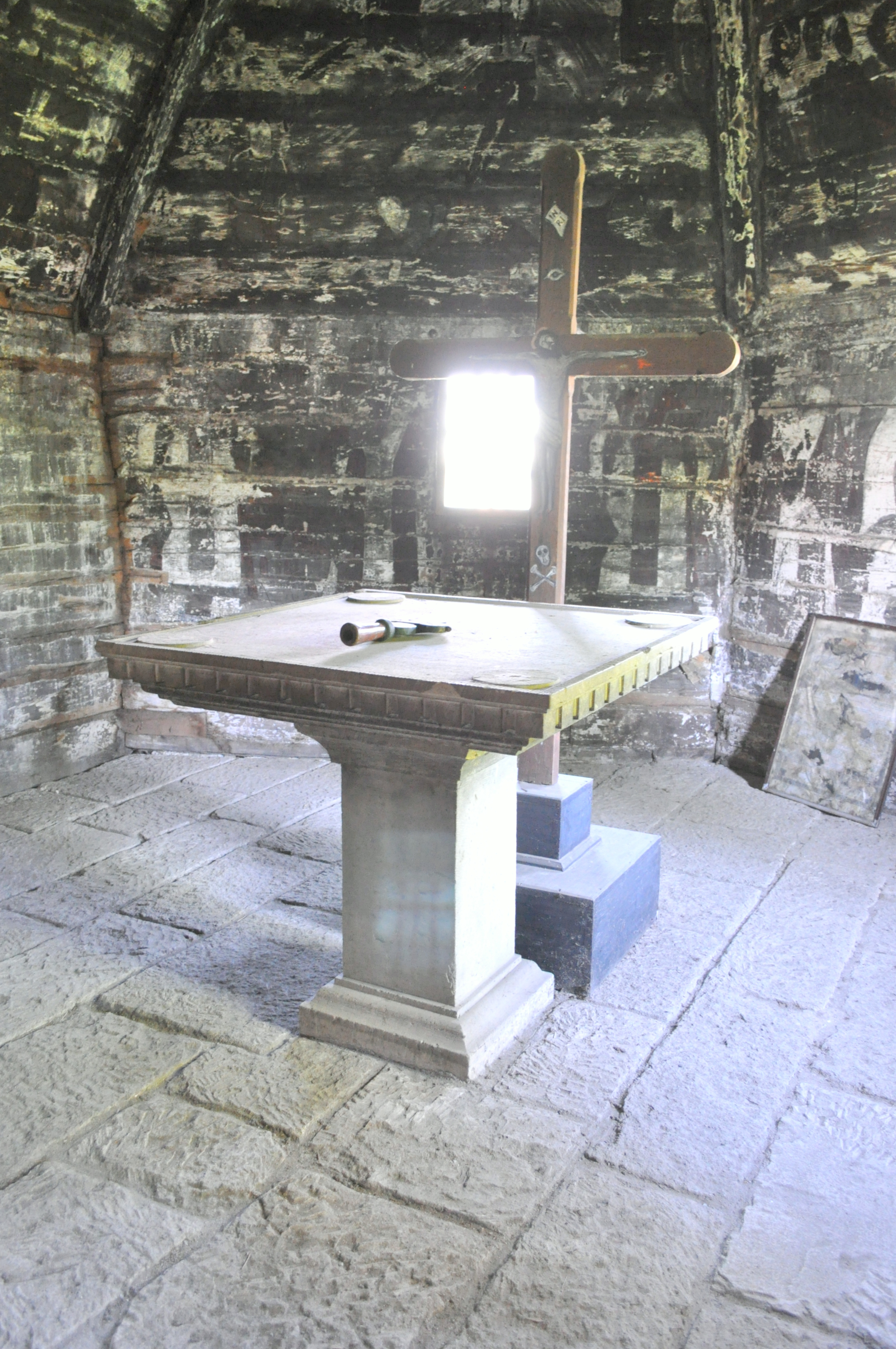
În altar

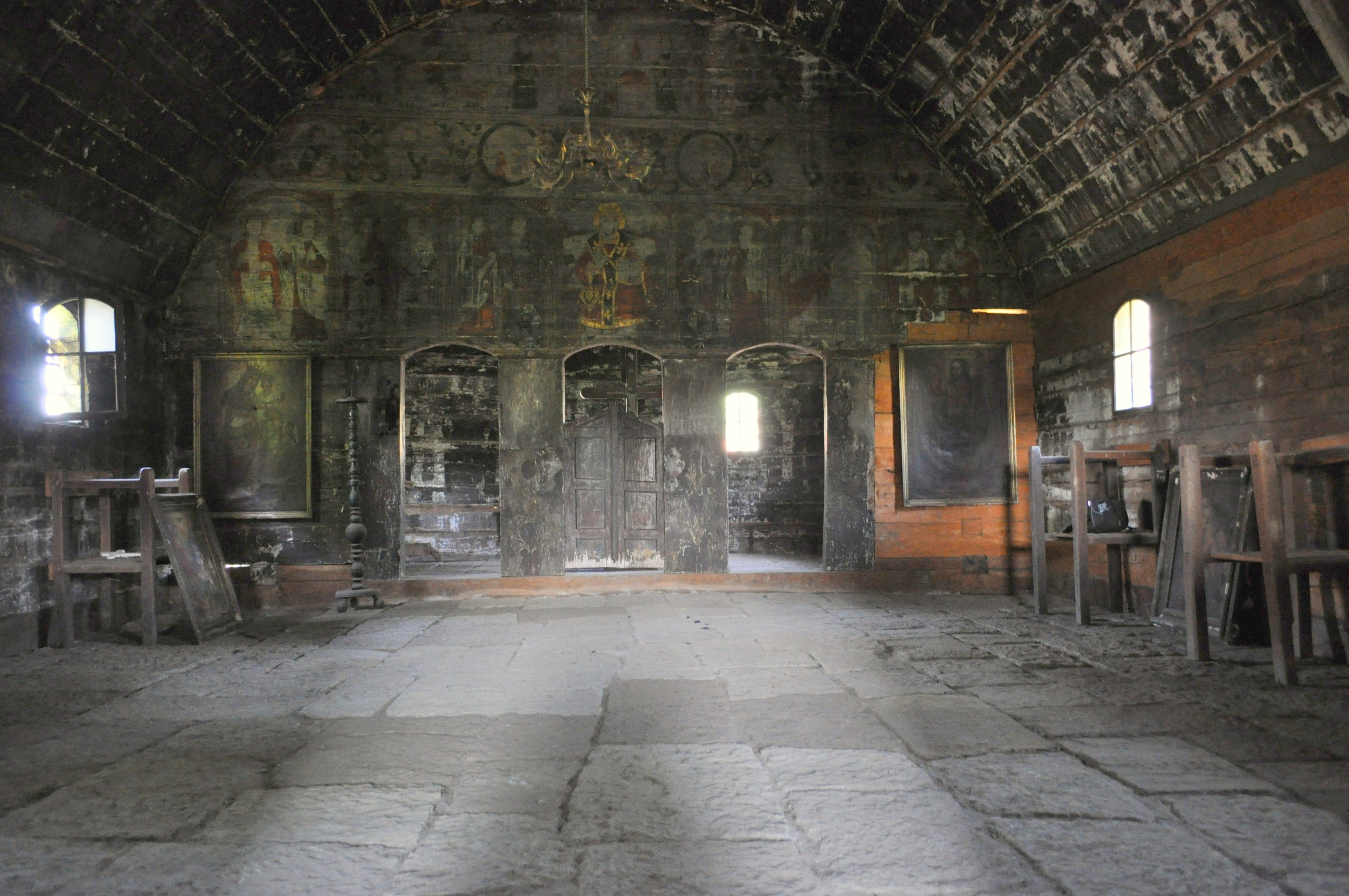
Interiorul navei

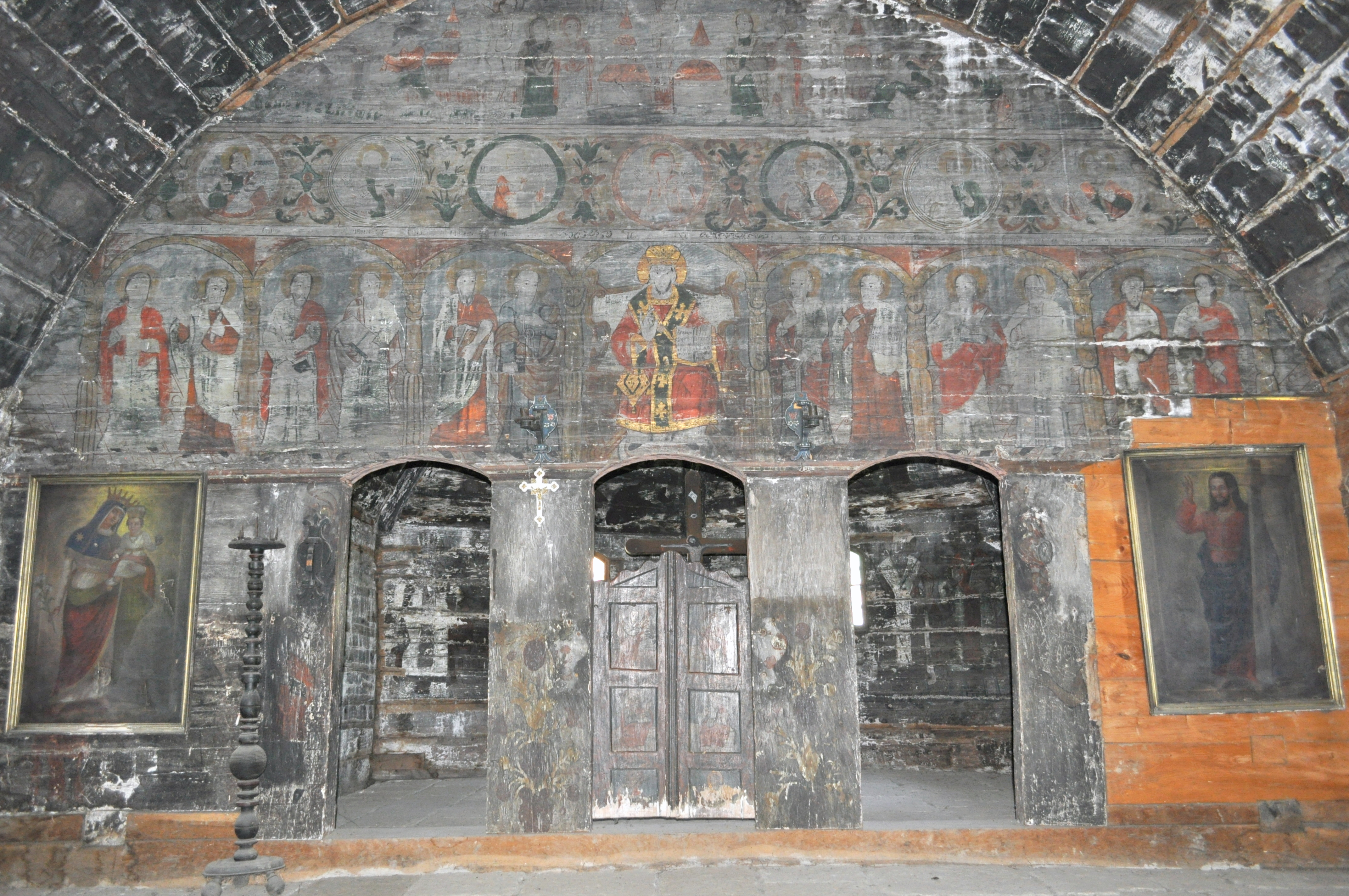
Iconostasul

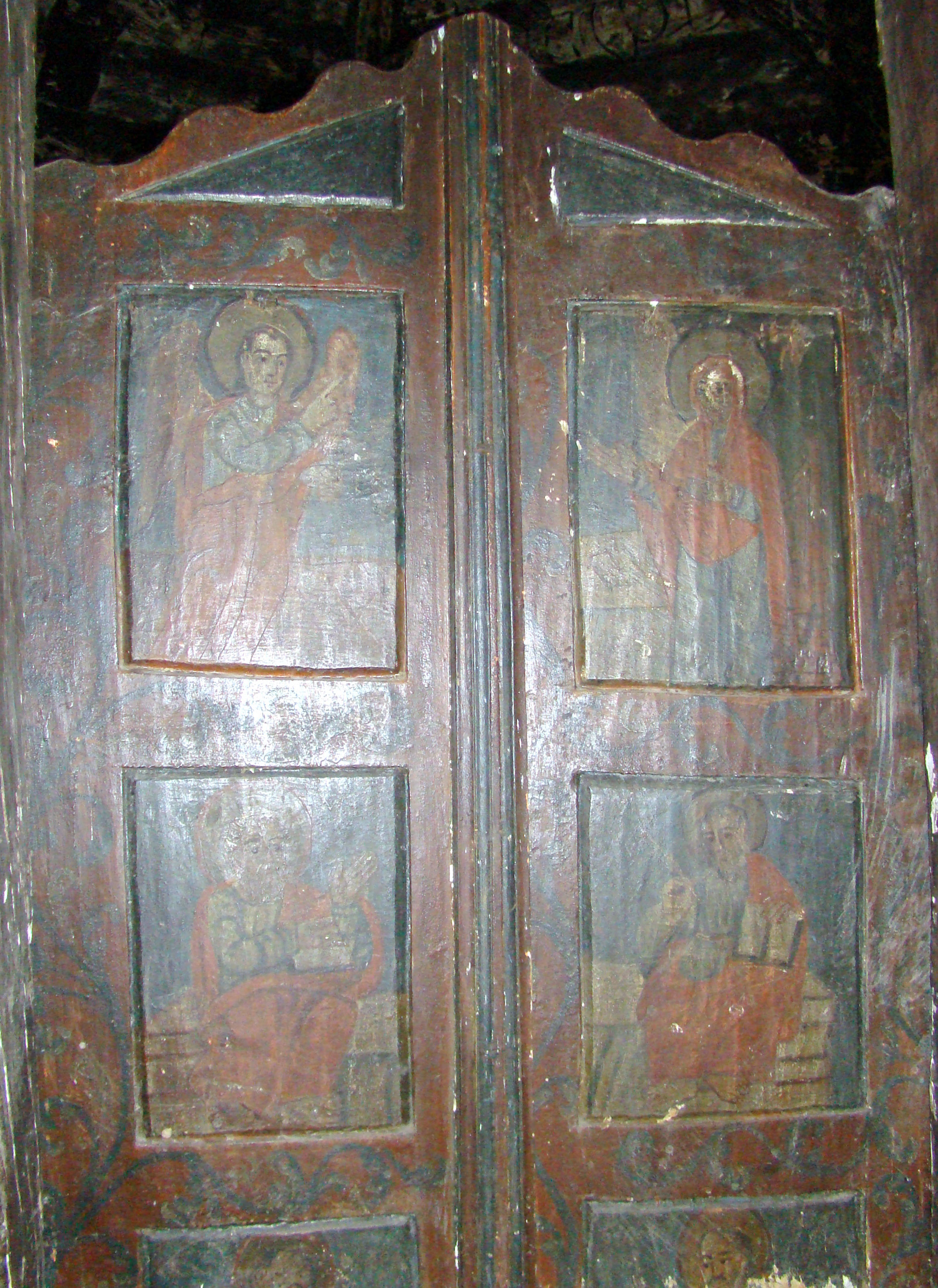
Ușile împărătești: Evangheliștii

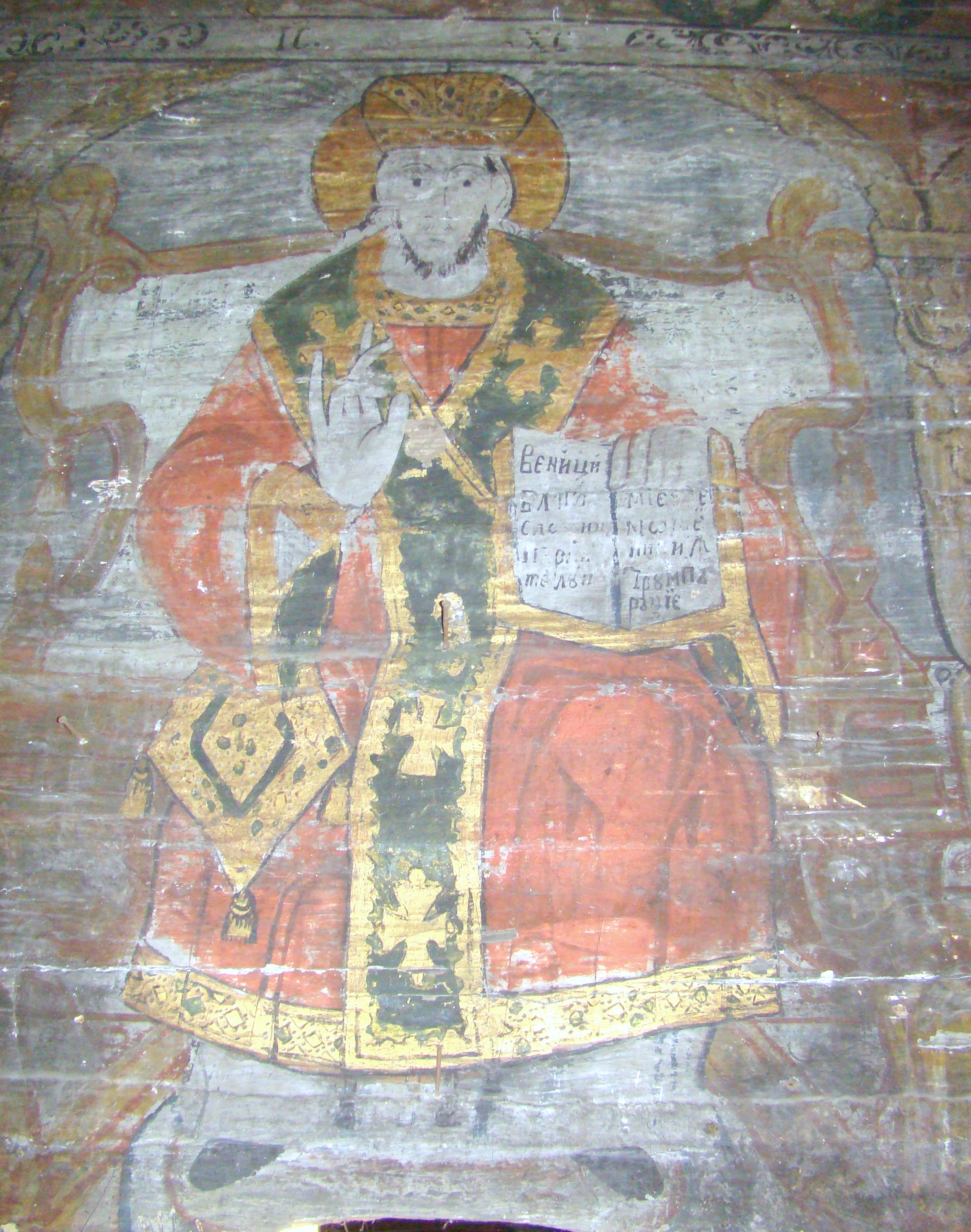
Catapeteasmă: Iisus arhiereu

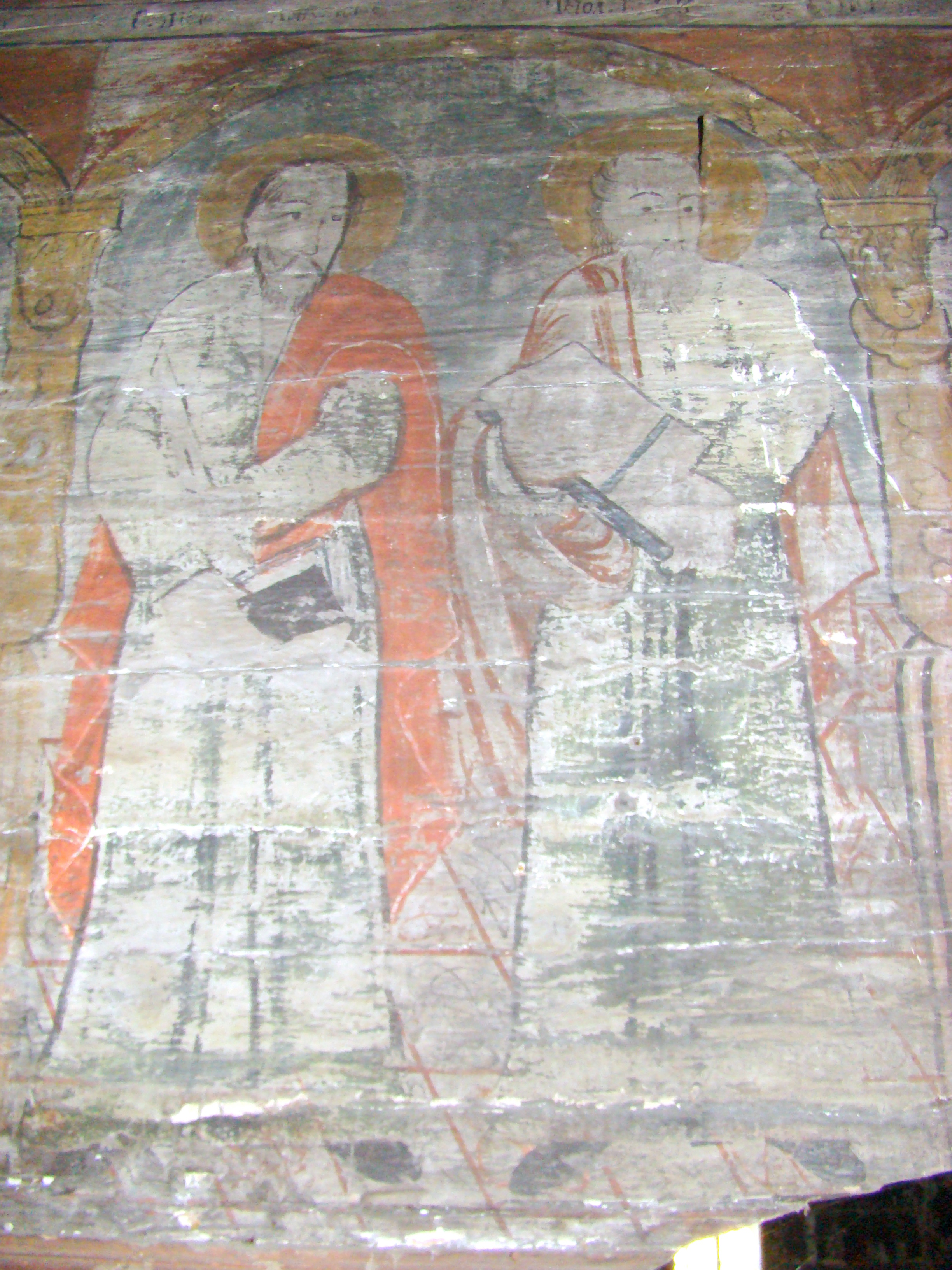
Catapeteasmă: Sfinții Apostoli

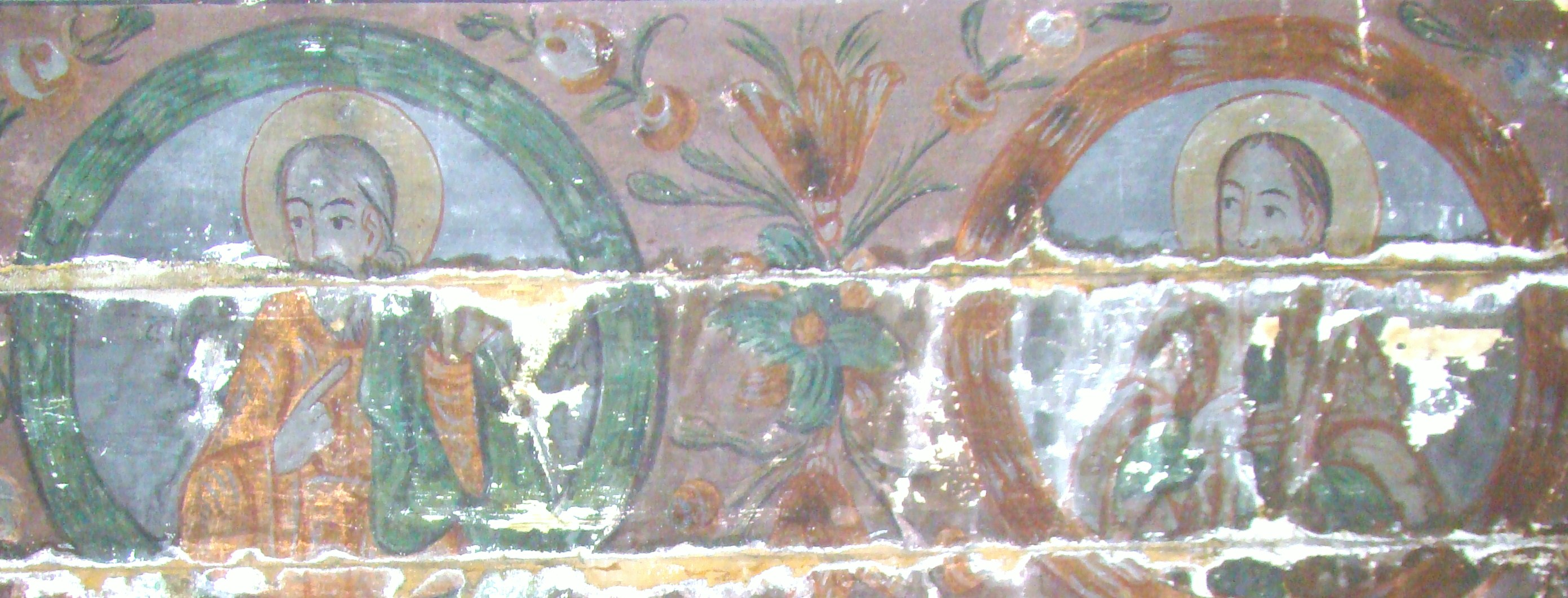
Sfinții prooroci

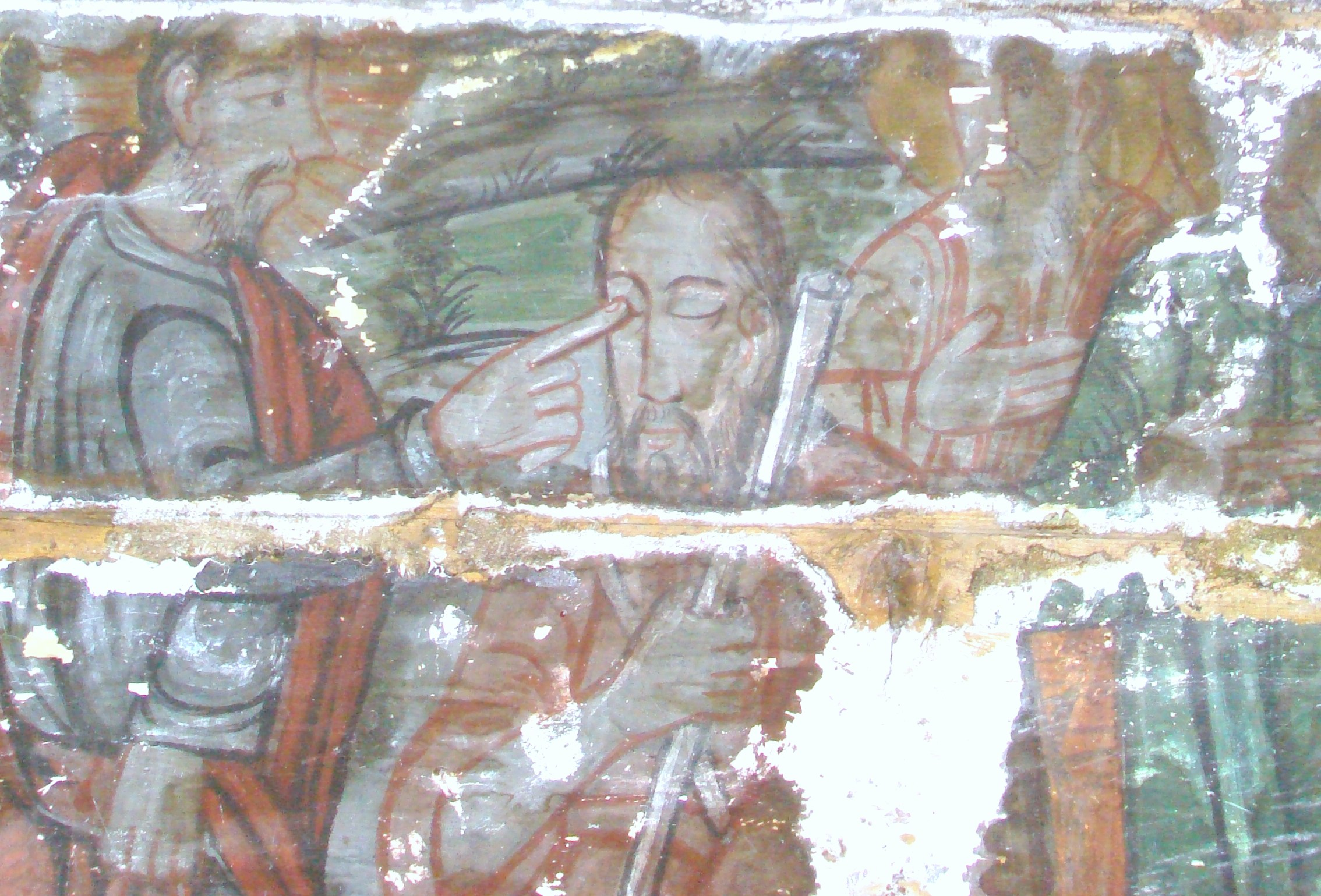
Duminica orbului

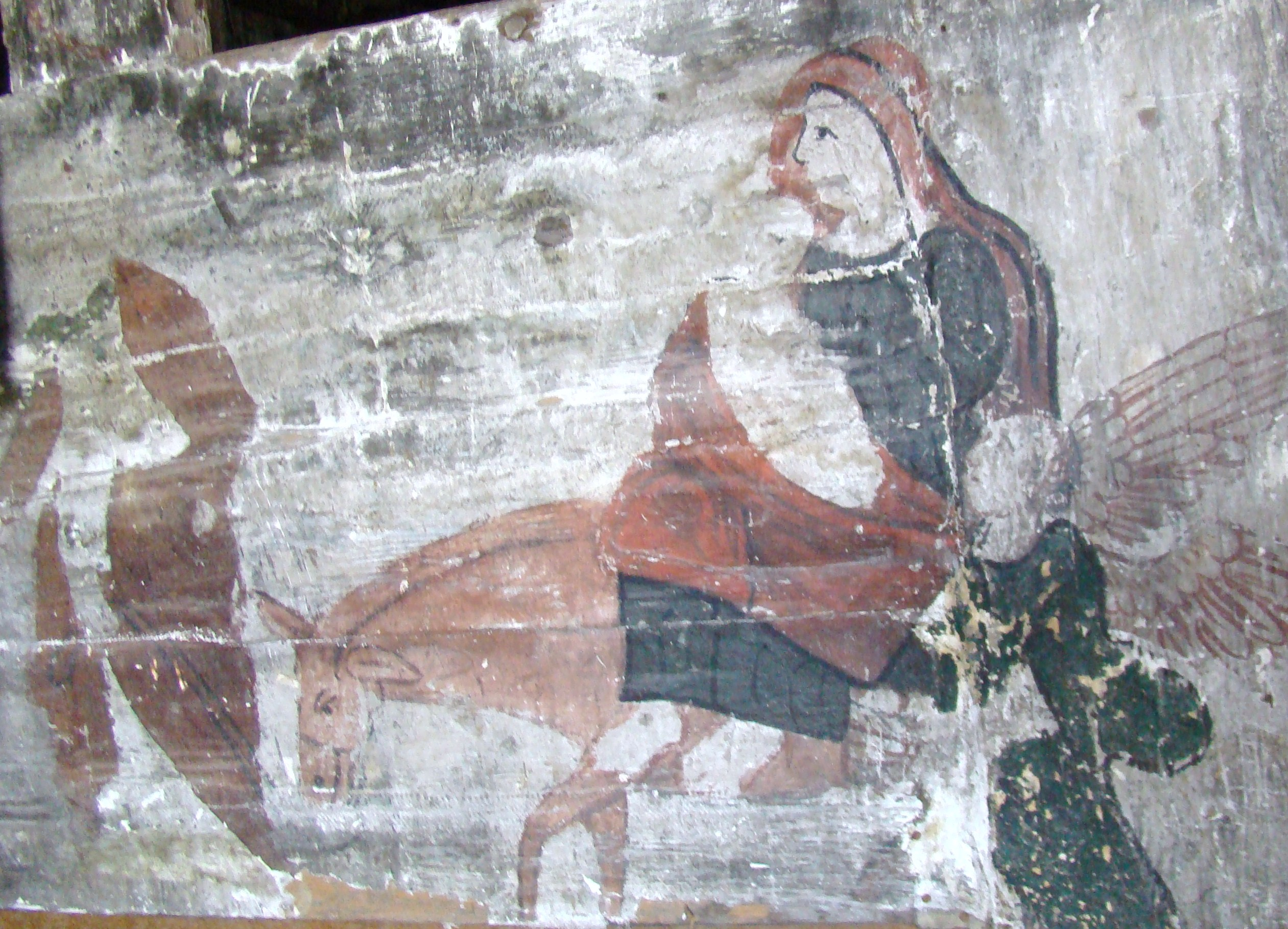
Pronaos: Fuga în Egipt - Duminica după Nașterea Domnului

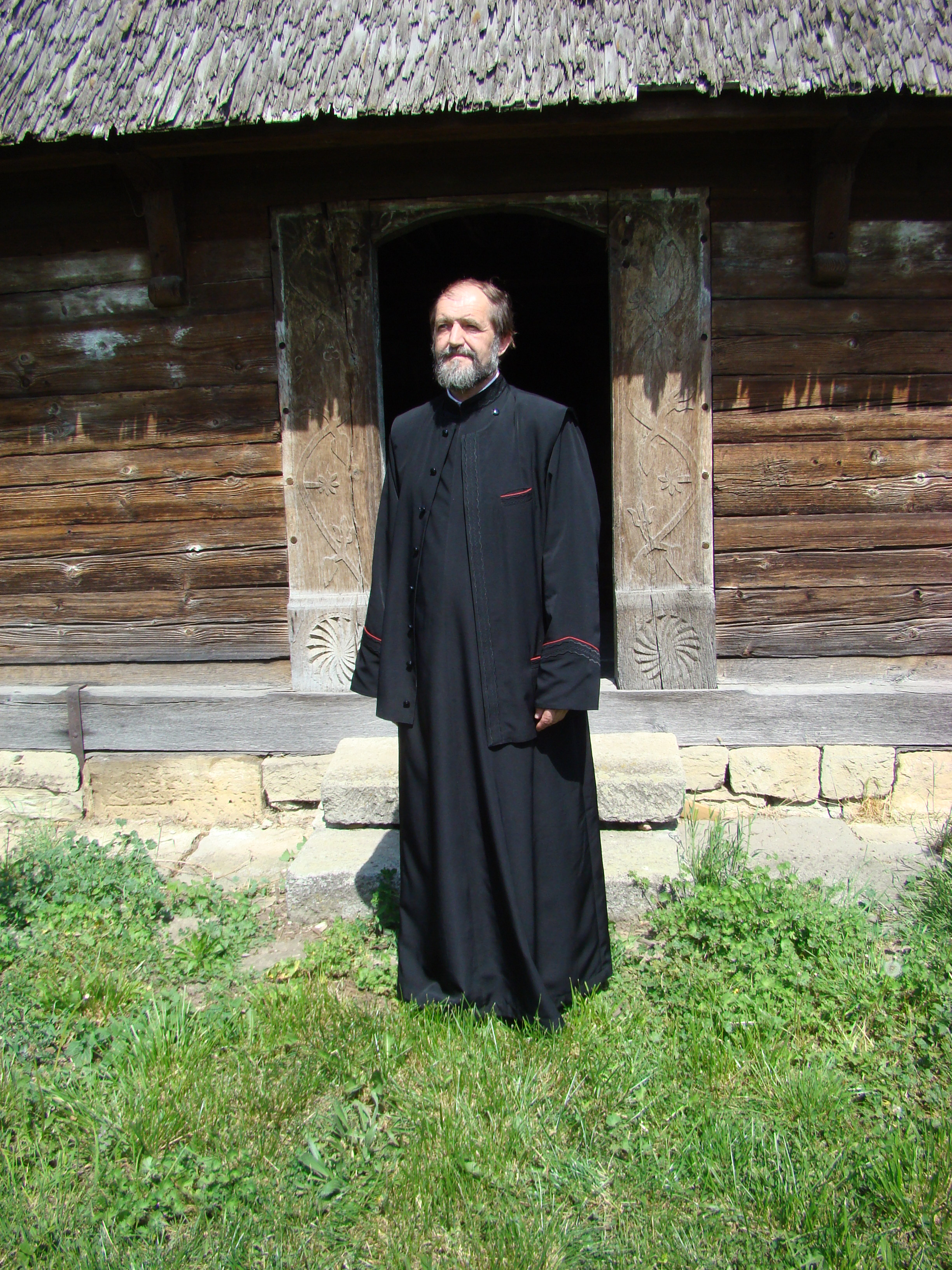
Preotul paroh Diț Sabin

Biserica de lemn din Apahida, comuna Apahida, județul Cluj, datează din anul 1806.
Biserica are hramul „Sfinții Arhangheli Mihail și Gavriil” și este monument istoric.

## Istoric și trăsături
Edificiul, deși se află într-o localitate în care începe Câmpia Transilvaniei, este din punct de vedere tipologic unul „de munte”, inclusiv prin esența lemnoasă folosită de meșterul constructor.
Biserica de lemn Sfinții Arhangheli Mihail și Gavril din Apahida a fost construită târziu, la începutul secolului al XIX-lea, în 1806, în satul preponderent românesc din apropierea Clujului, sat atestat documentar încă din 1263. La acea dată, 1806, probabil în urma deteriorării bisericii mai vechi din lemn, intermediară sau poate chiar cea pe care o menționează recensământul ecleziastic efectuat de episcopul Inocențiu Micu-Klein în 1733, o nouă biserică devenise necesară, întrucât comunitatea avea aproape 700 de enoriași.
Biserica de lemn din Apahida a fost construită de meșterul Ioan Ghiran din Nadăș și este clădită cu bârne de brad, îmbinată atât în cheotori drepte, cât și în cheotori nemțești. Ea are un plan dreptunghiular unitar pentru pronaos și naos, la corpul central al construcției adăugându-se altarul poligonal, bine proporționat și simetric situat, cu unghi în axă.
Pronaosul este tăvănit, cu grinzile bine îmbinate, peste care se ridică stâlpii de susținere ai sveltului și elegantului turn clopotniță, specific zonei Călatelor, chiar dacă între comunitatea comanditară și meșterii lui Ghiran vor fi intervenit multe solicitări de compromisuri. Turnul este prevăzut cu o galerie deschisă, cu arcade semicirculare, de toate părțile, peste care se ridică spre cer coiful octogonal al turlei, încununate de o cruce mare, fără turnulețele caracteristice zonei de proveniență.
Naosul are pereții supraînălțați prin bolta sau cerimea semicirculară, împodobită la mijloc de un arc dublou, decorat prin încrestături asemănătoare cu ale celor întâlnite în Nadășu sau Aghireșu.
Iconostasul se înalță până sub cerime, separând bolta altarului, de aceeași înălțime pe porțiunea pereților paraleli, dar continuată apoi prin obișnuitele triunghiuri sferice.
Descrisă prima dată de harnicul cercetător Atanasie Popa, în 1931, biserica adăpostea vechi icoane datând din secolul al XVIII-lea, preluate din mai multe biserici de lemn din zonele Călatei, Gilăului, Hășdatelor și Clujului.
Biserica a fost pictată în anul 1808 de Ioan Pop din Unguraș, azi Românași, județul Sălaj, pictură în ulei pe pânză. Din păcate pictura prezintă un grad avansat de degradare și se mai distinge doar într-o mică parte a bisericii.
În anul 1917, în decursul primului război mondial, administrația austro-ungară a confiscat [din biserică] cele 2 clopote mari, lăsând-o cu clopotul cel mic și cu toaca. După unire, în anul 1924, credincioșii au reușit să cumpere un clopot cu suma de 10.196 lei.

## Galerie de imagini

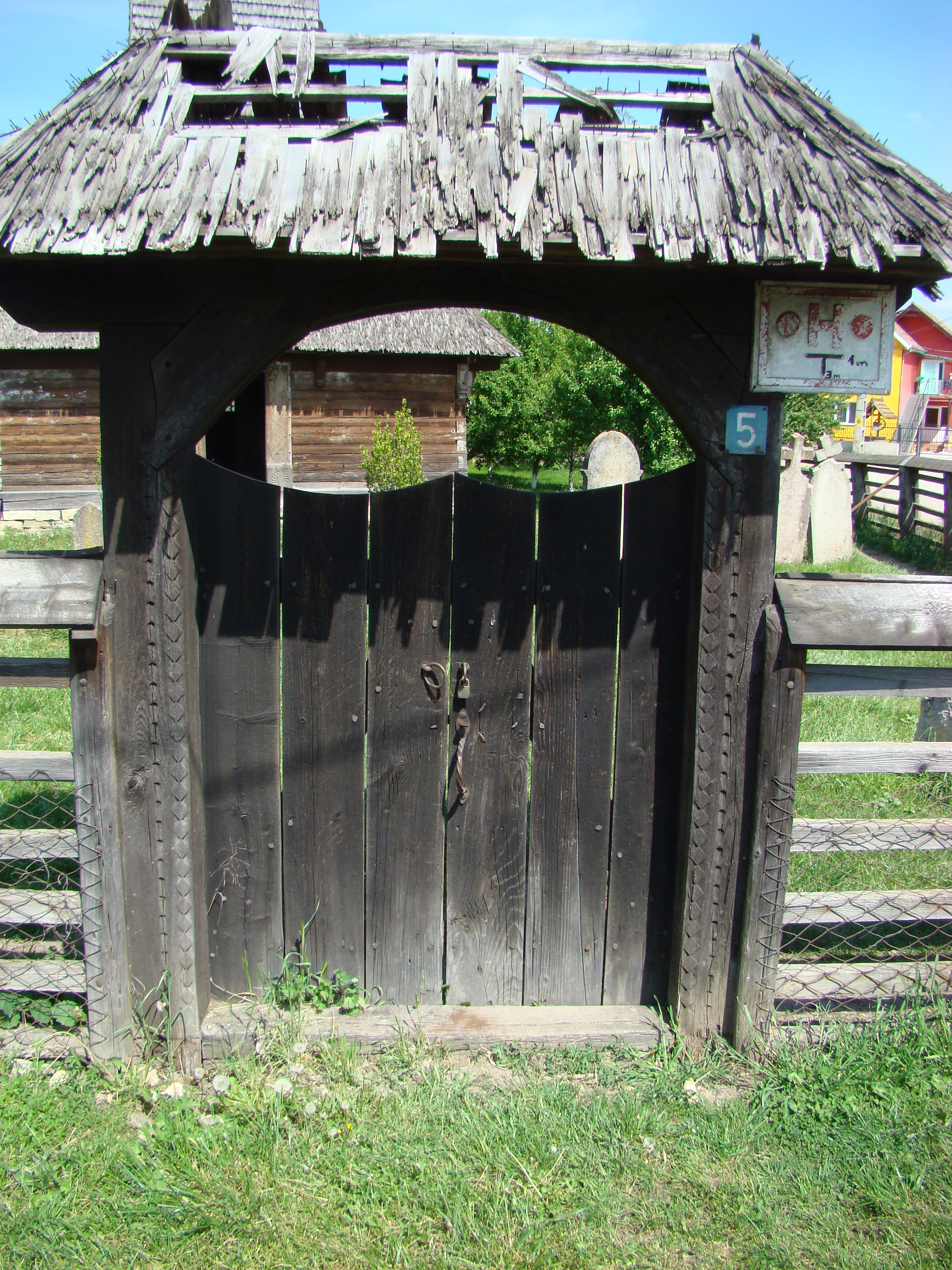
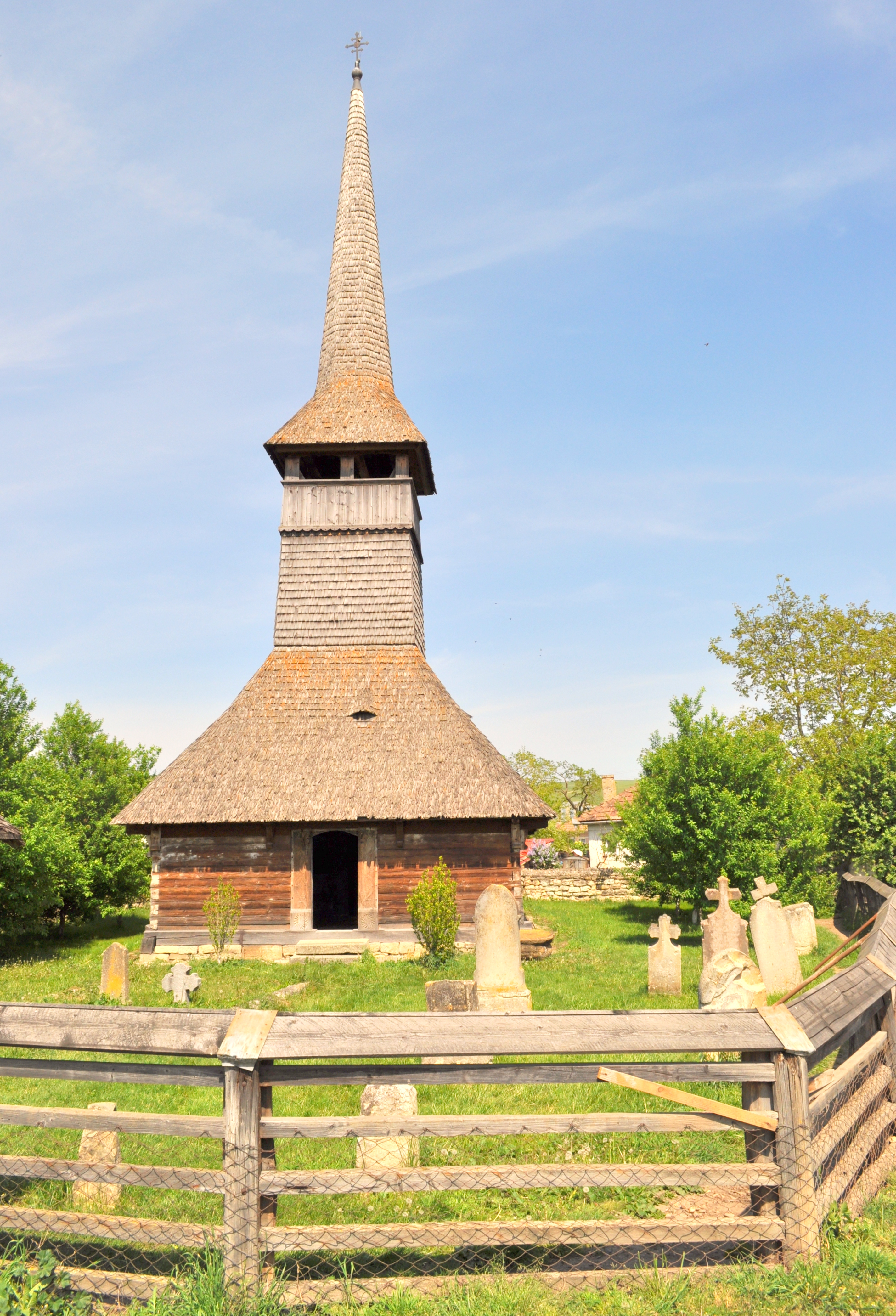
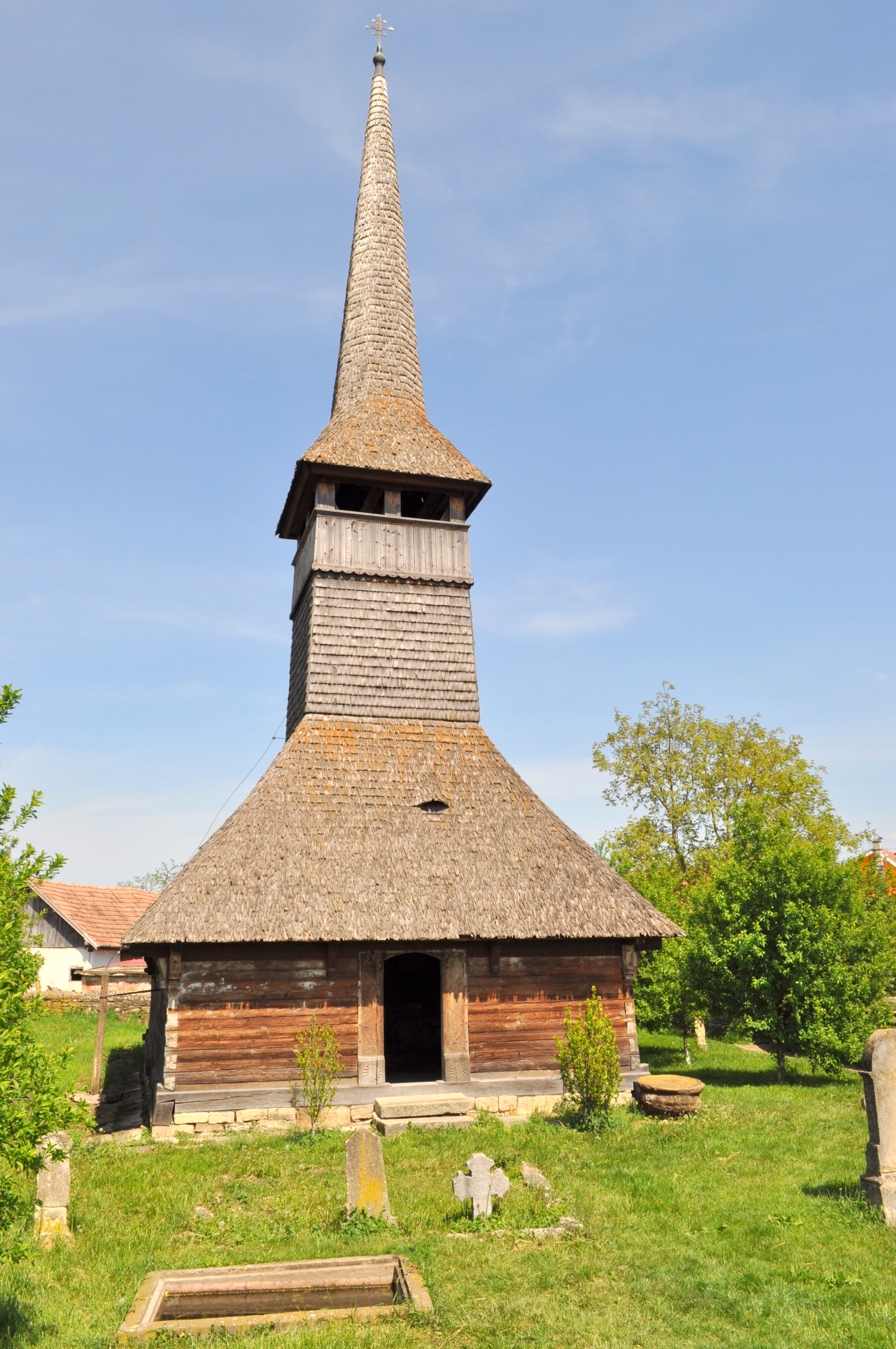
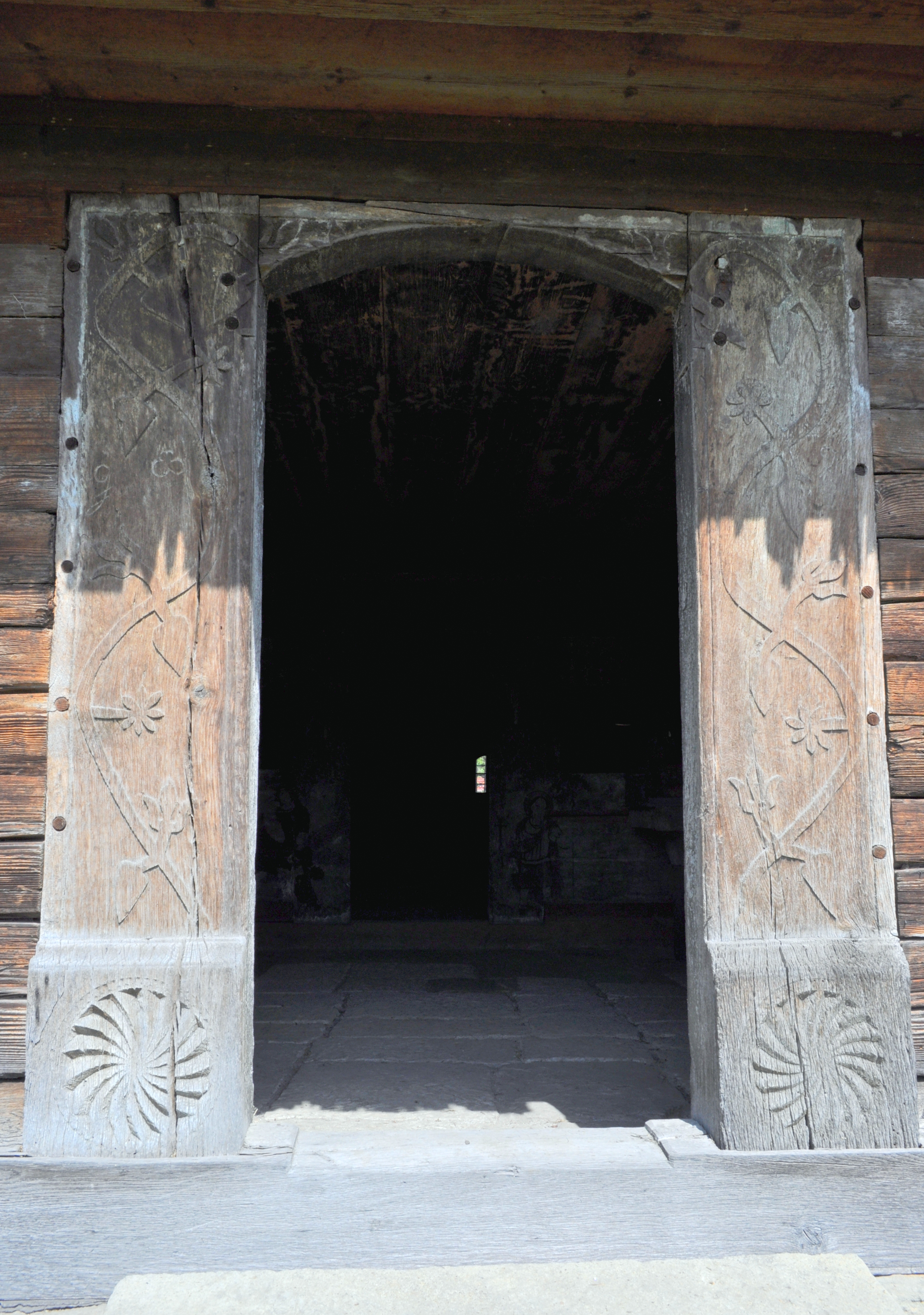
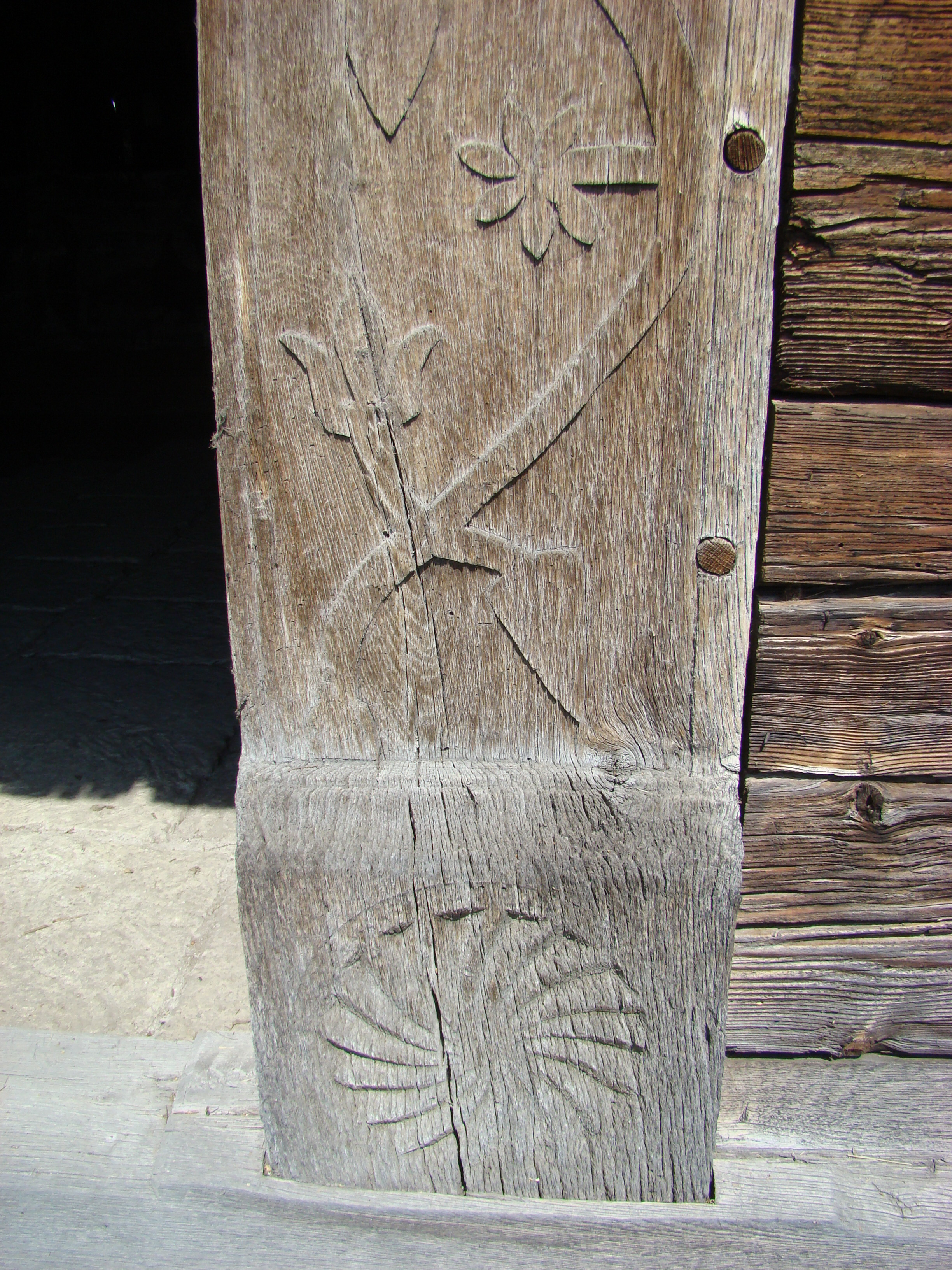
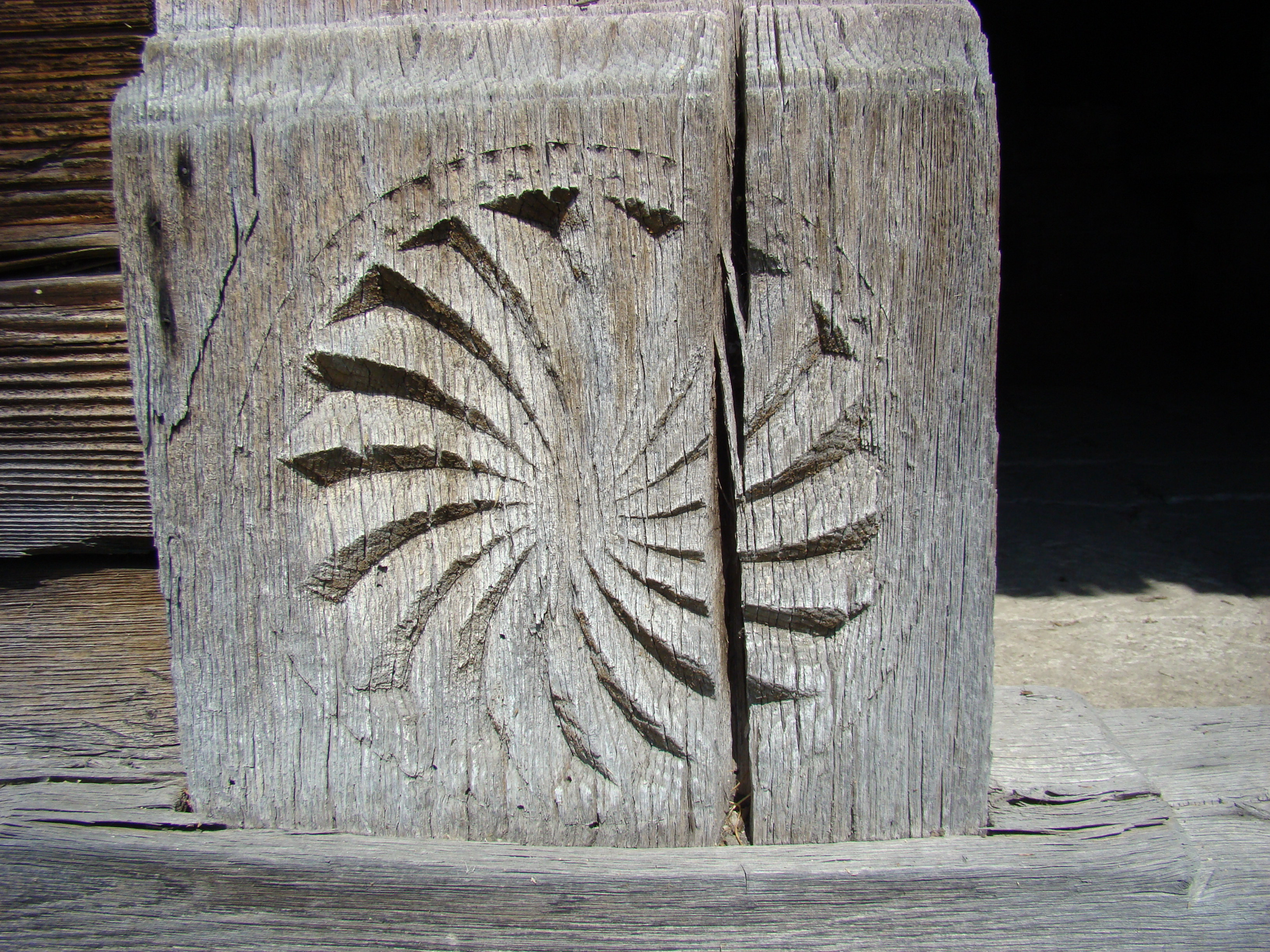
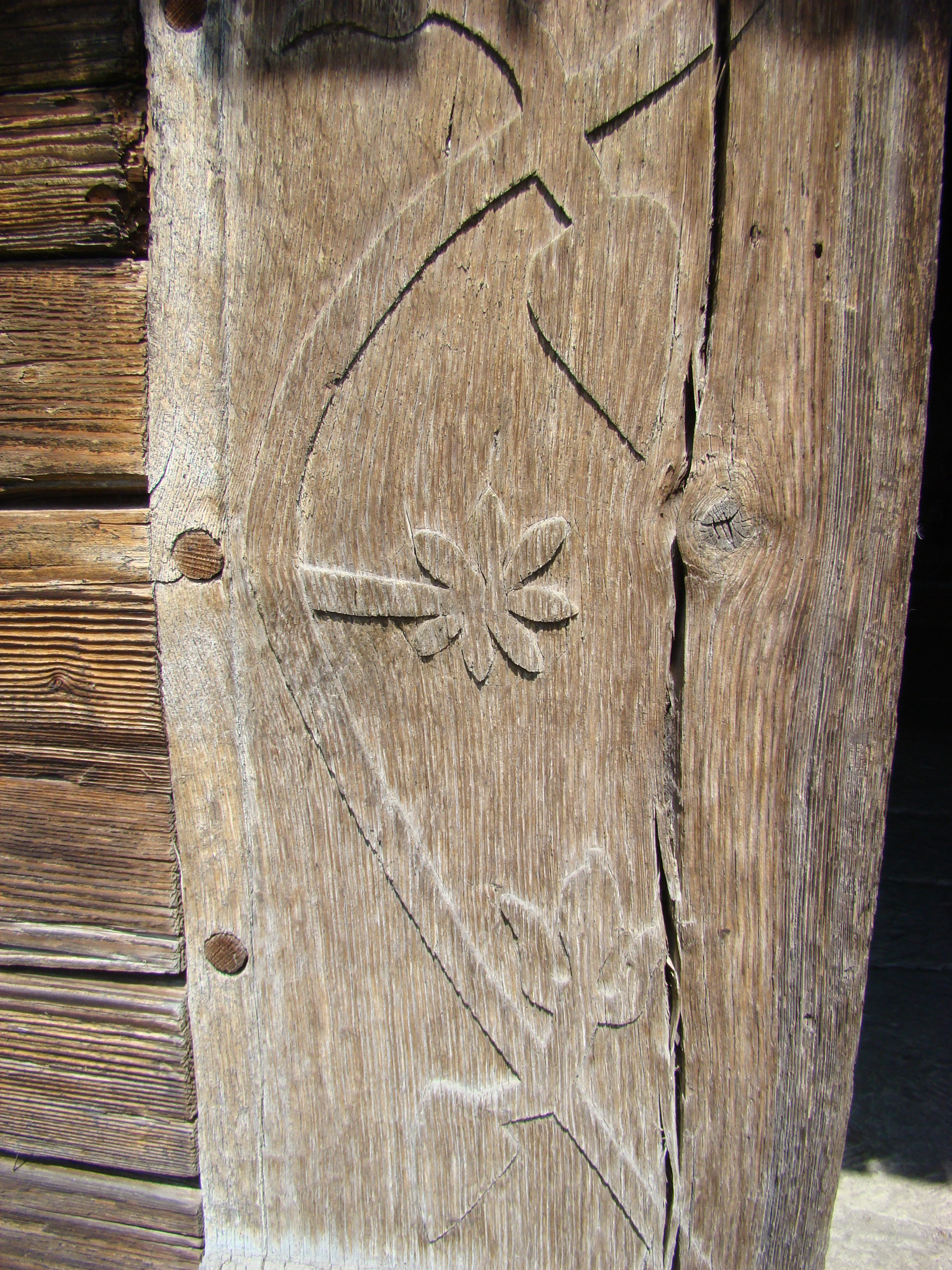
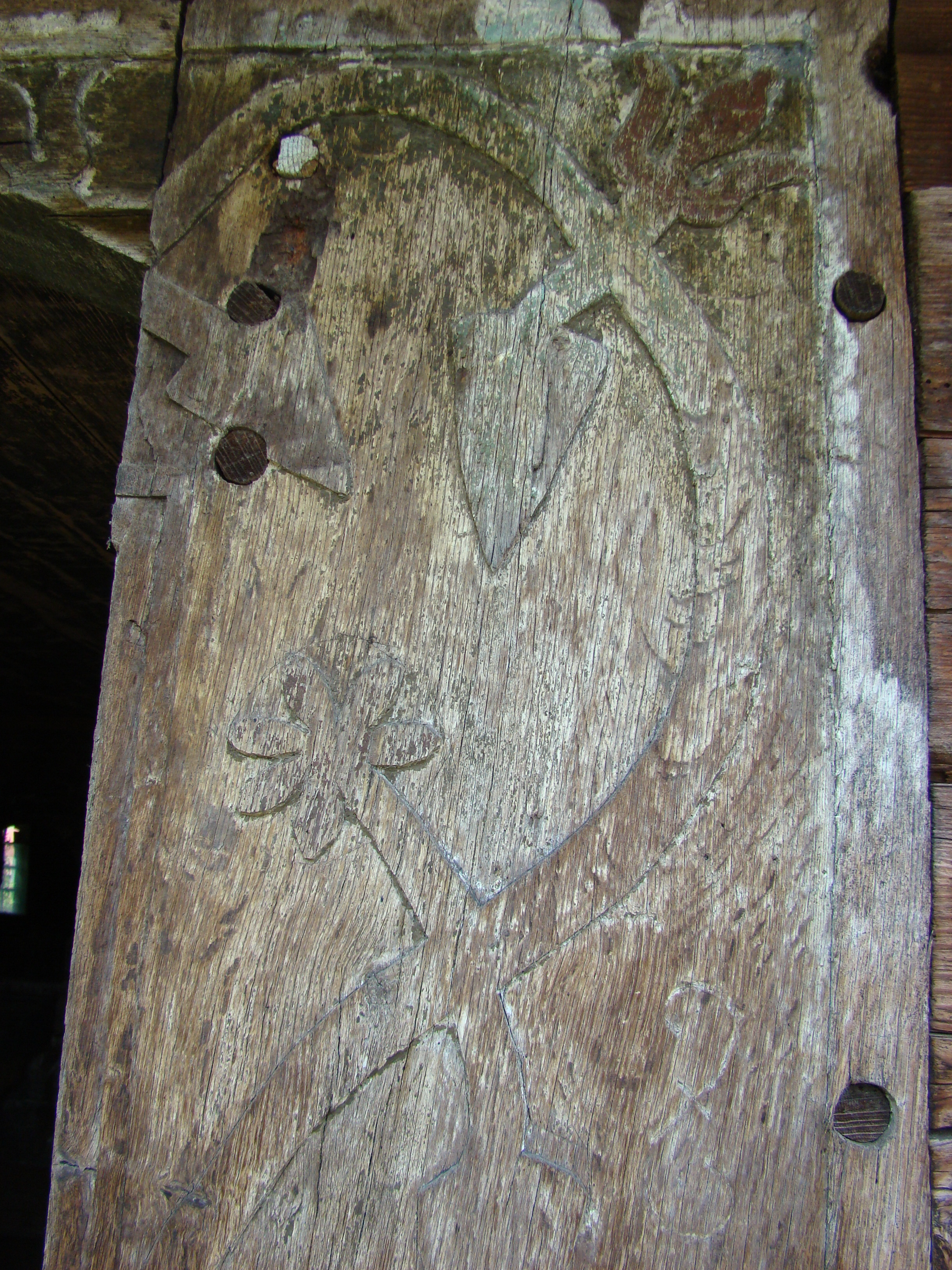
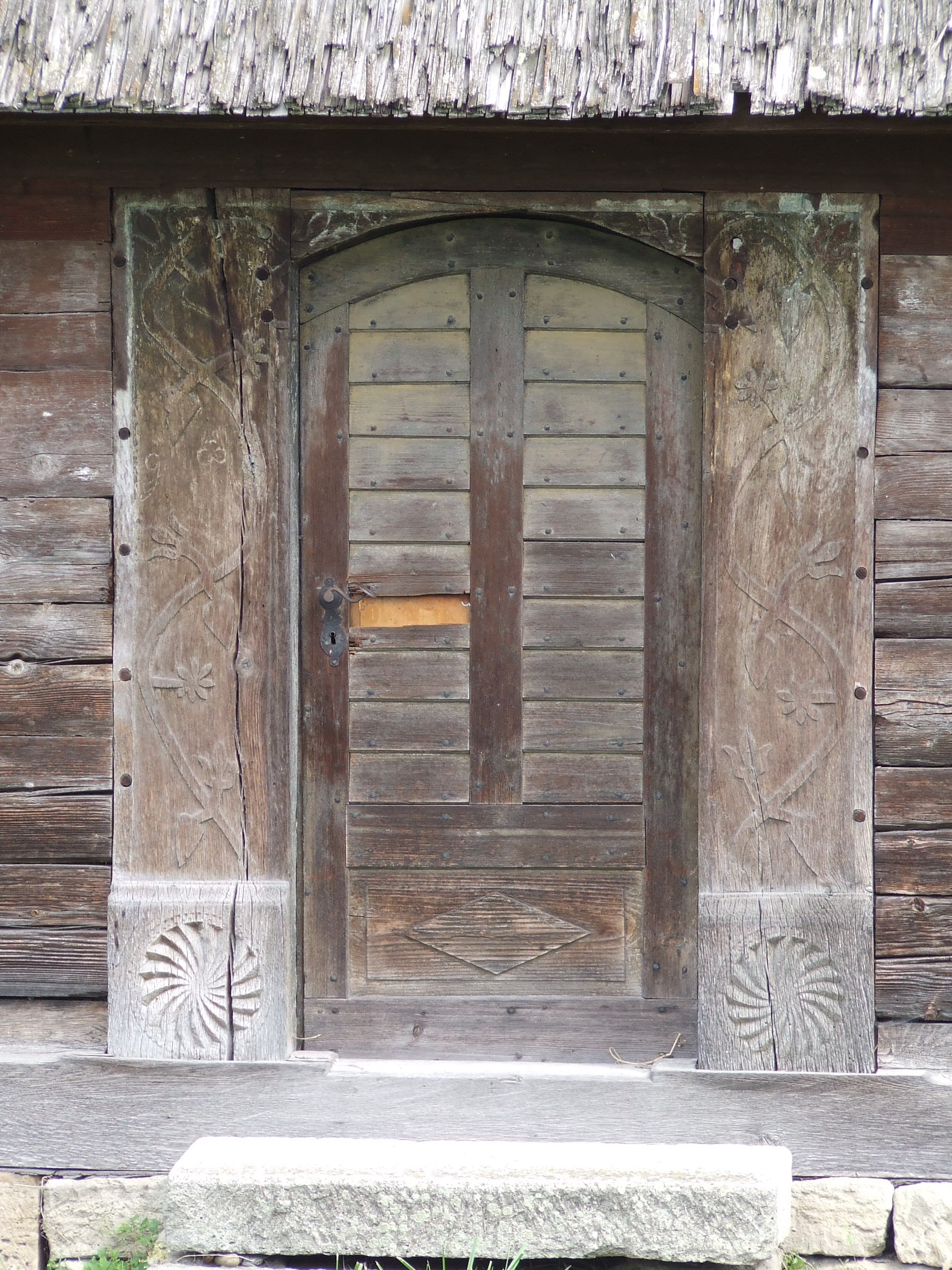
Portalul
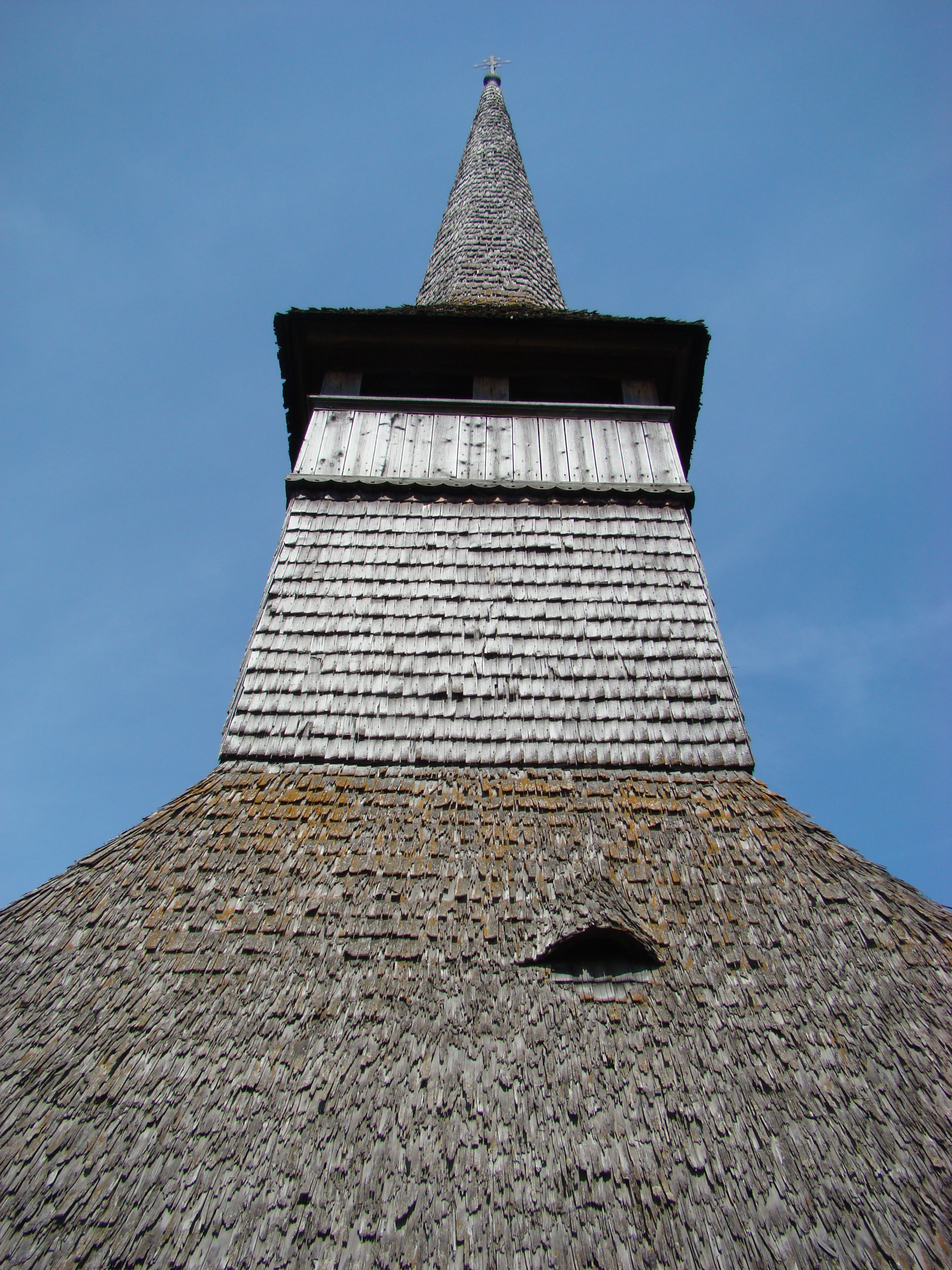
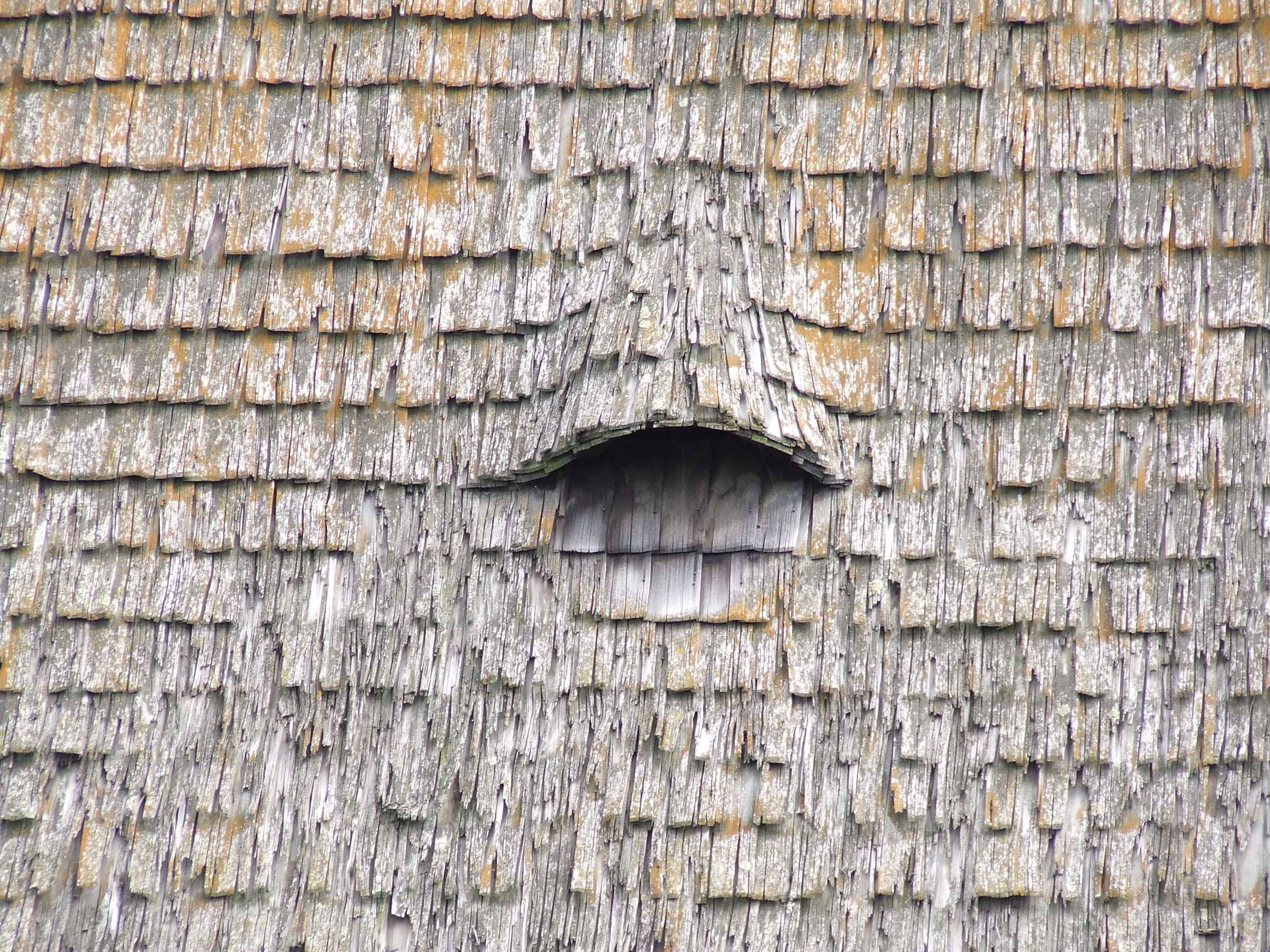
Detaliu acoperiş
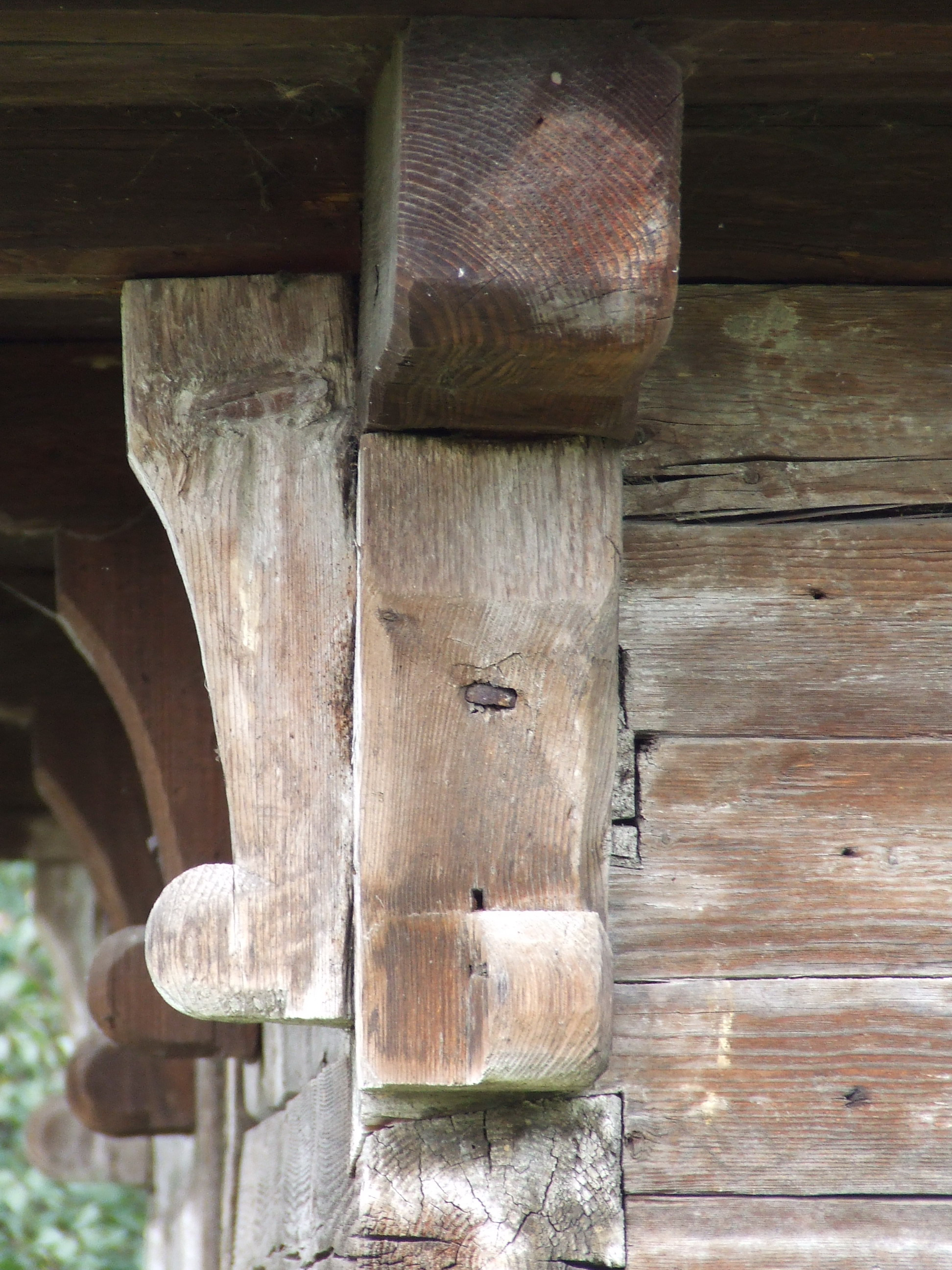
Detaliu console
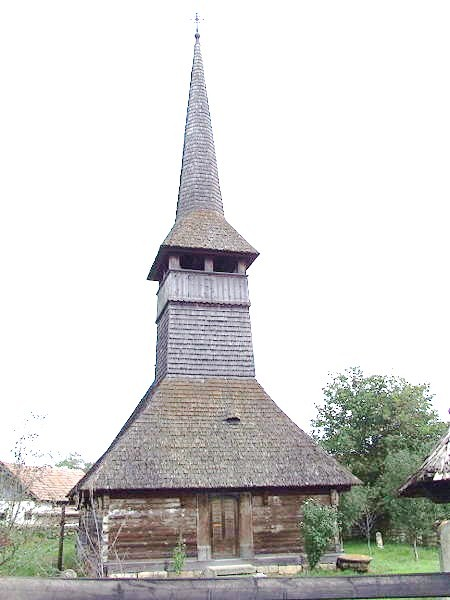
Imagine de ansamblu
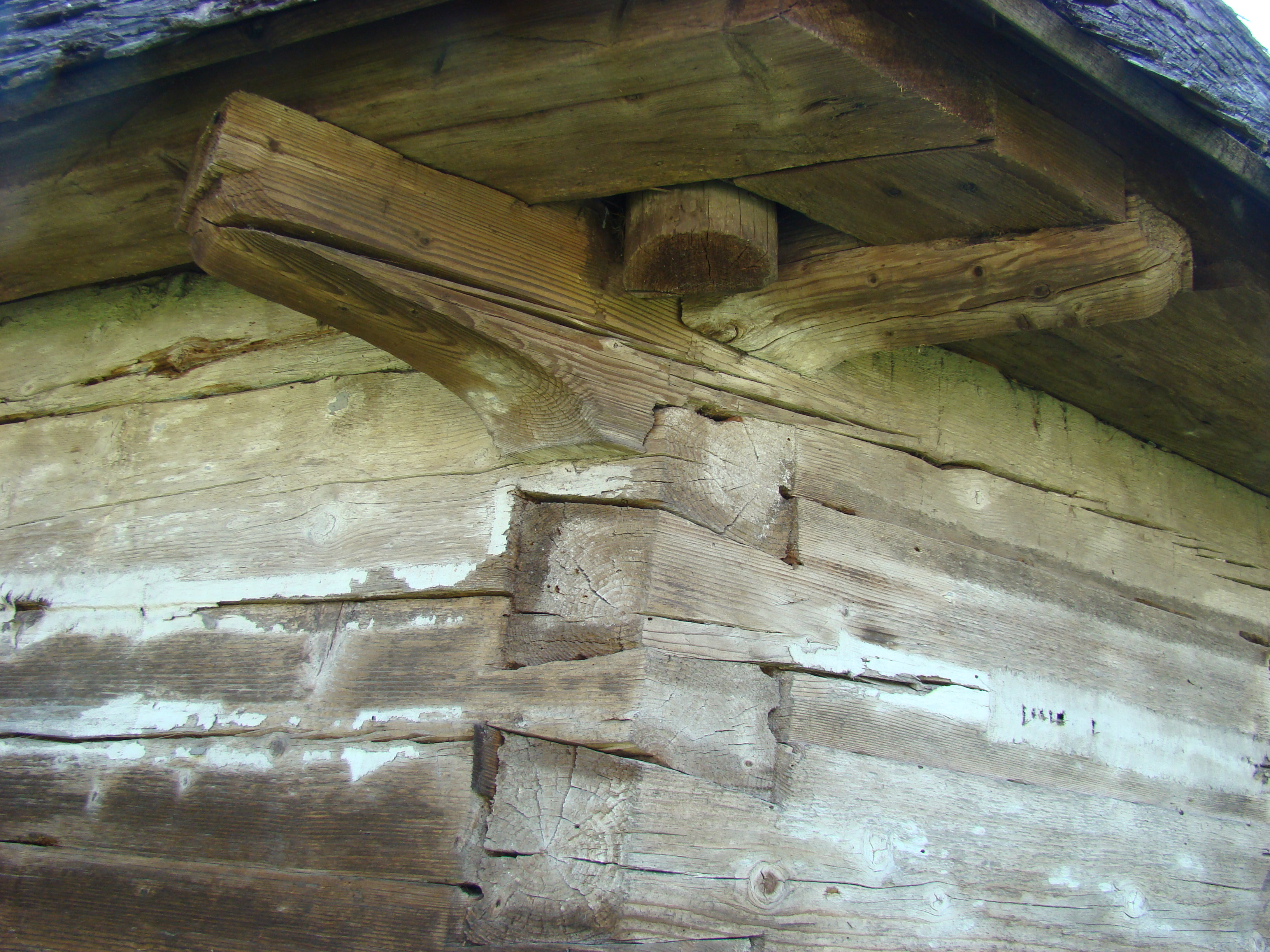
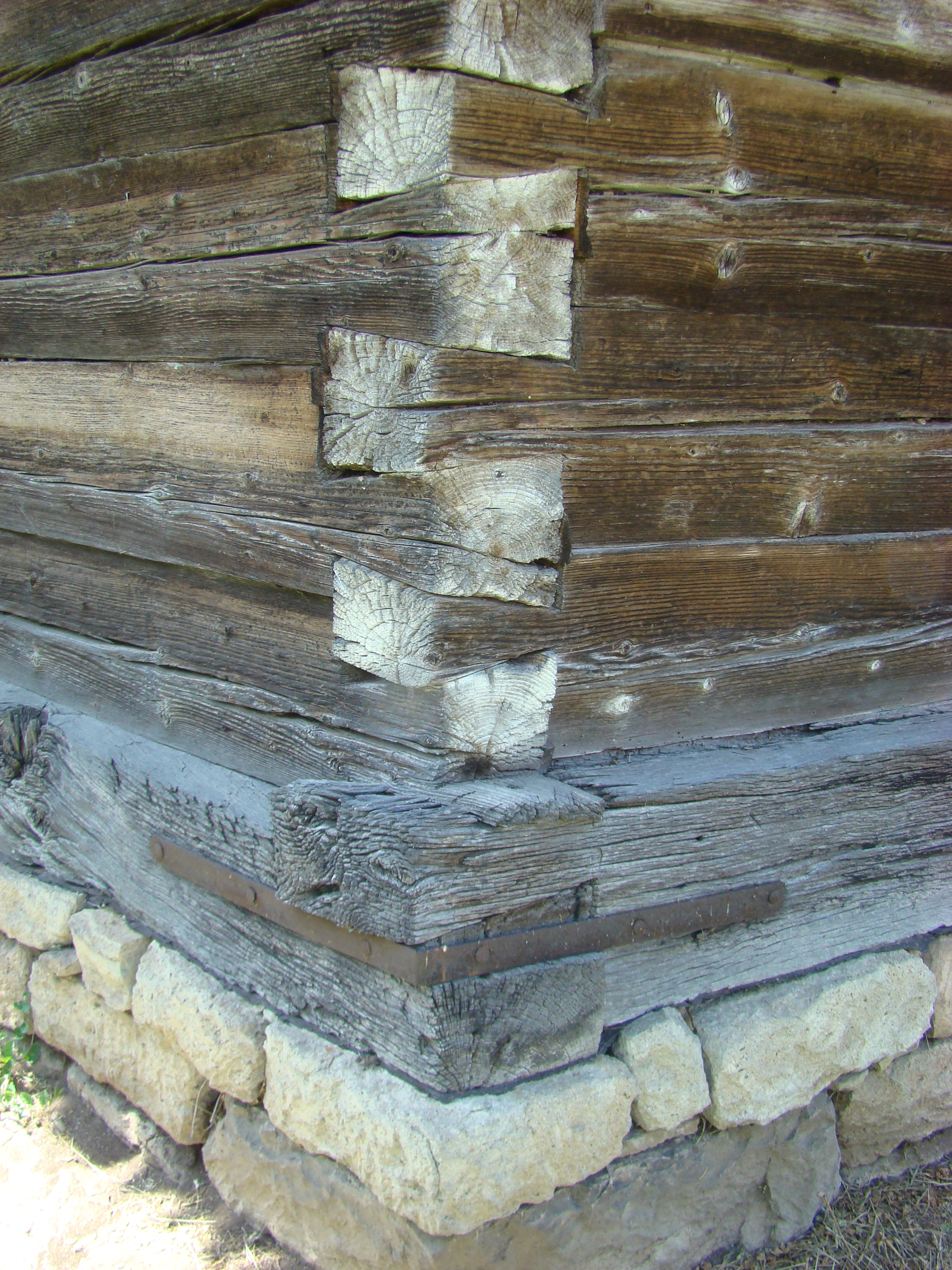
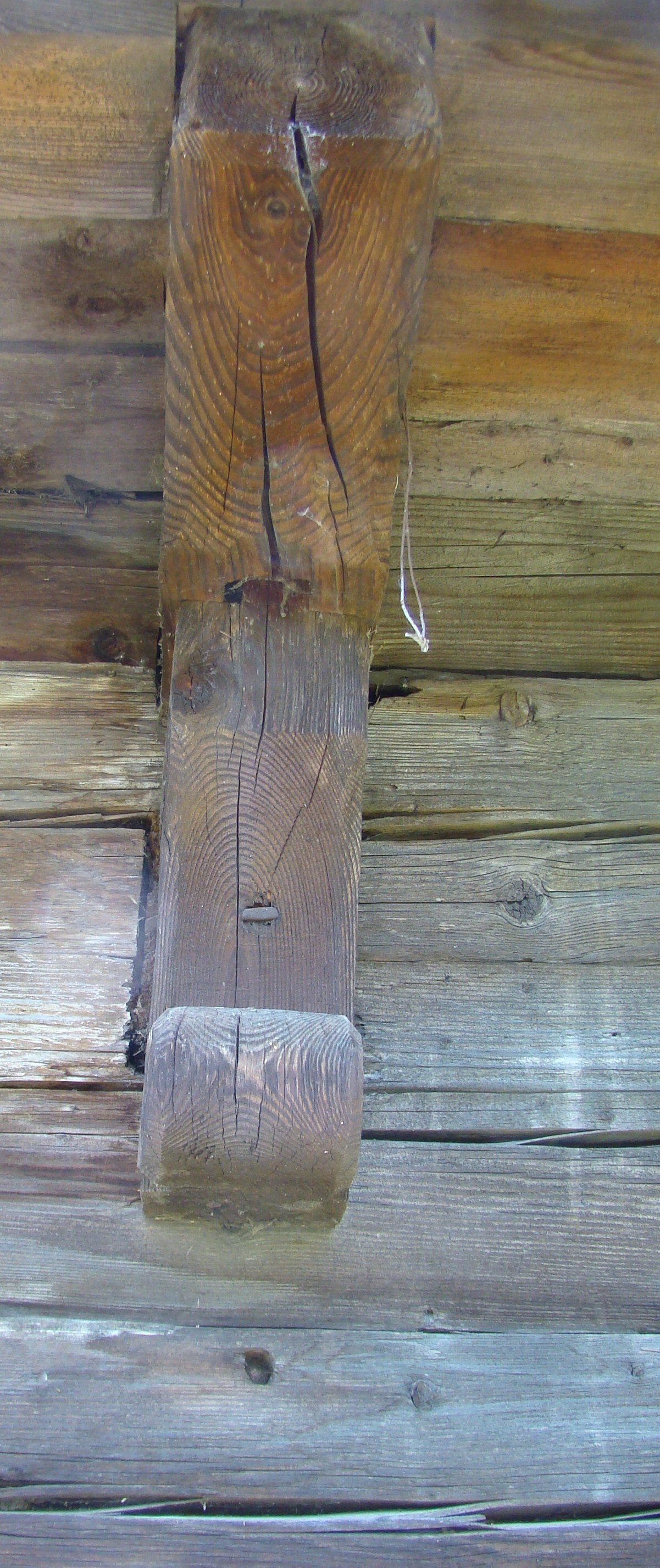
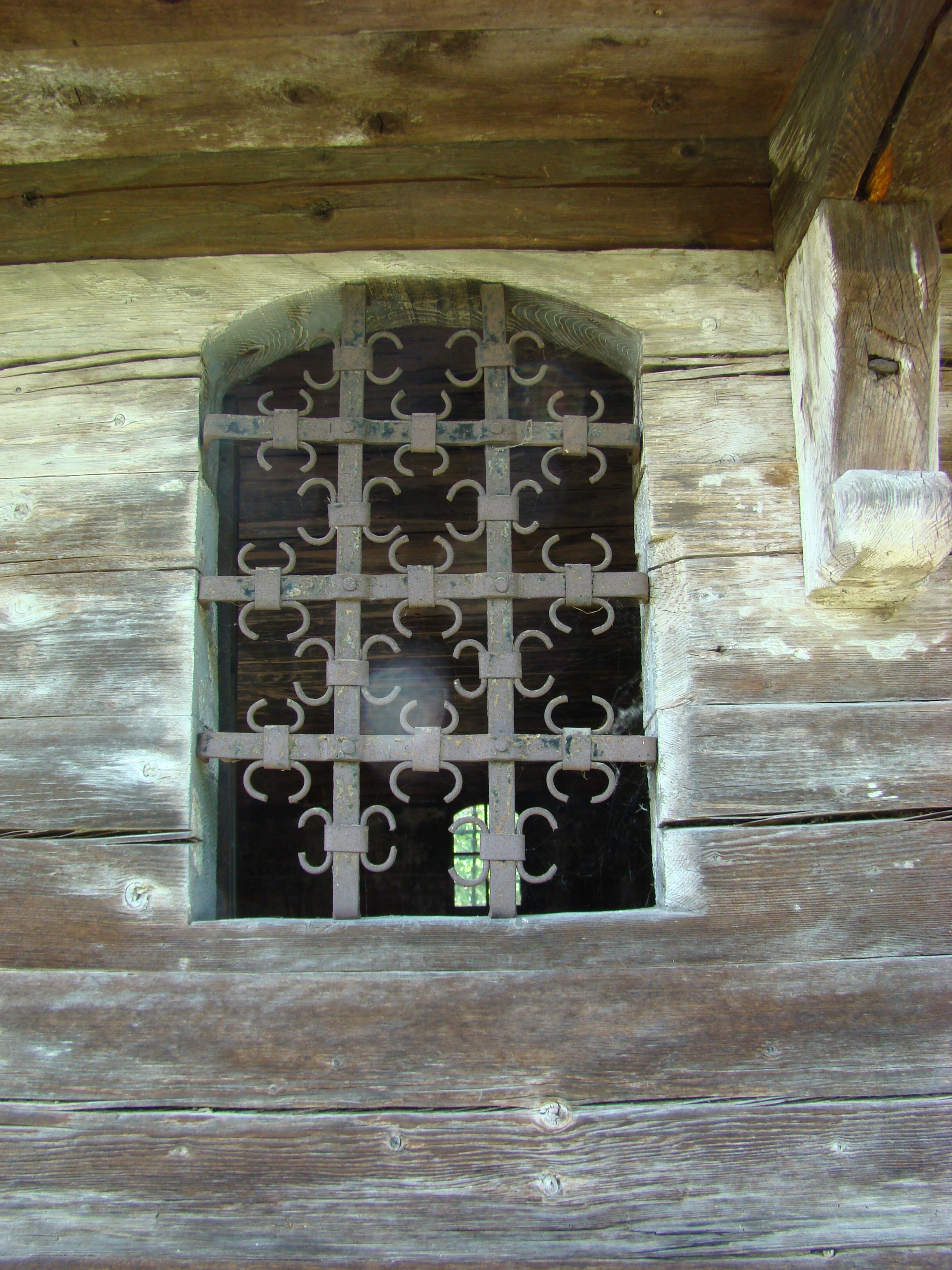
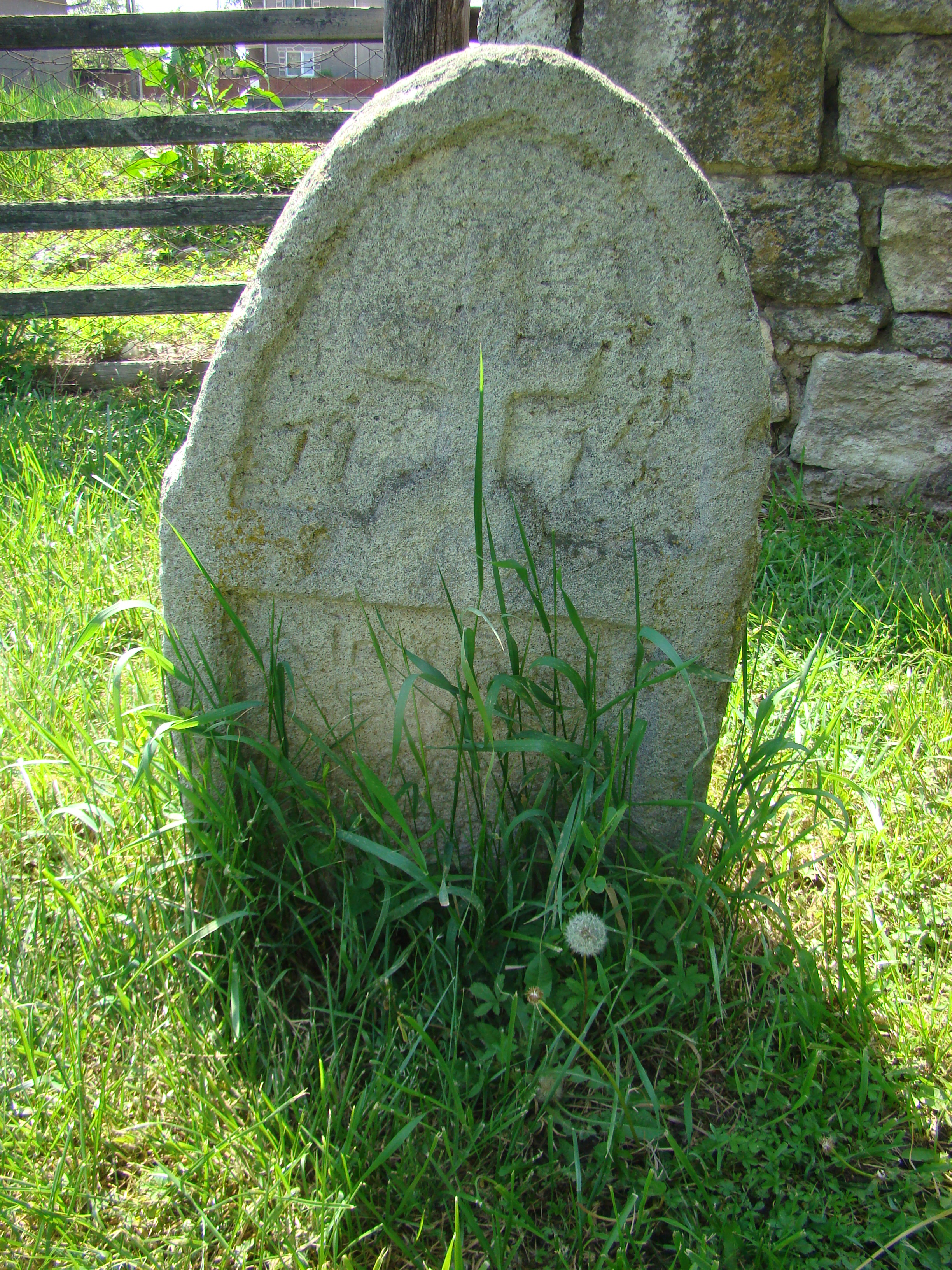
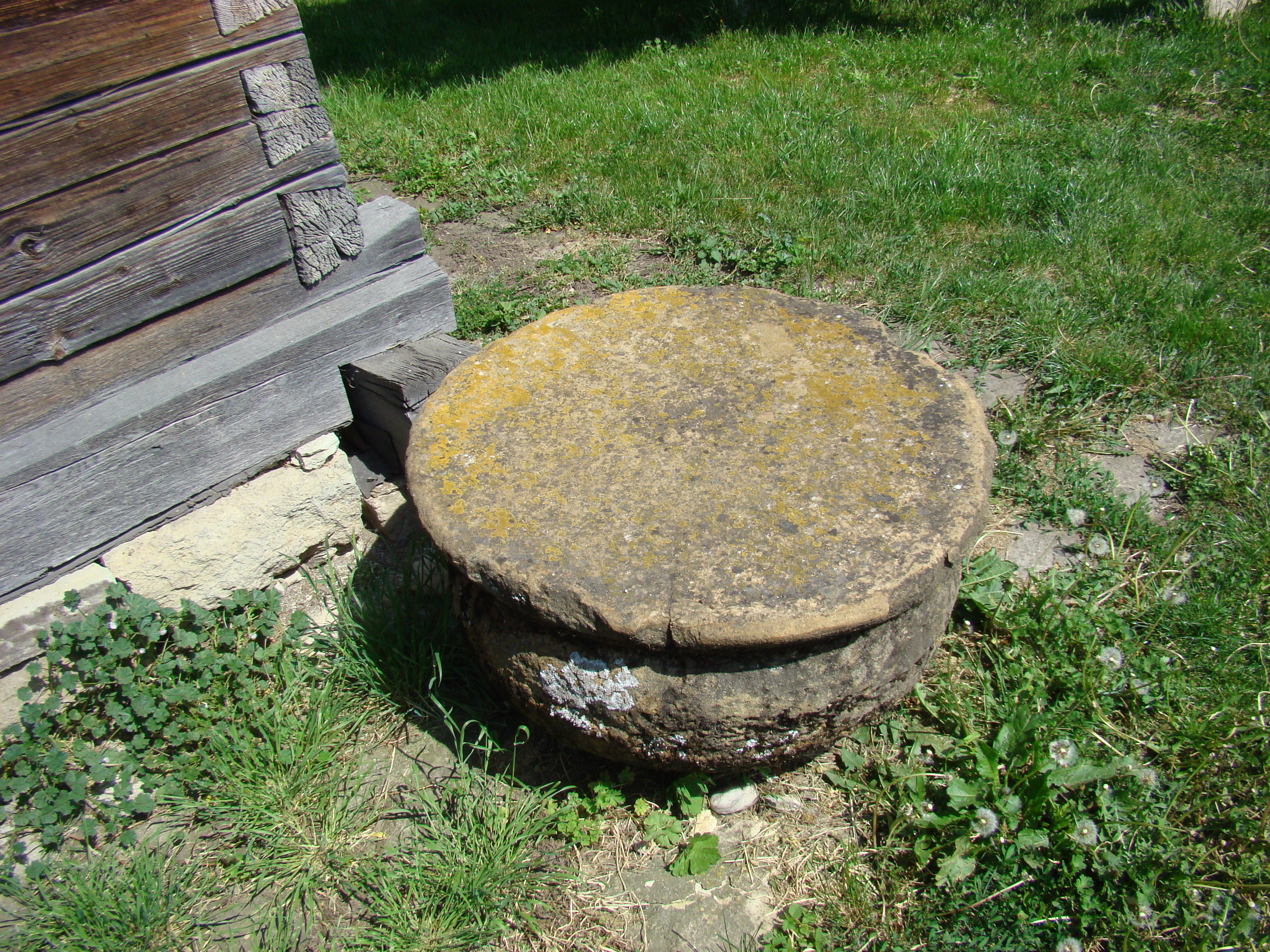
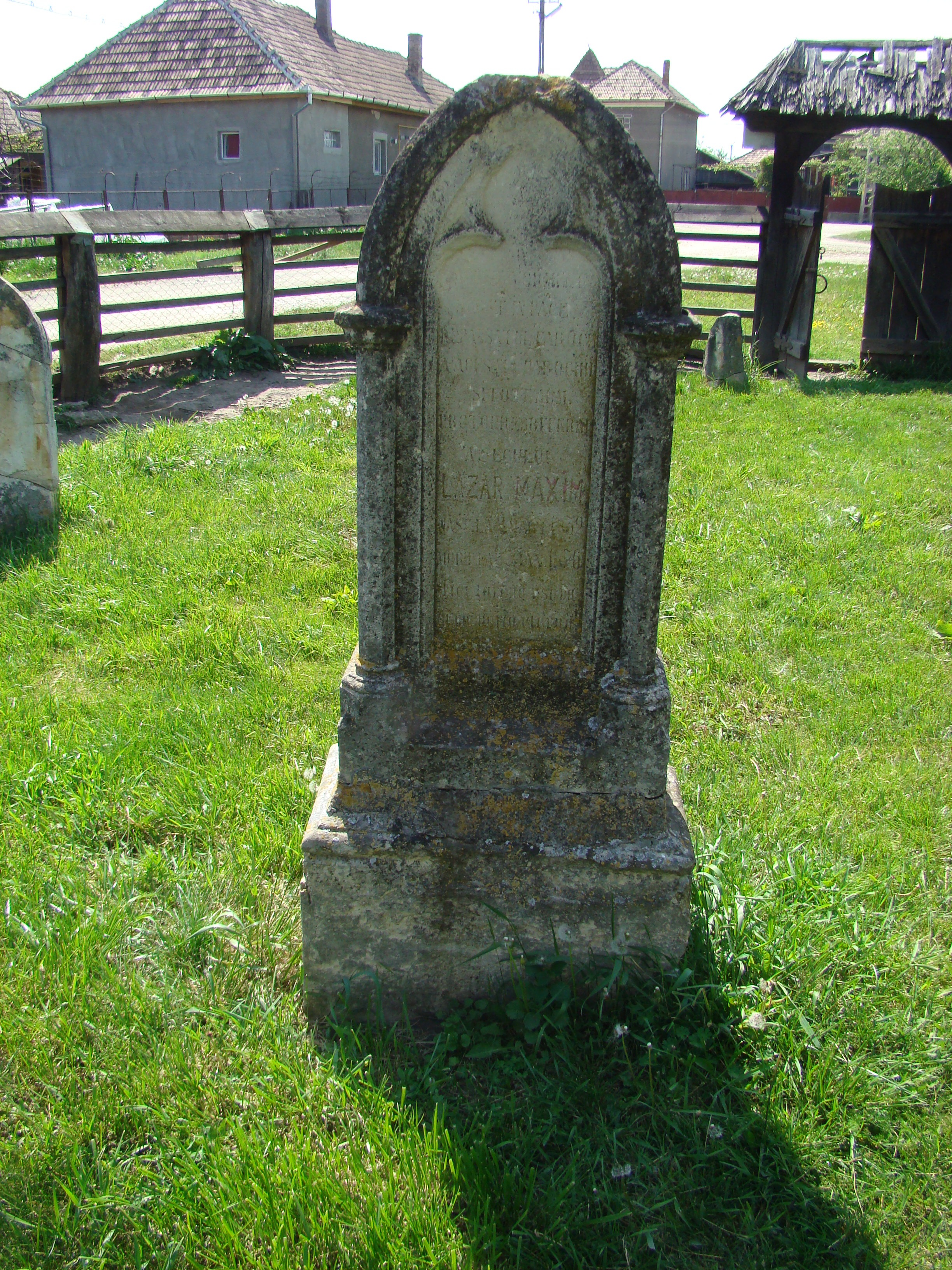
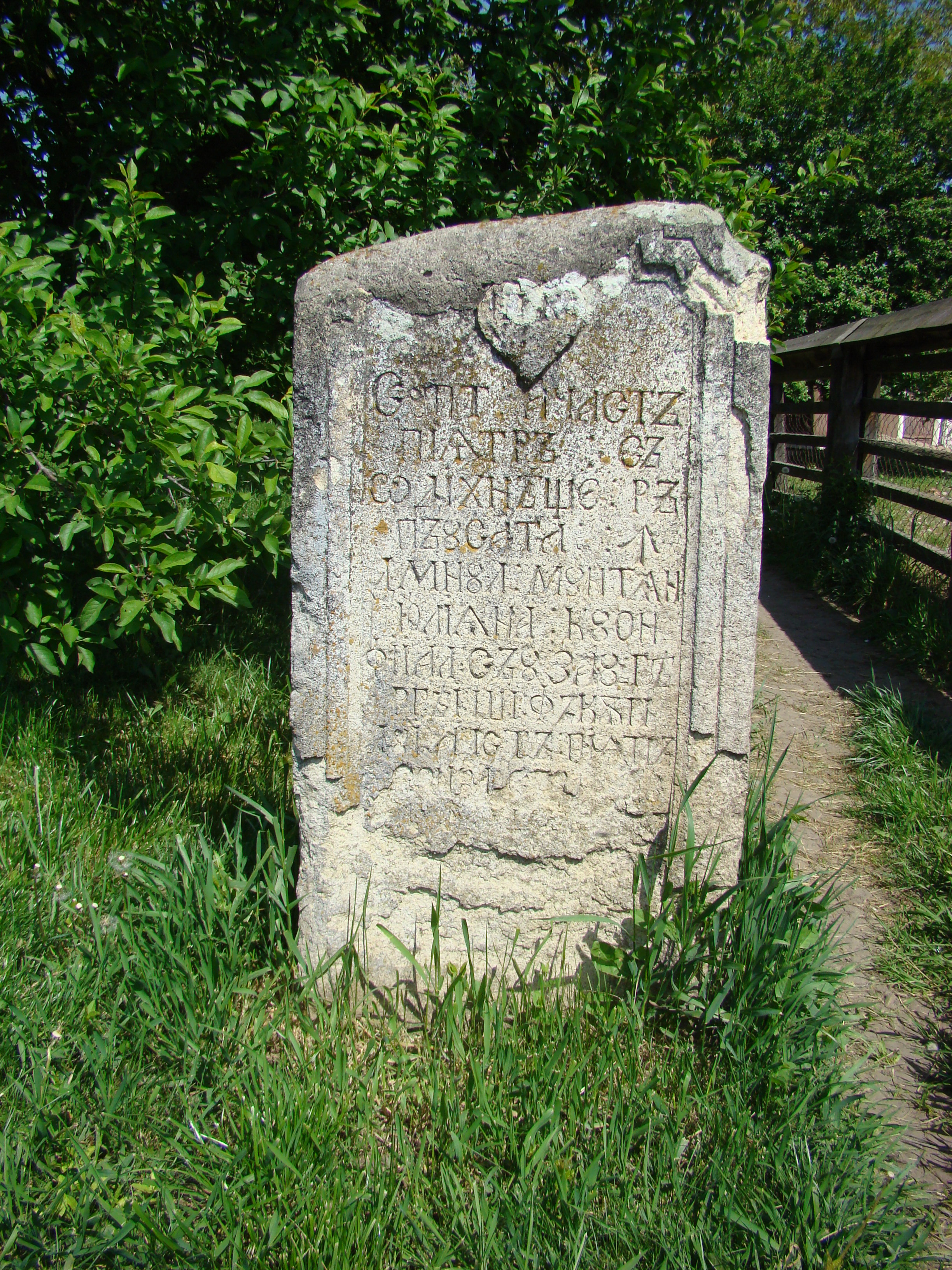

## Imagini din interior

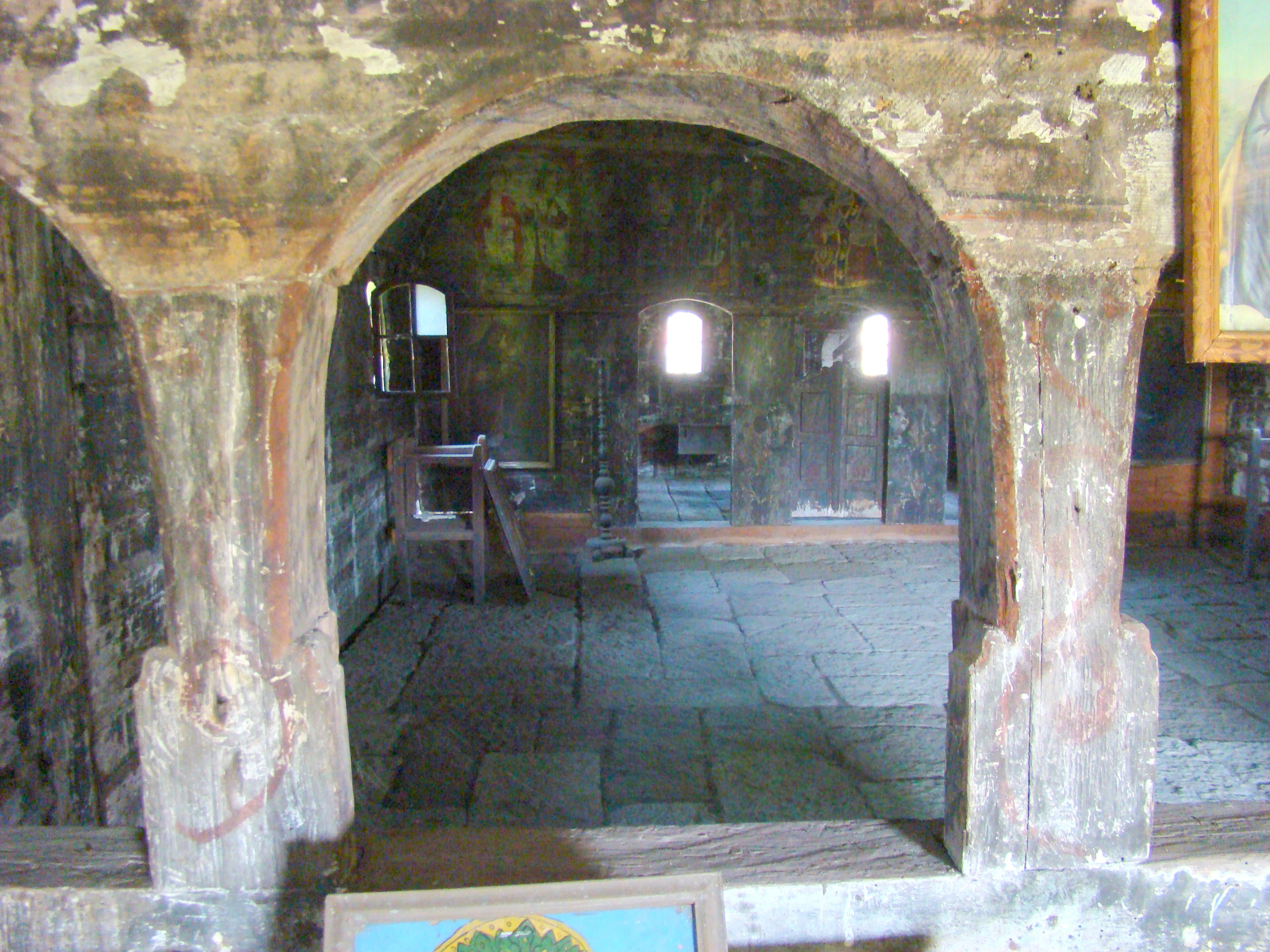
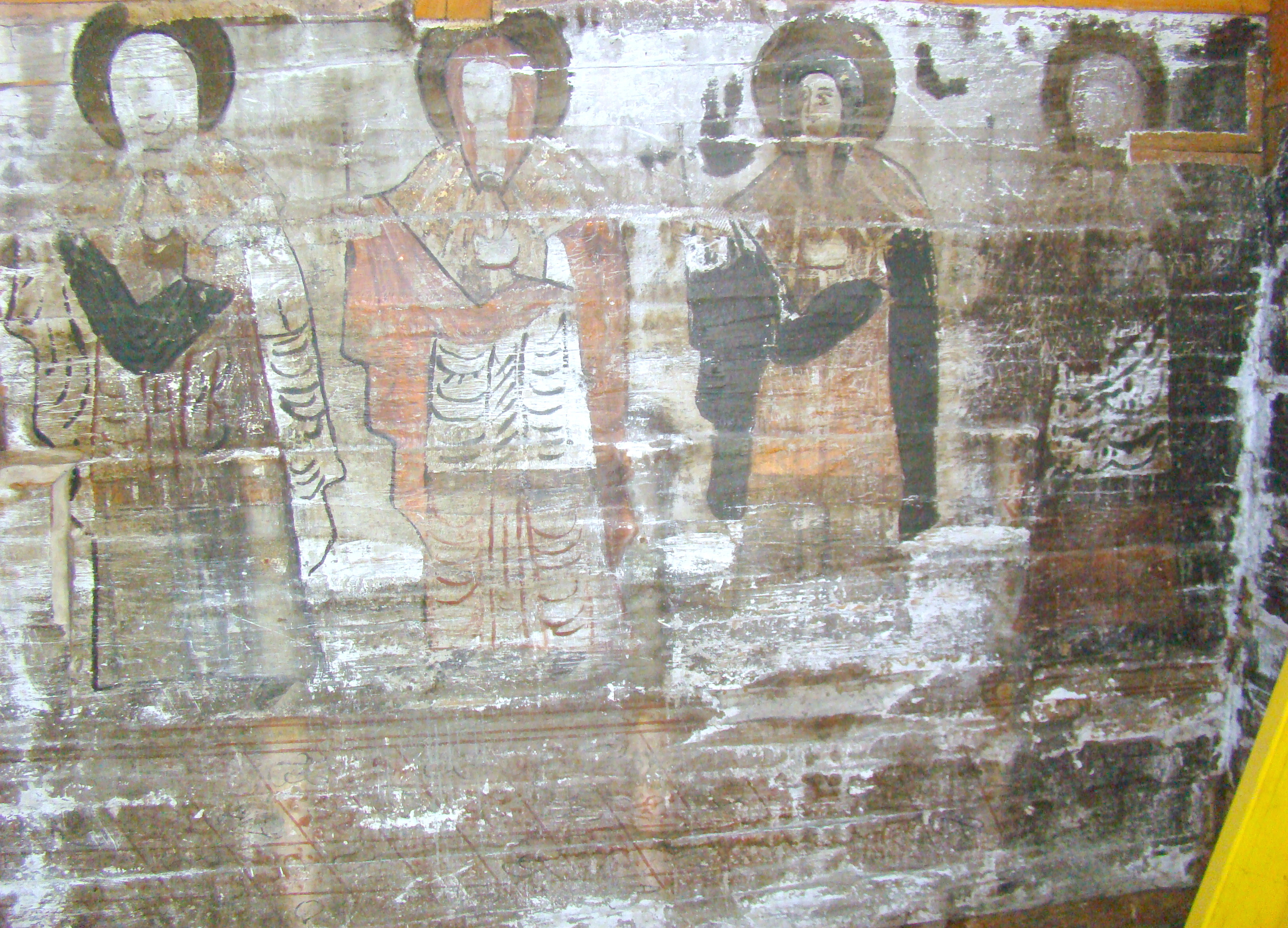
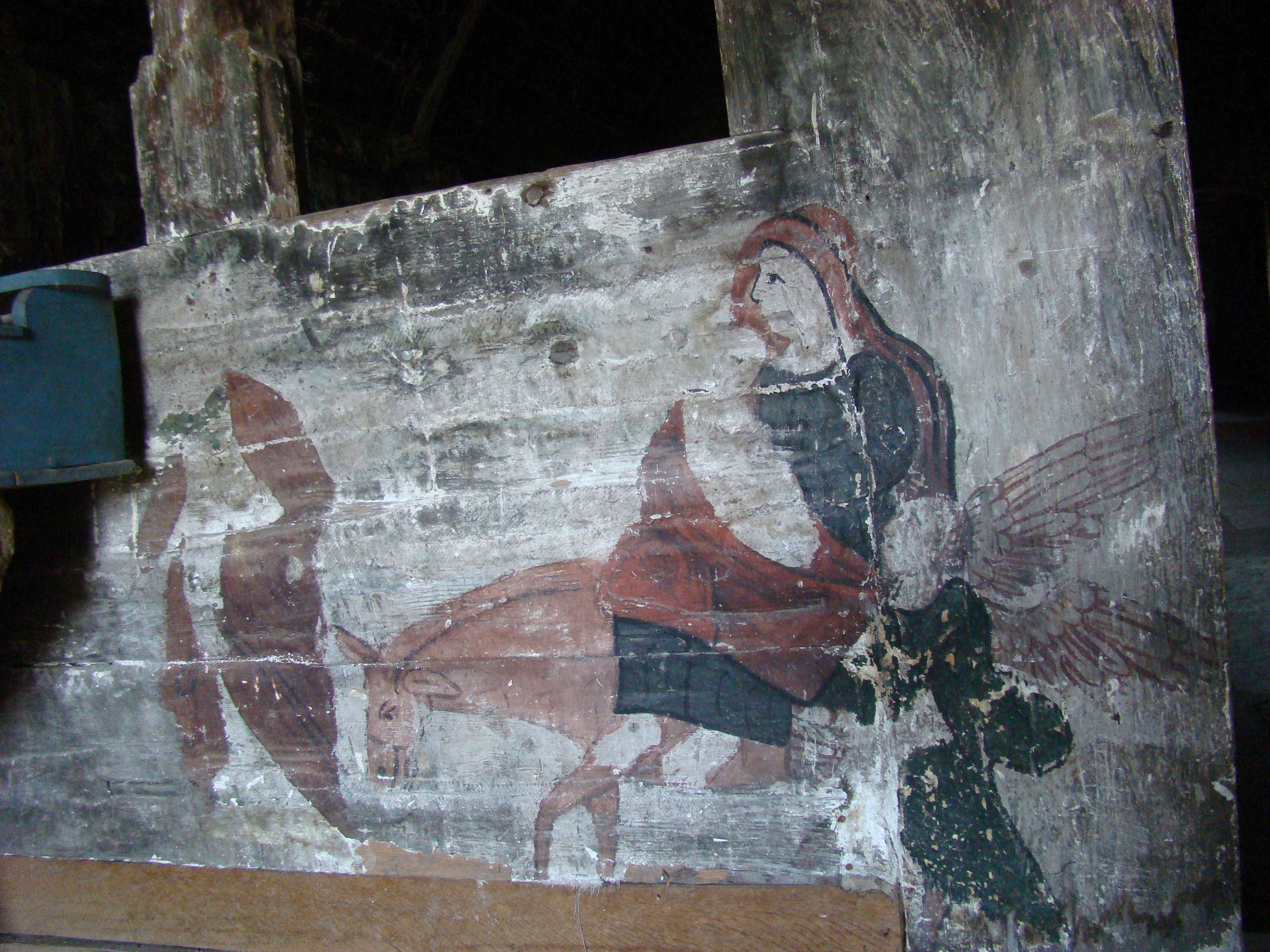
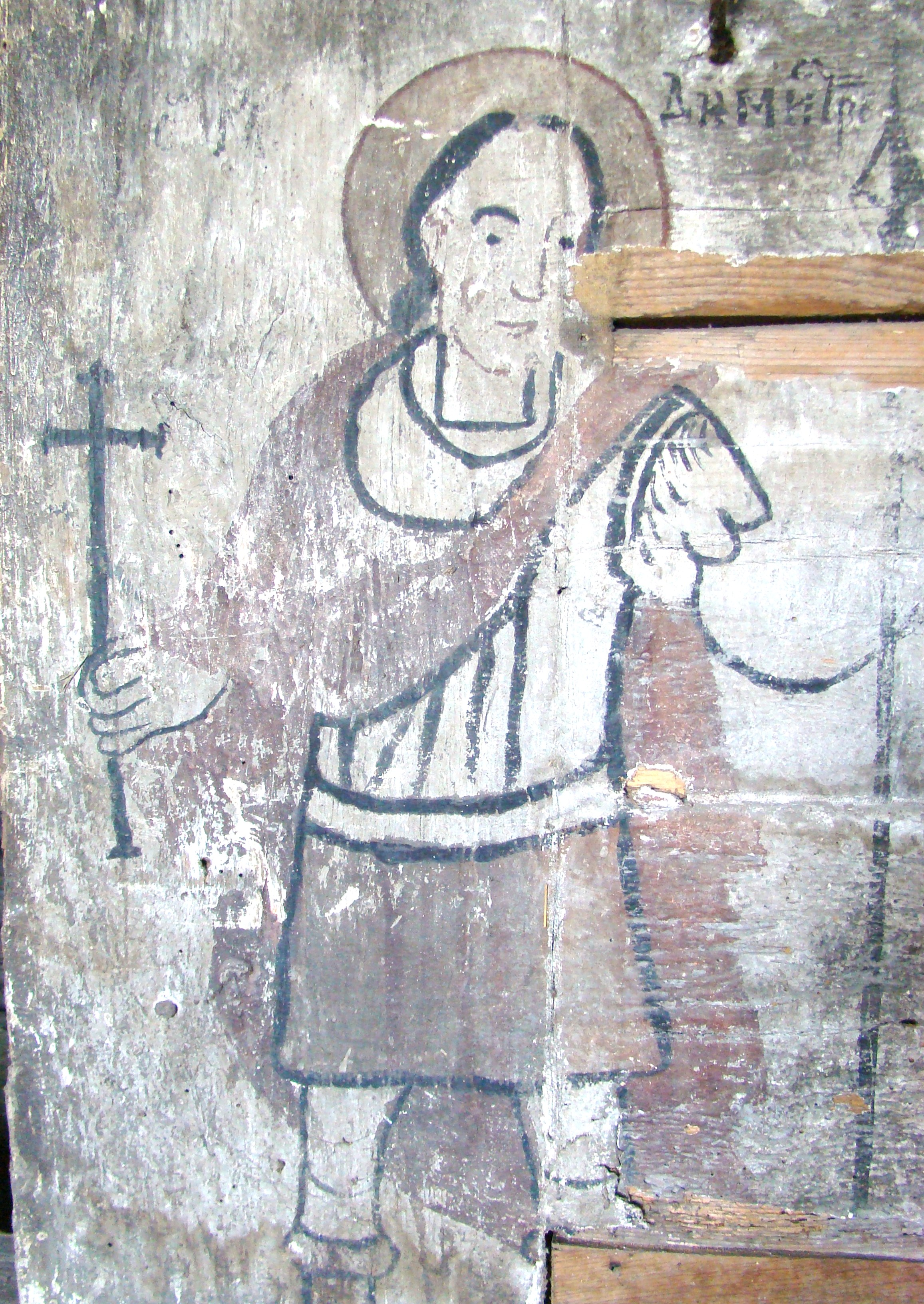
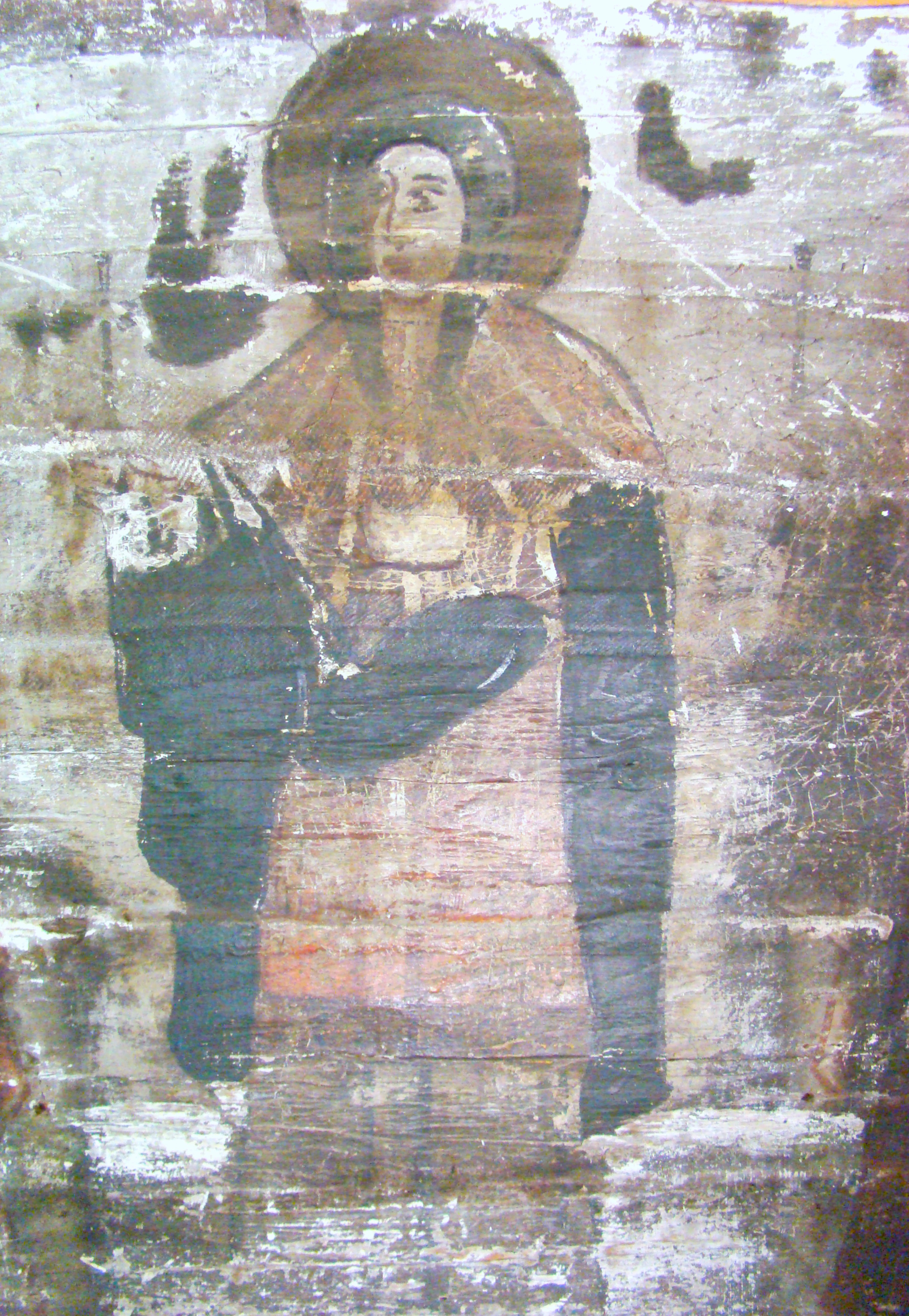
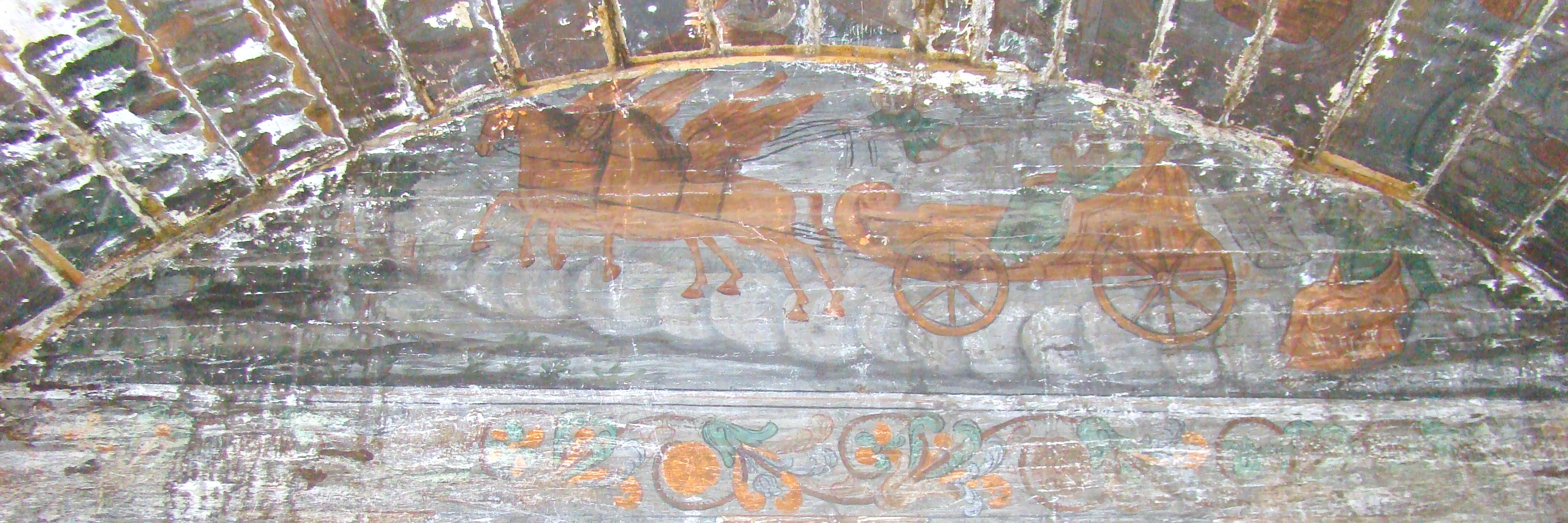
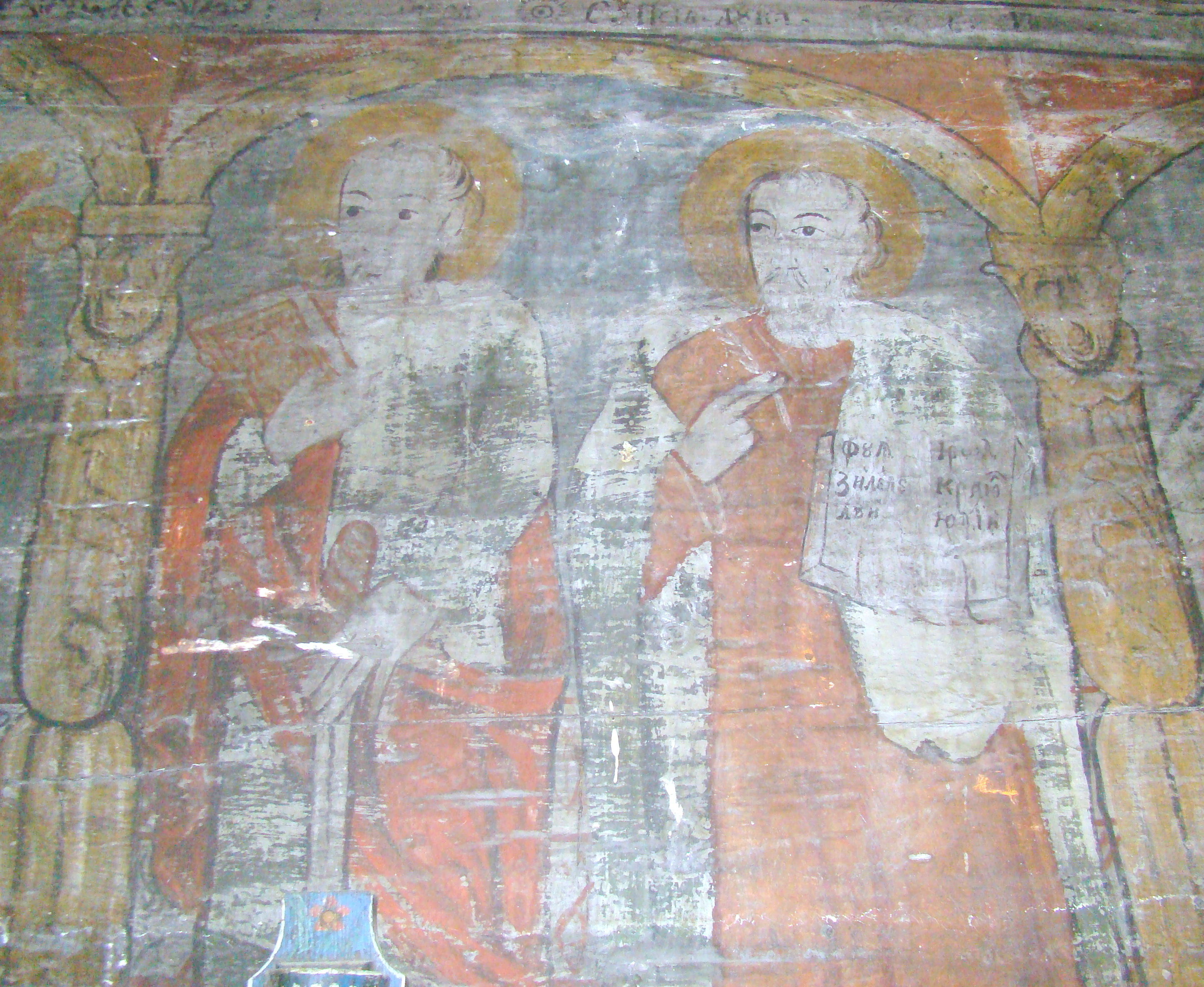
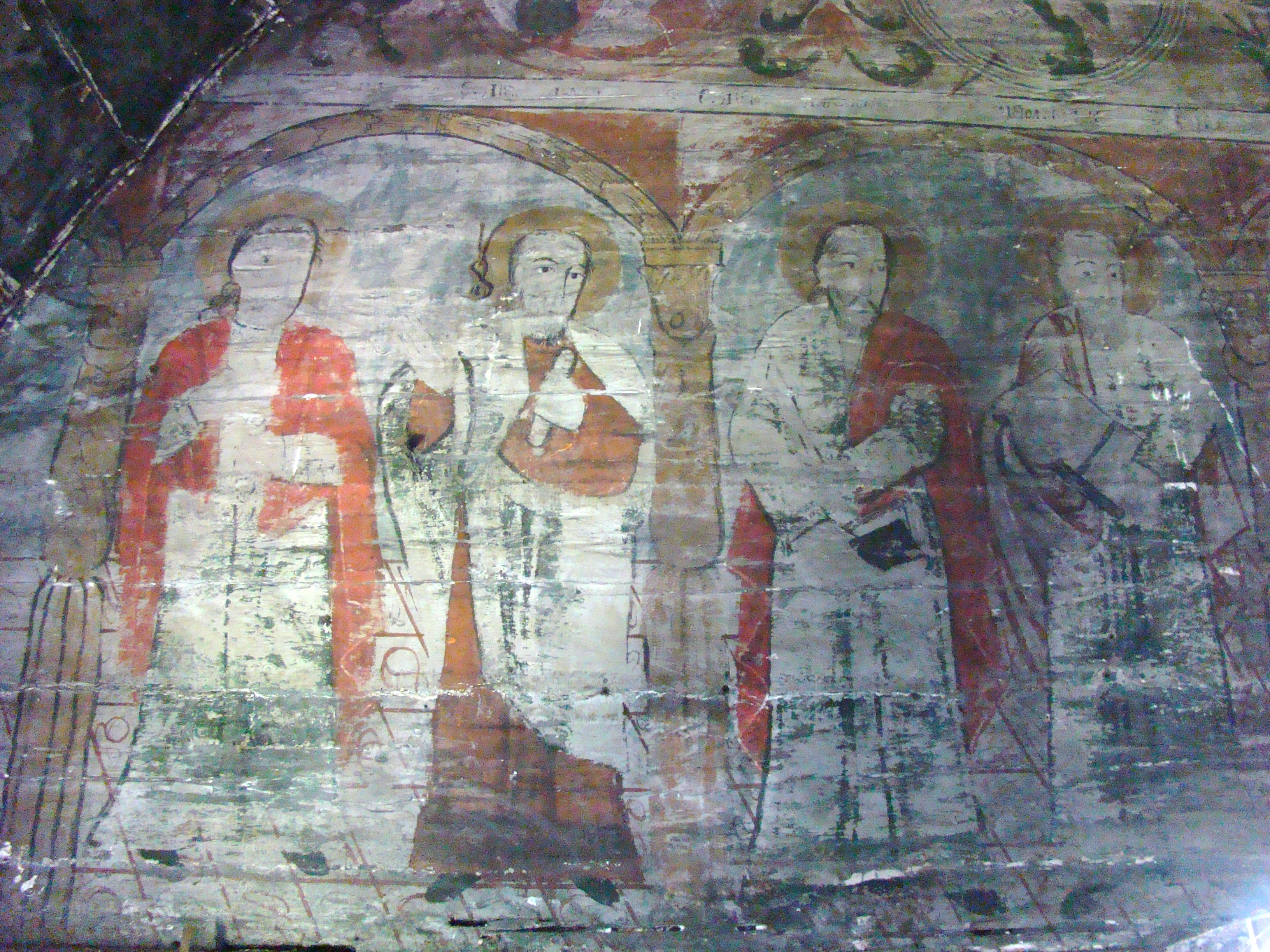
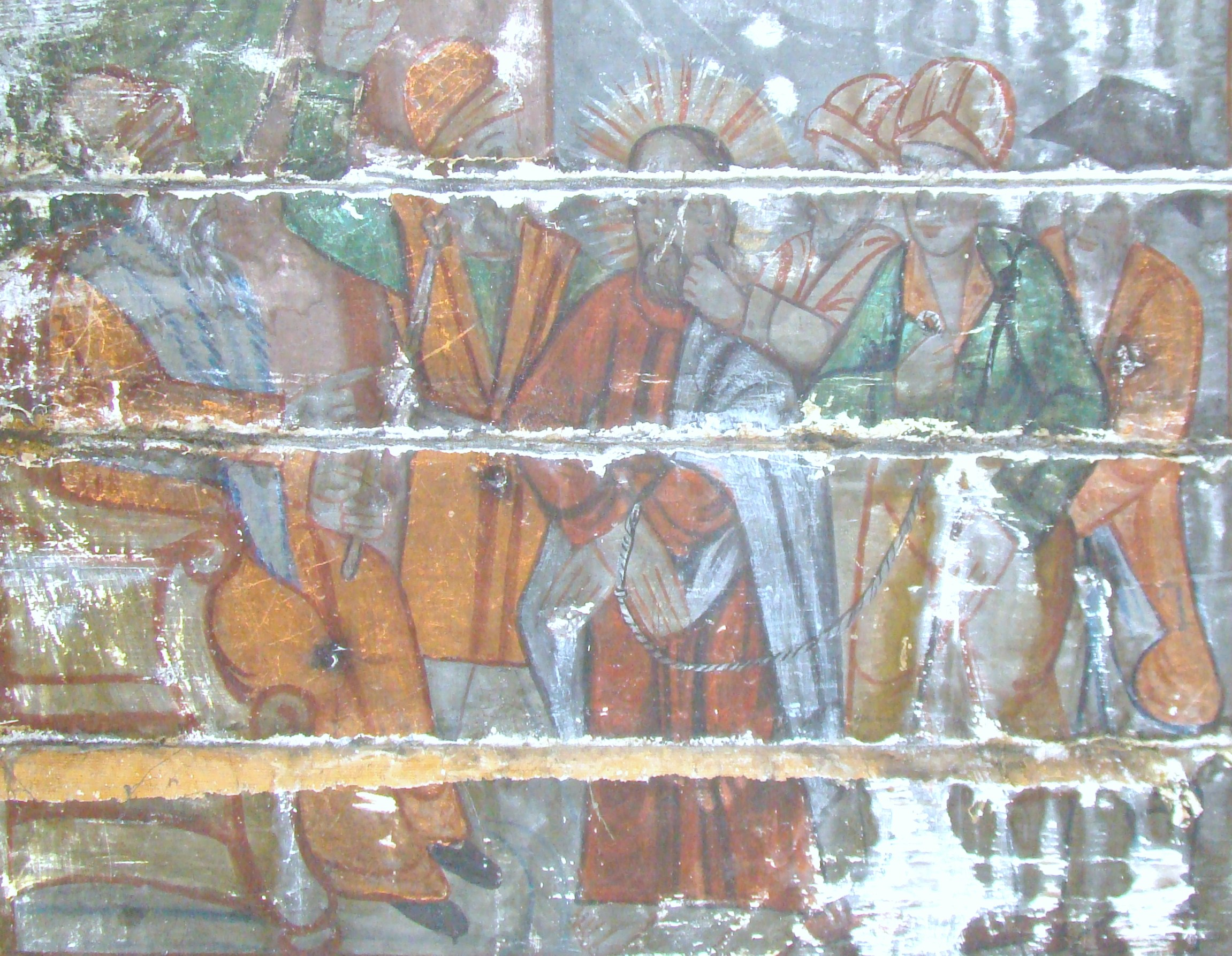
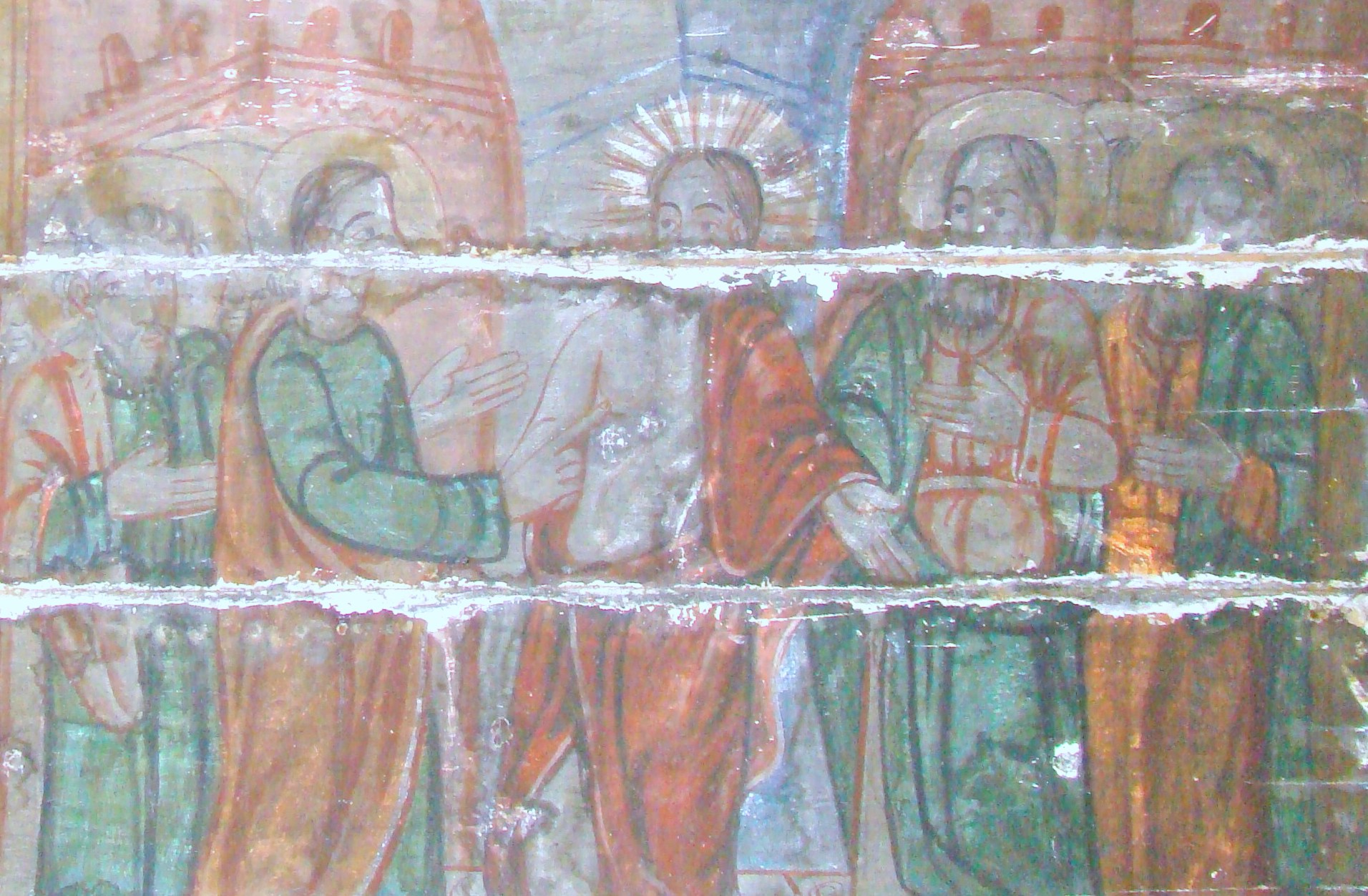
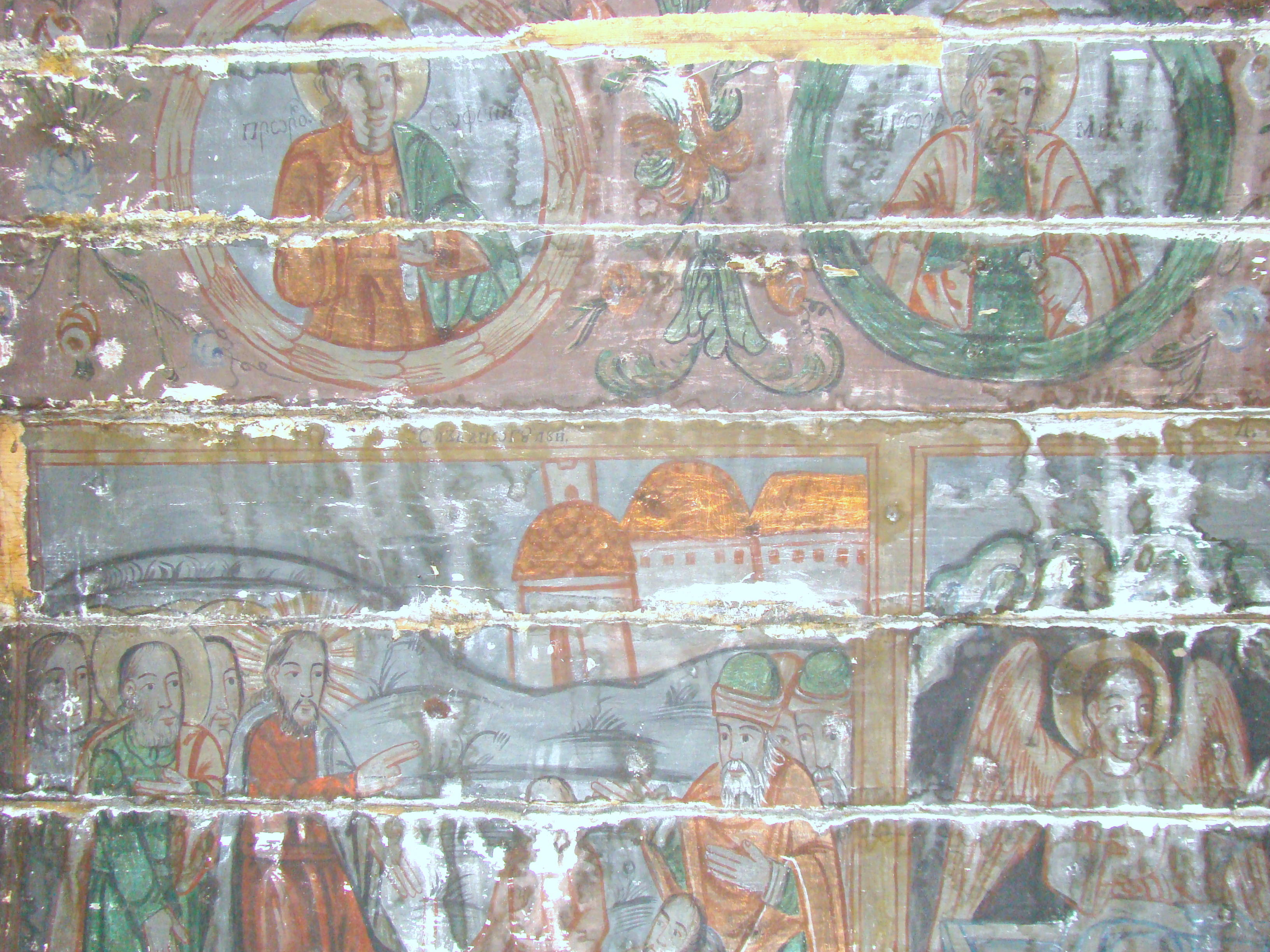
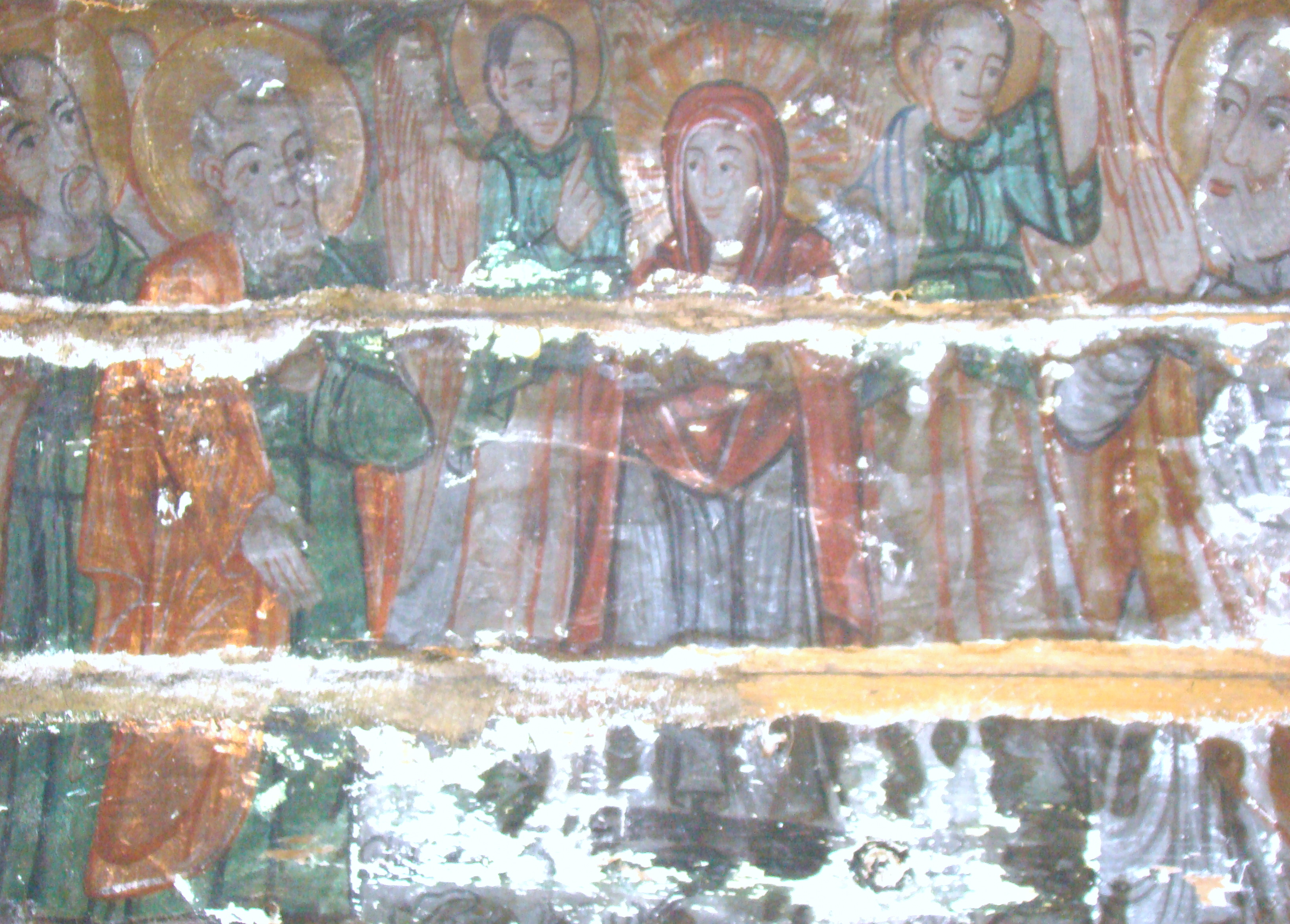
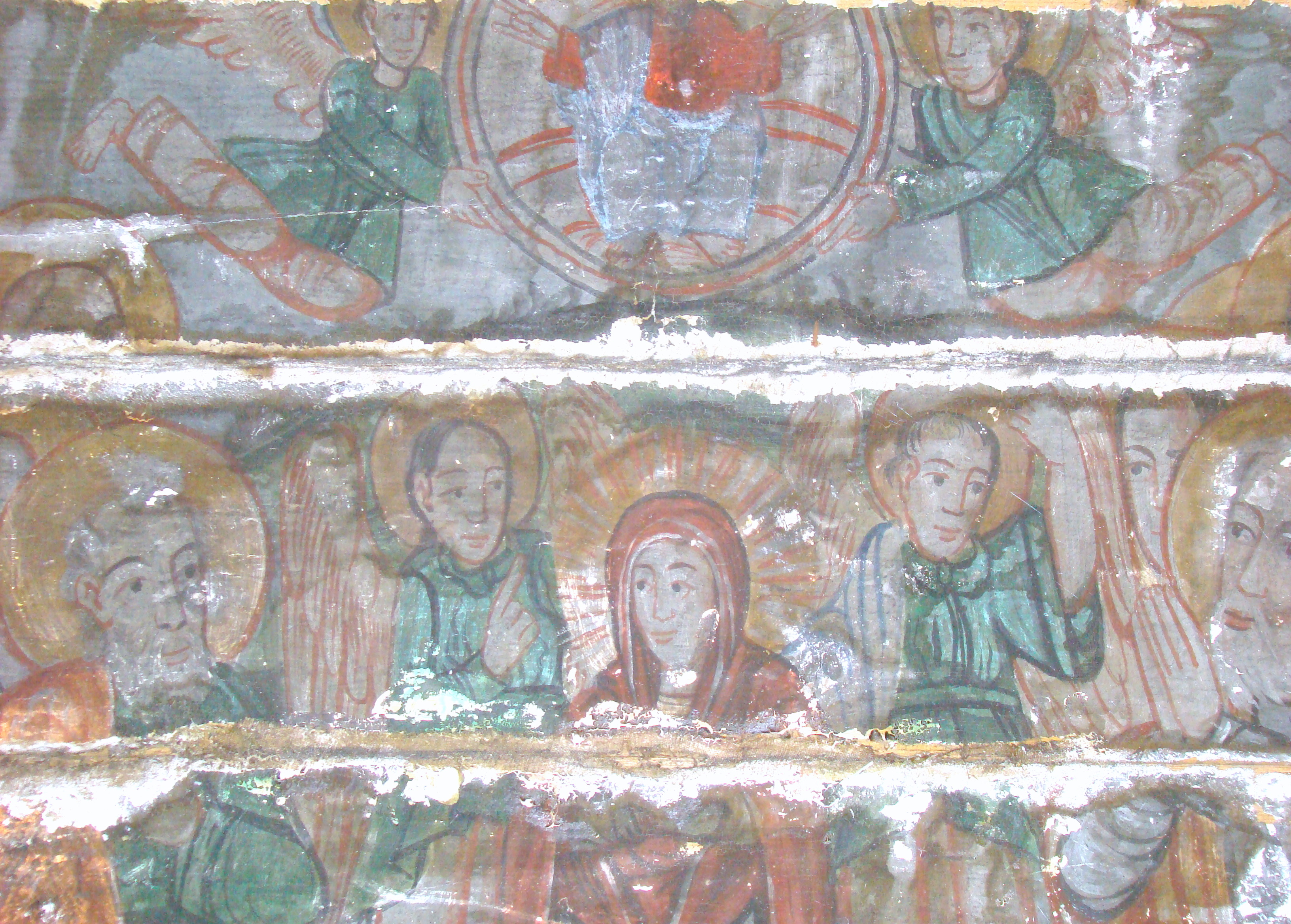
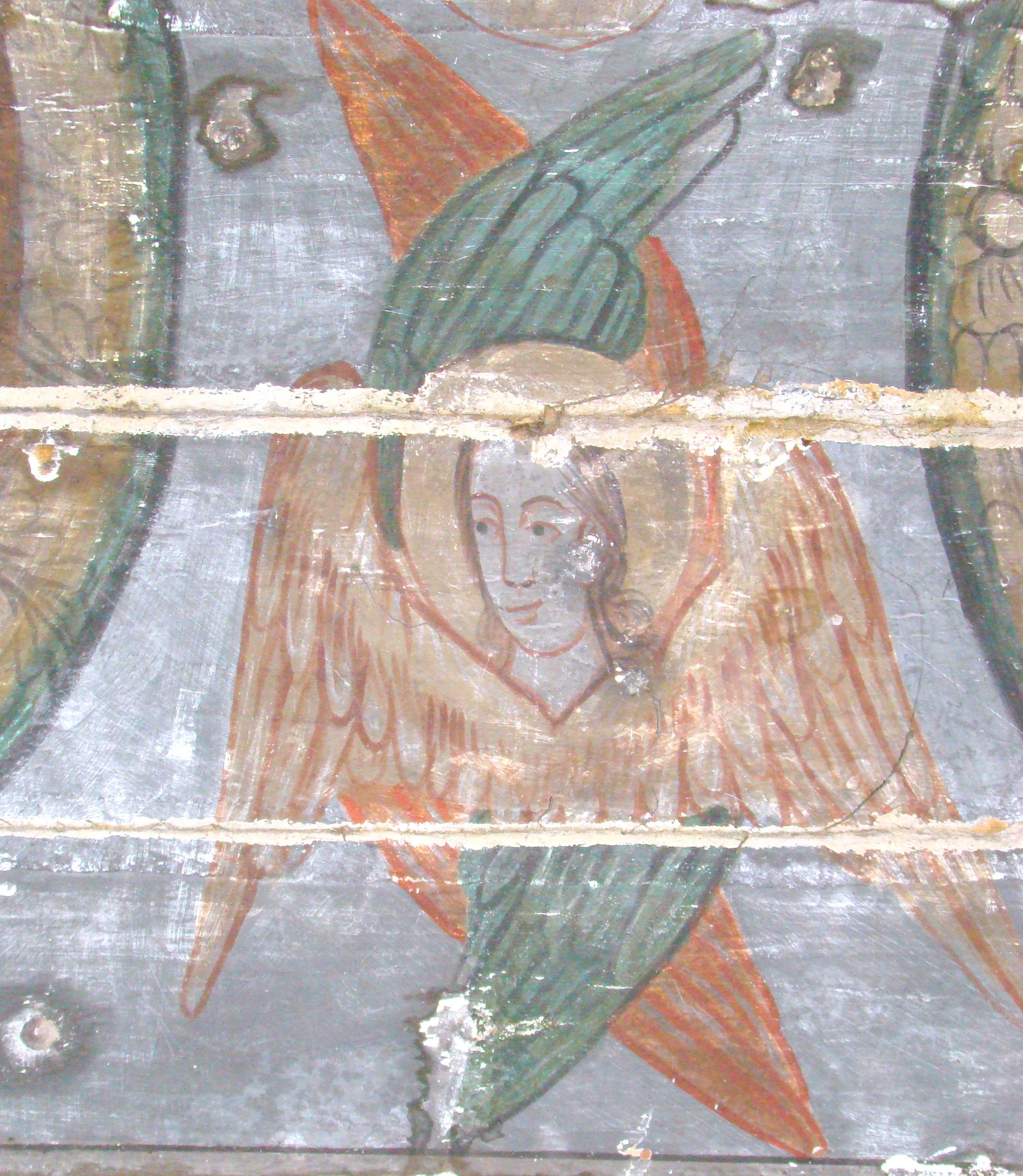
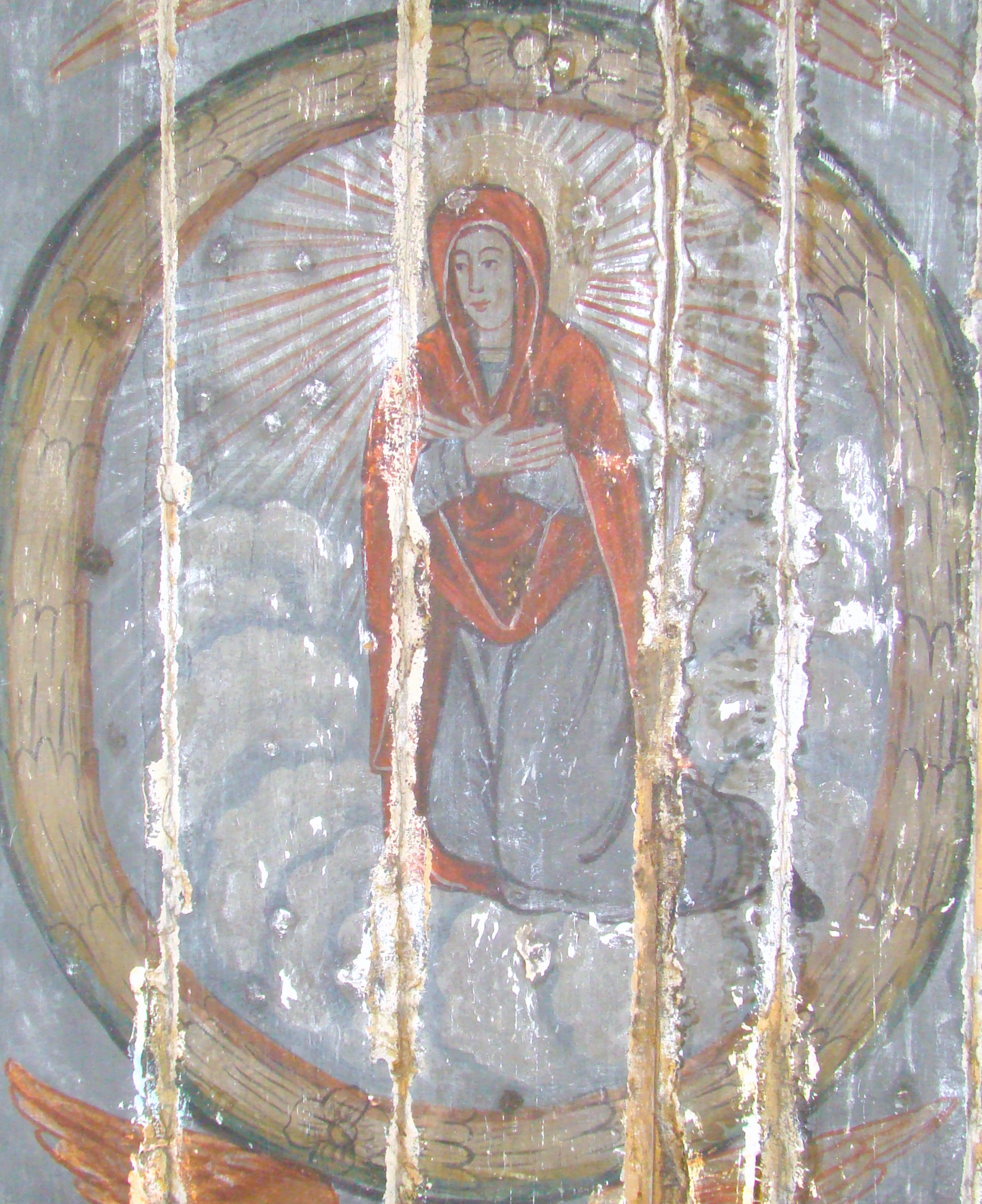
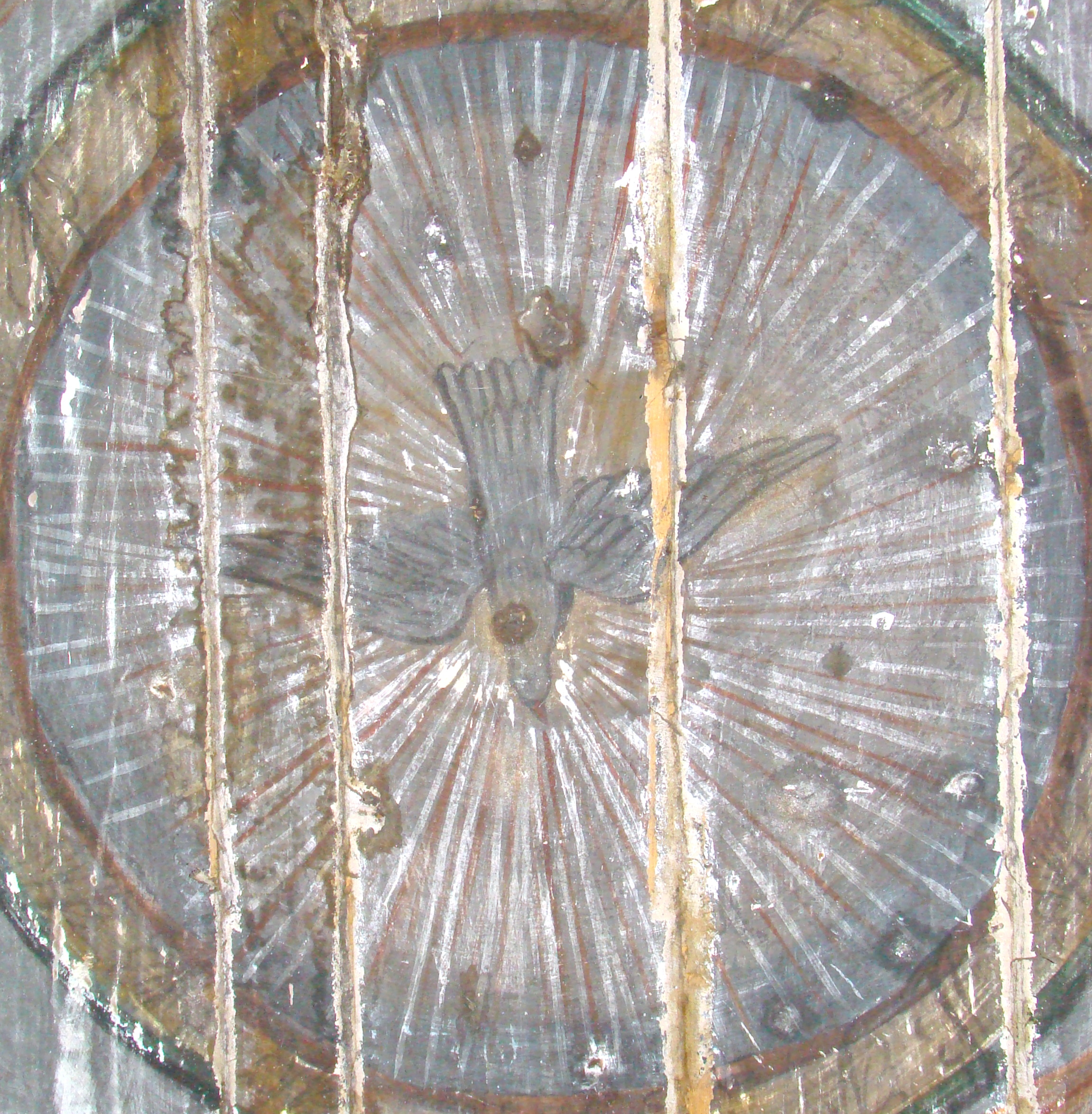
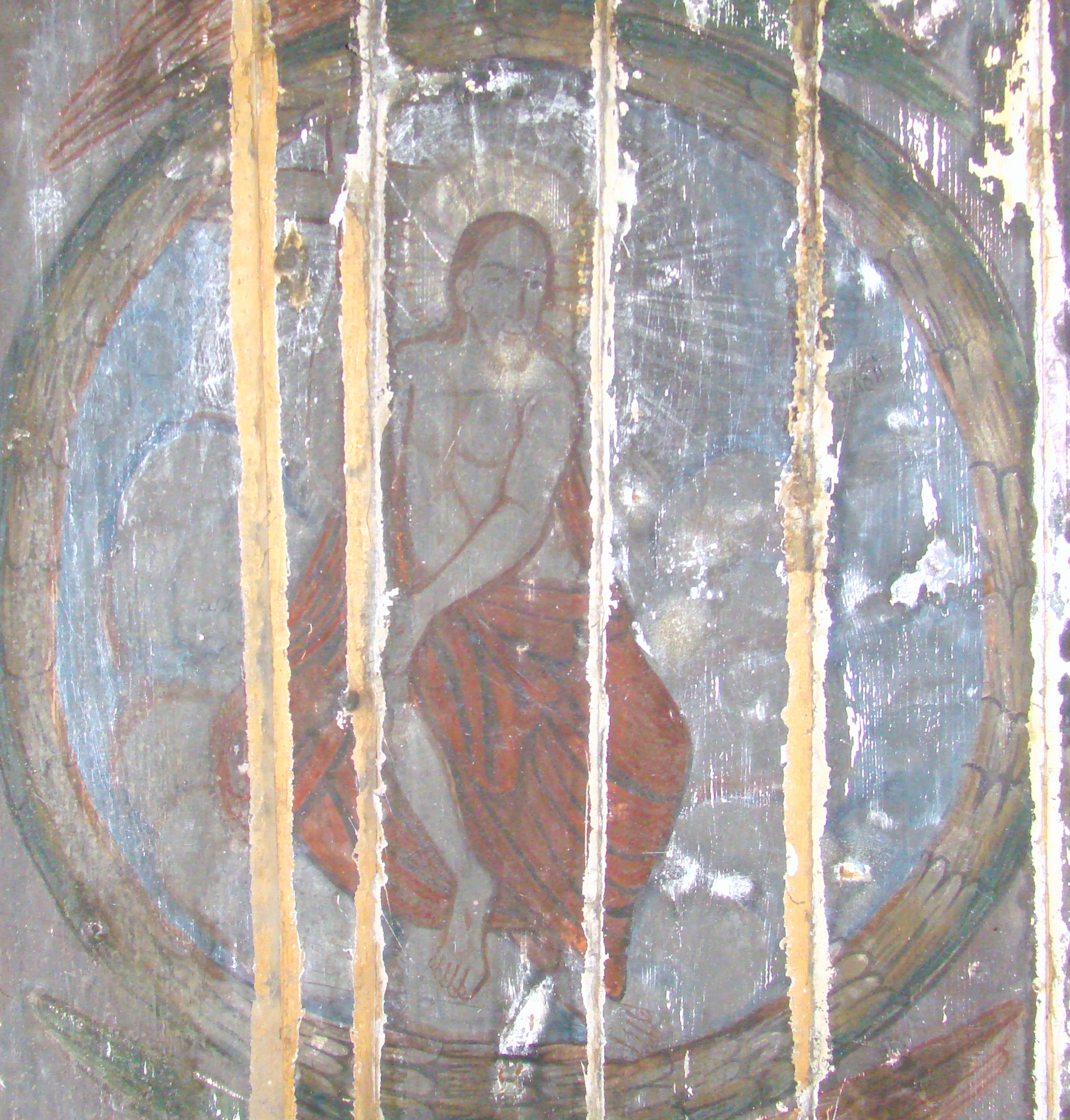
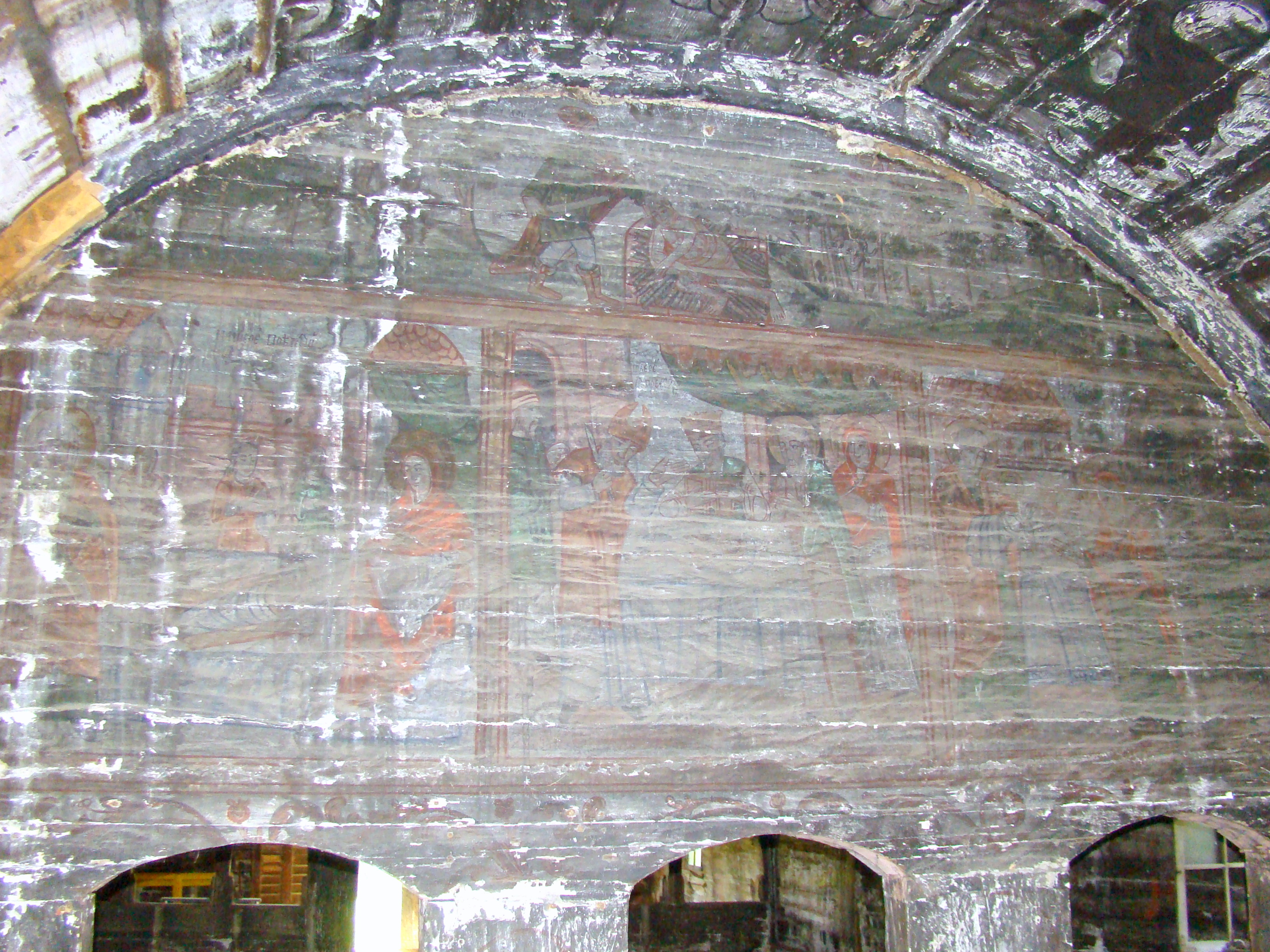
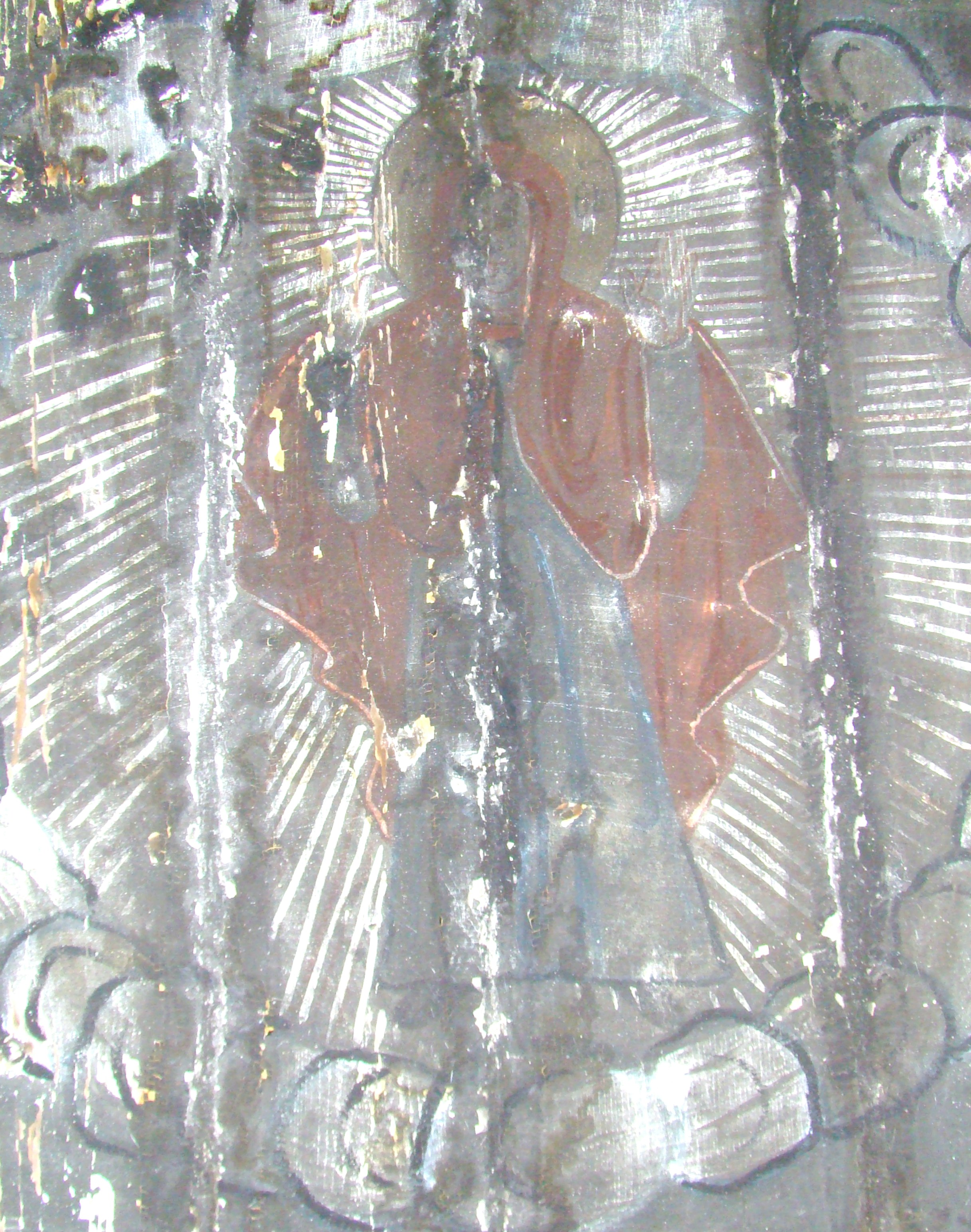
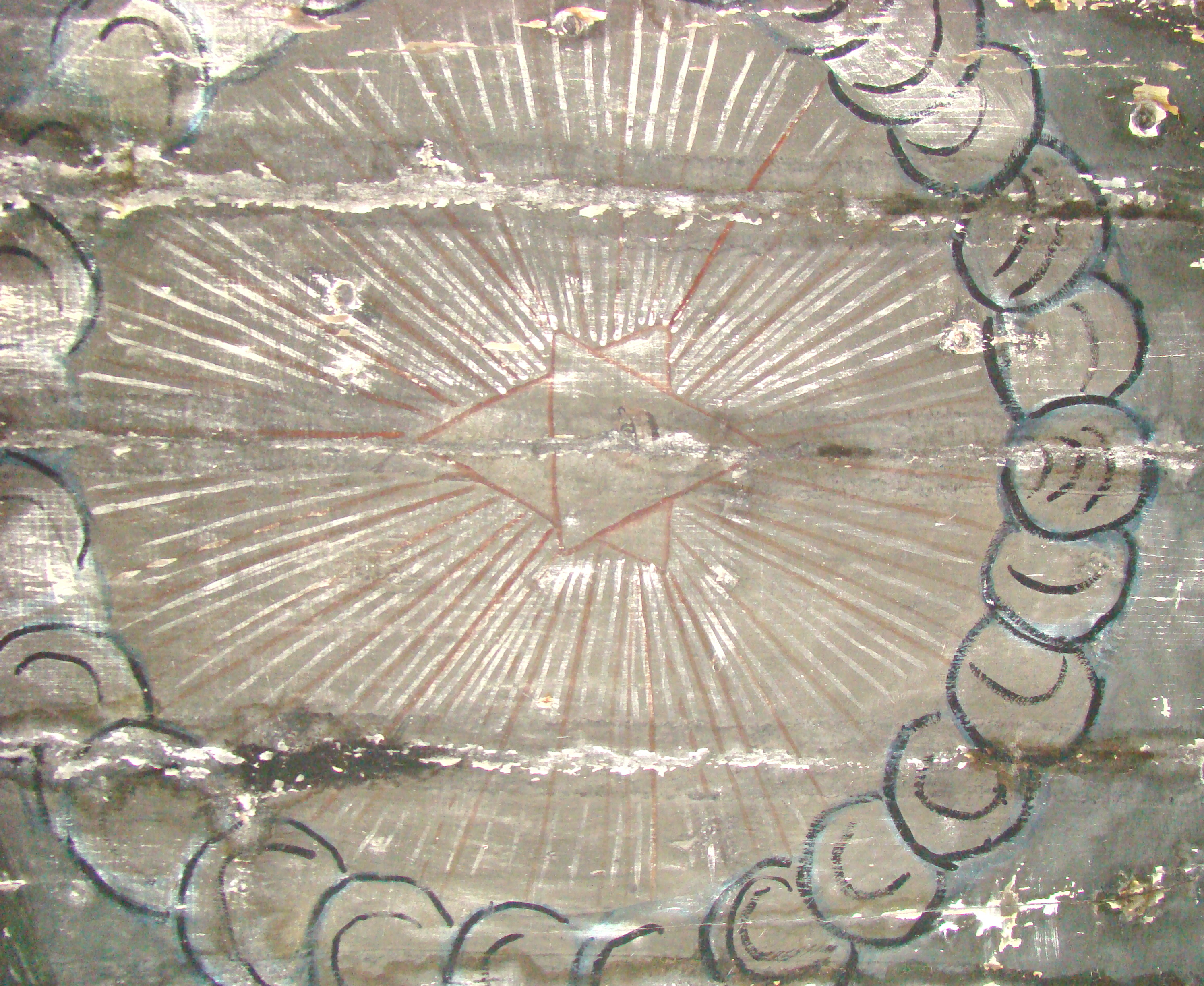
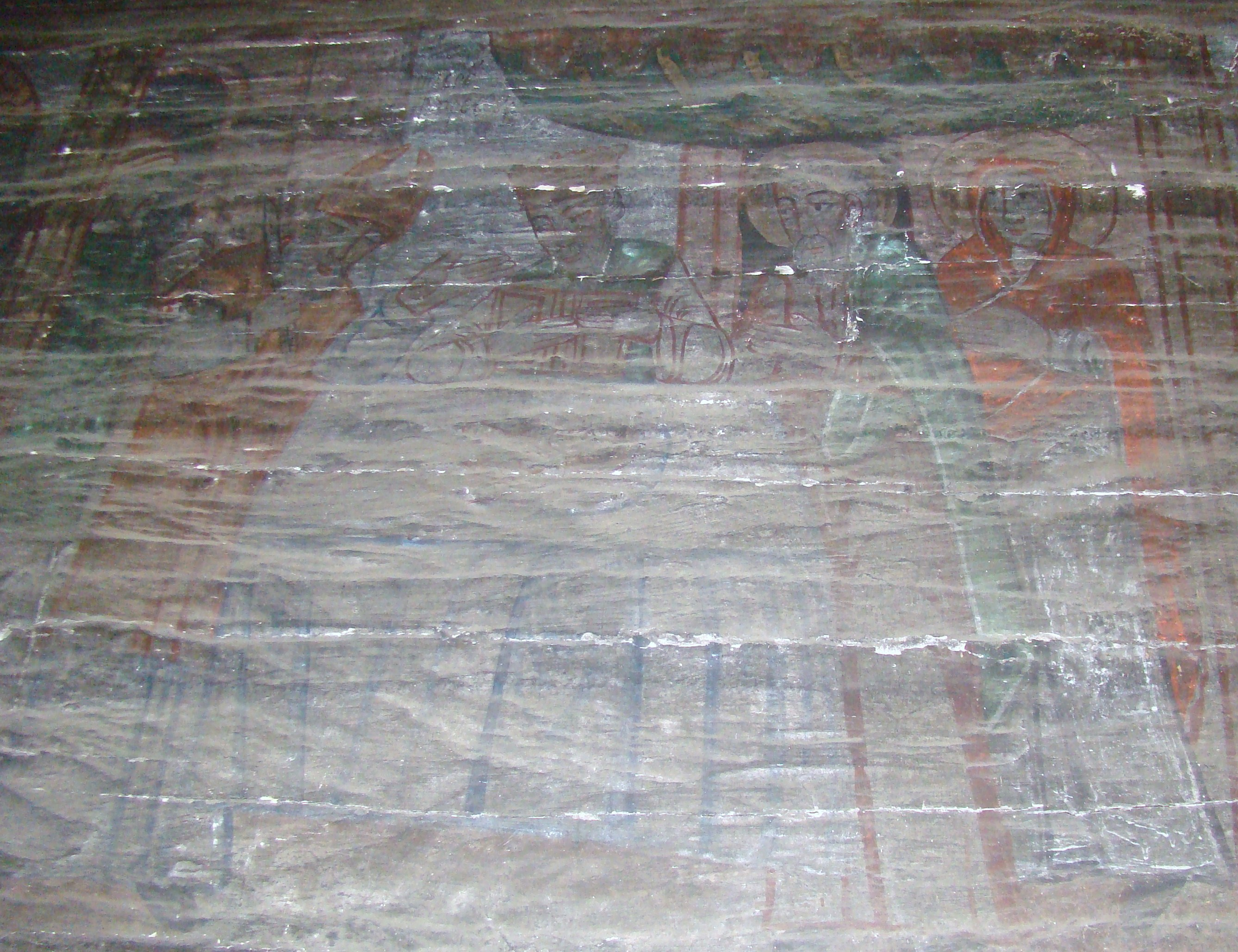
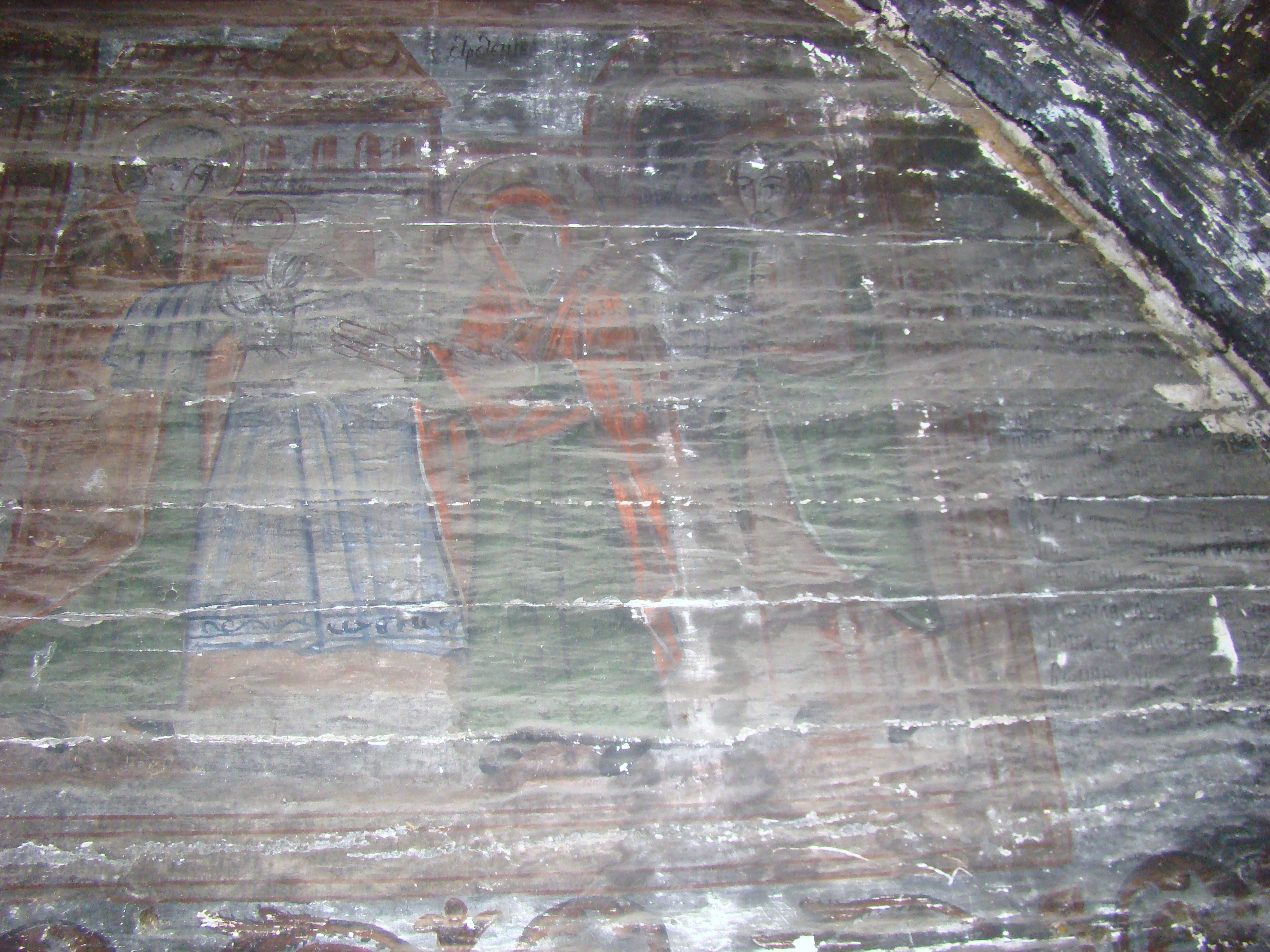
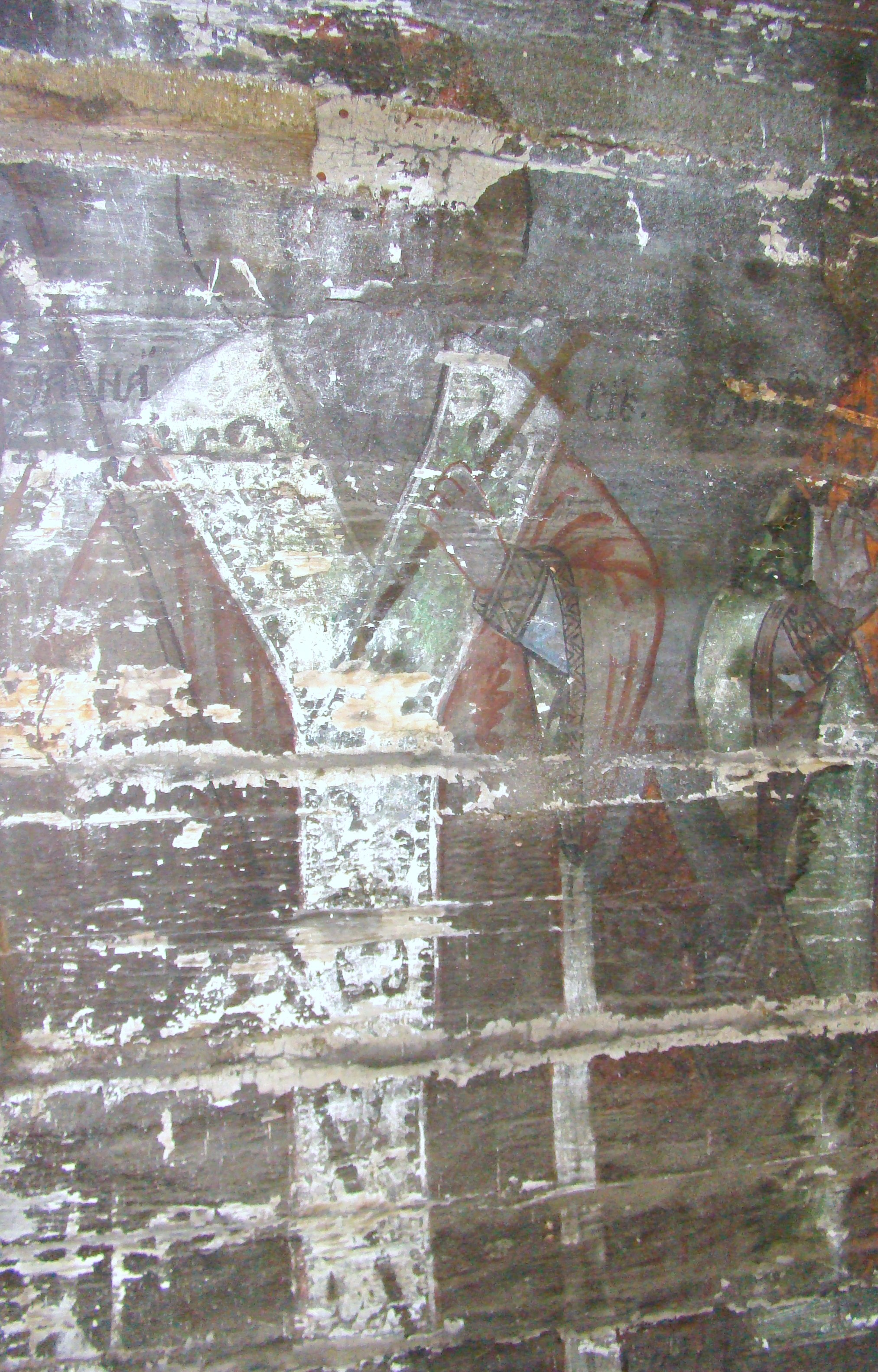
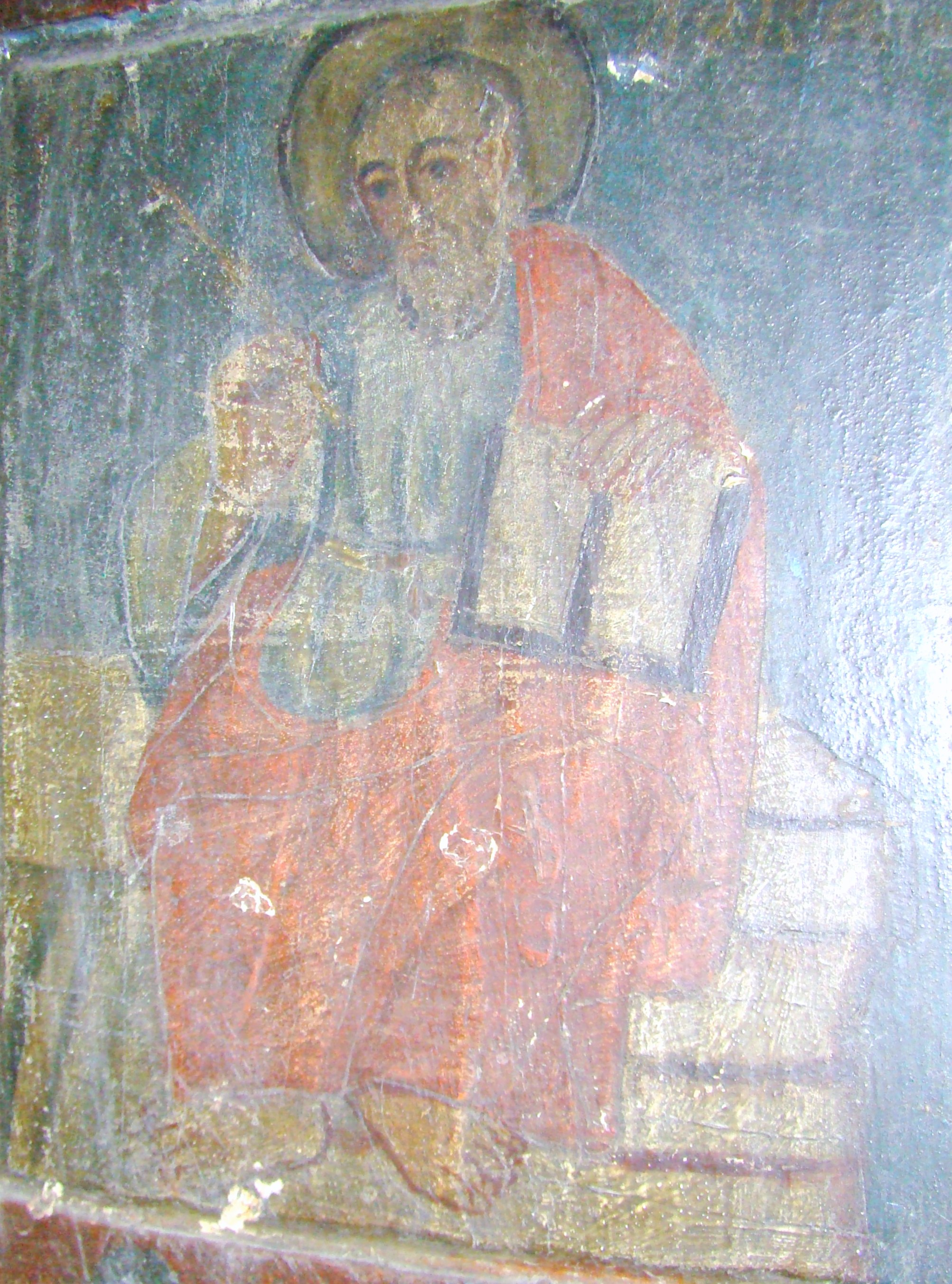
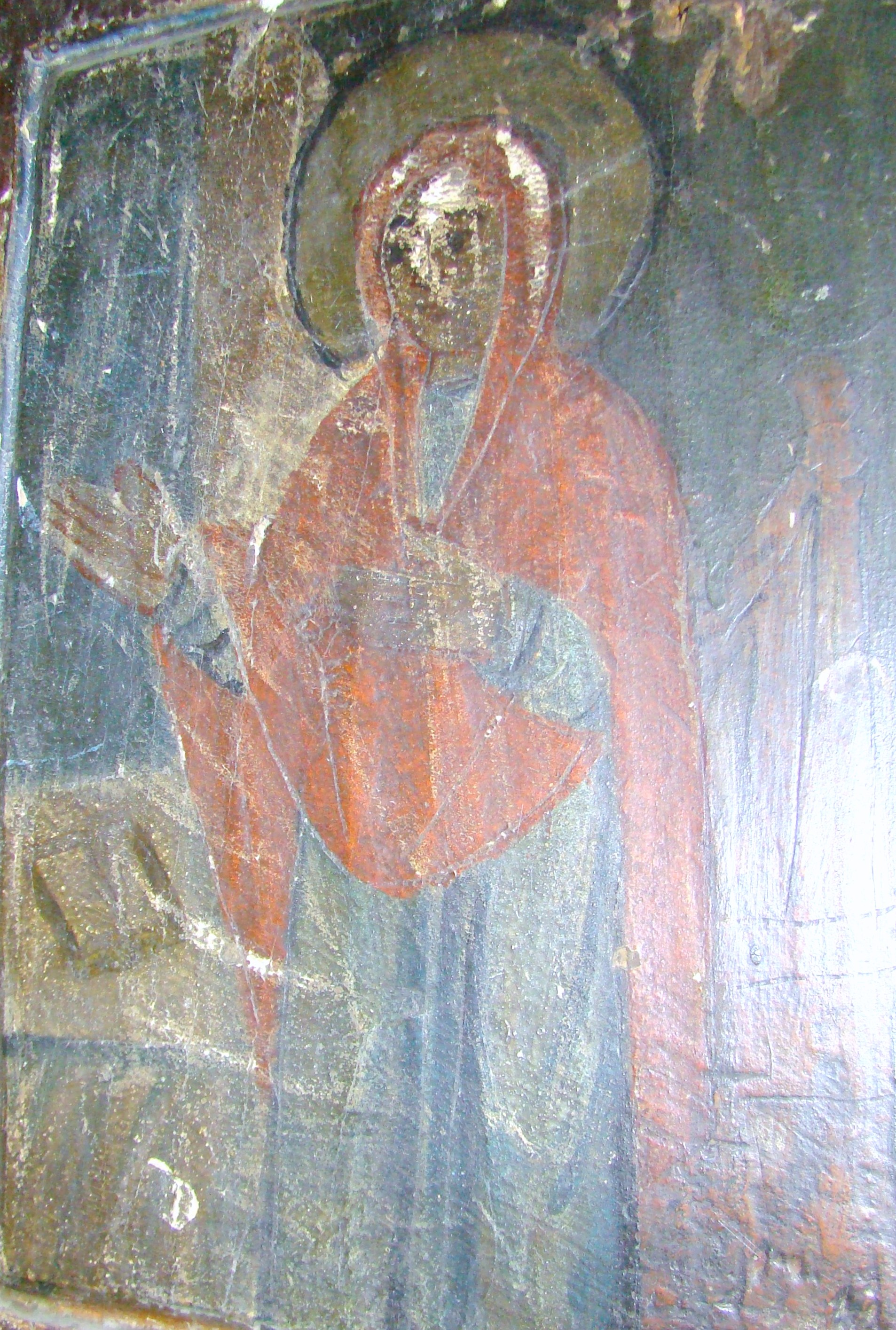
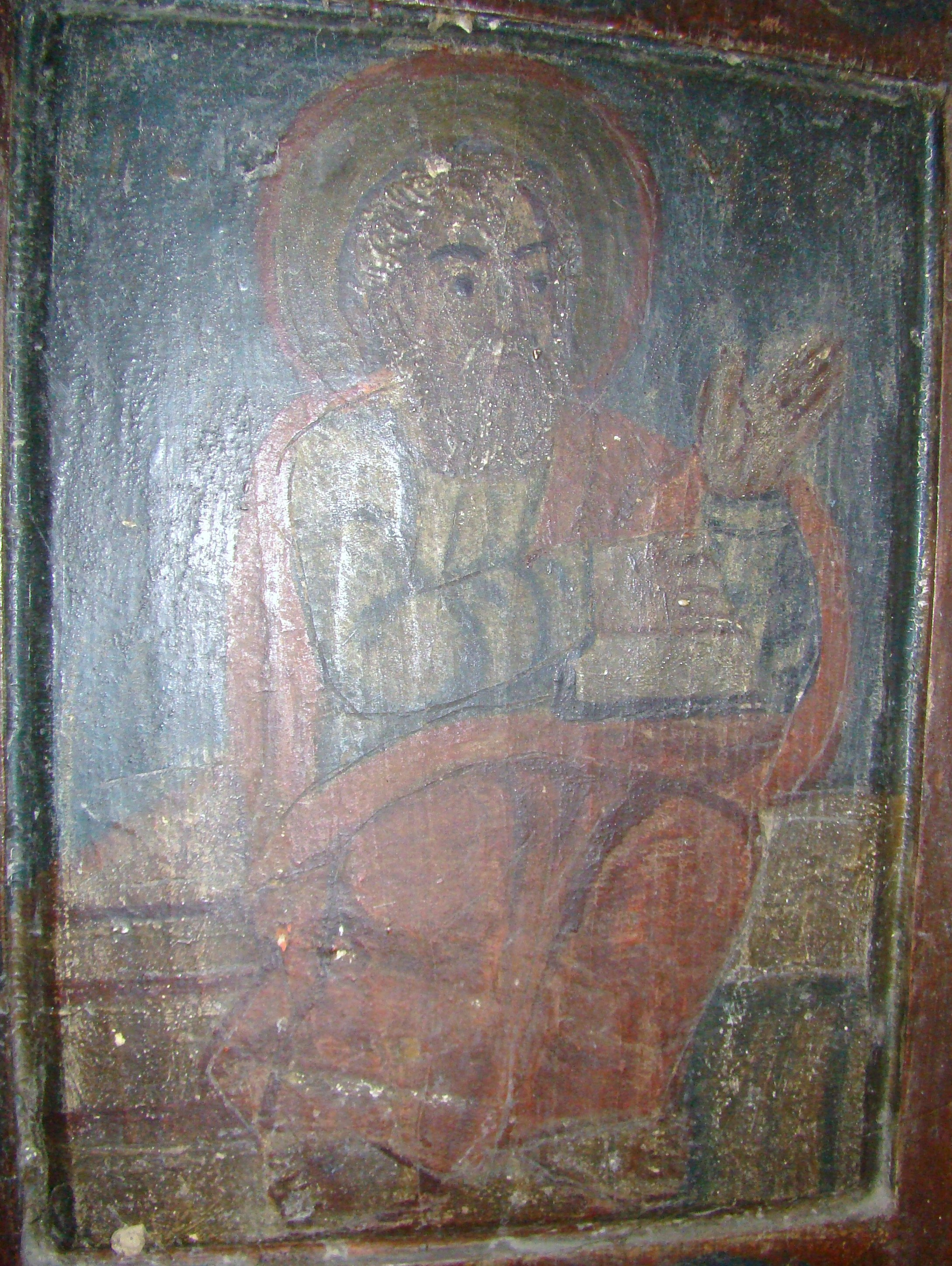
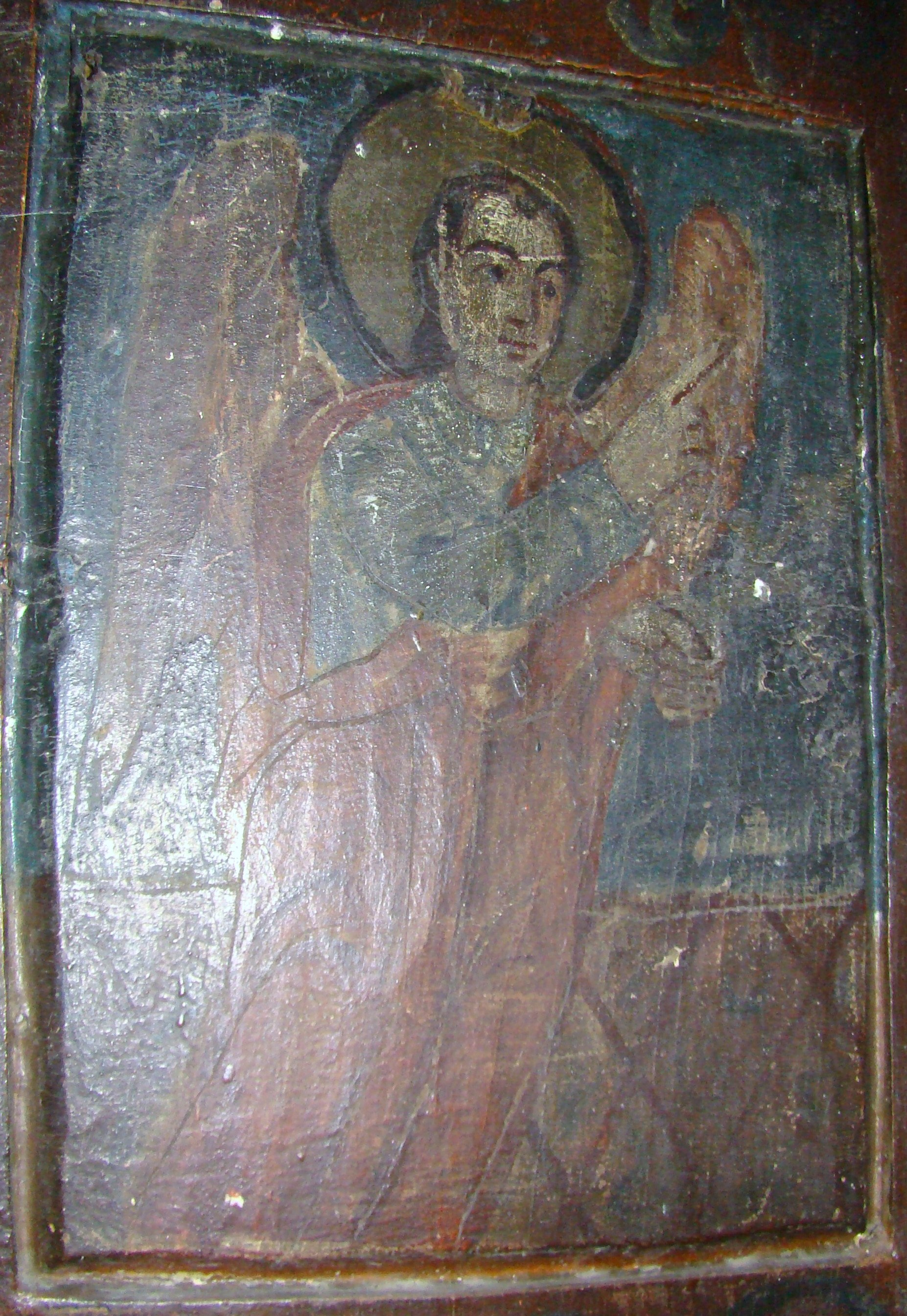
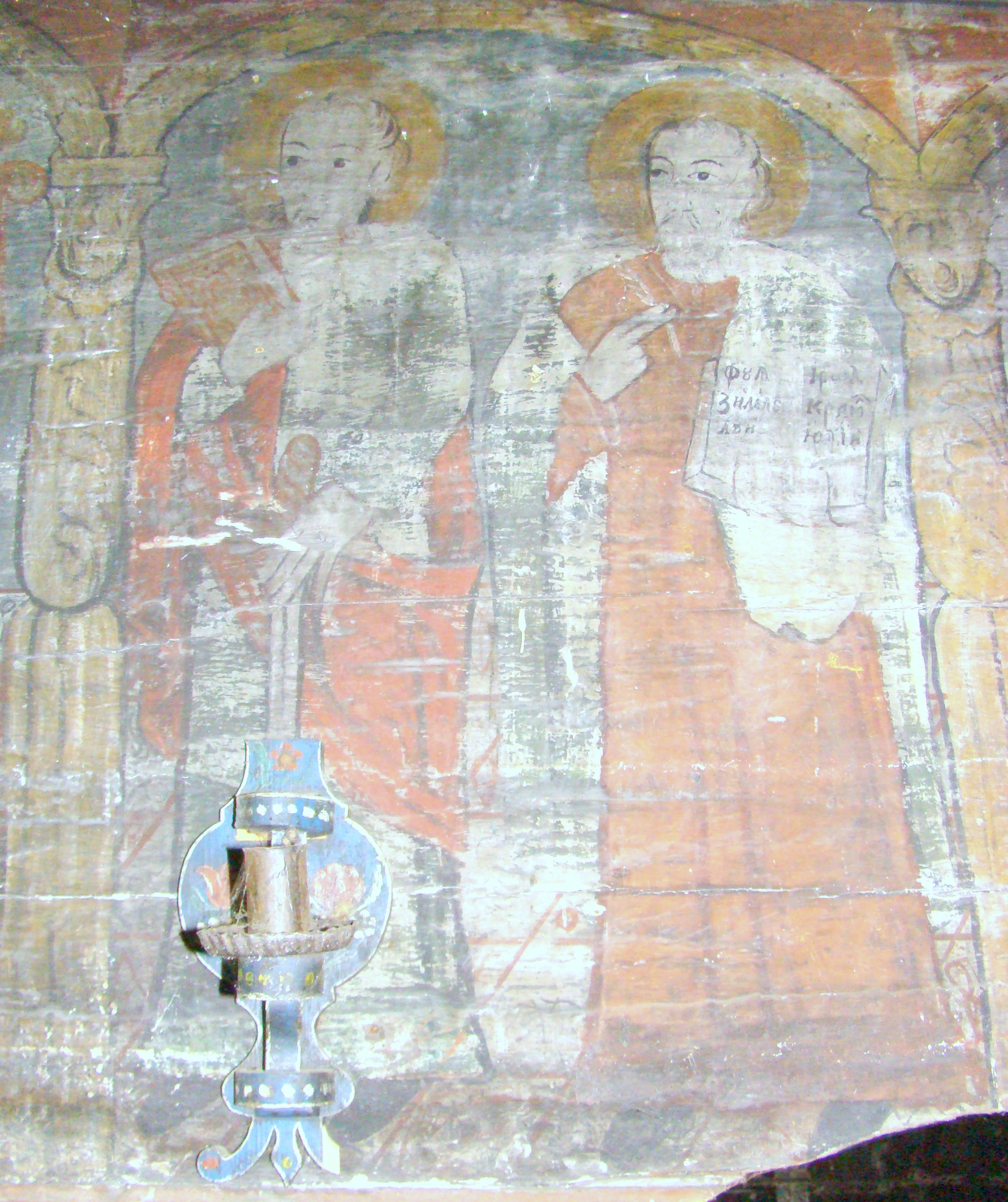
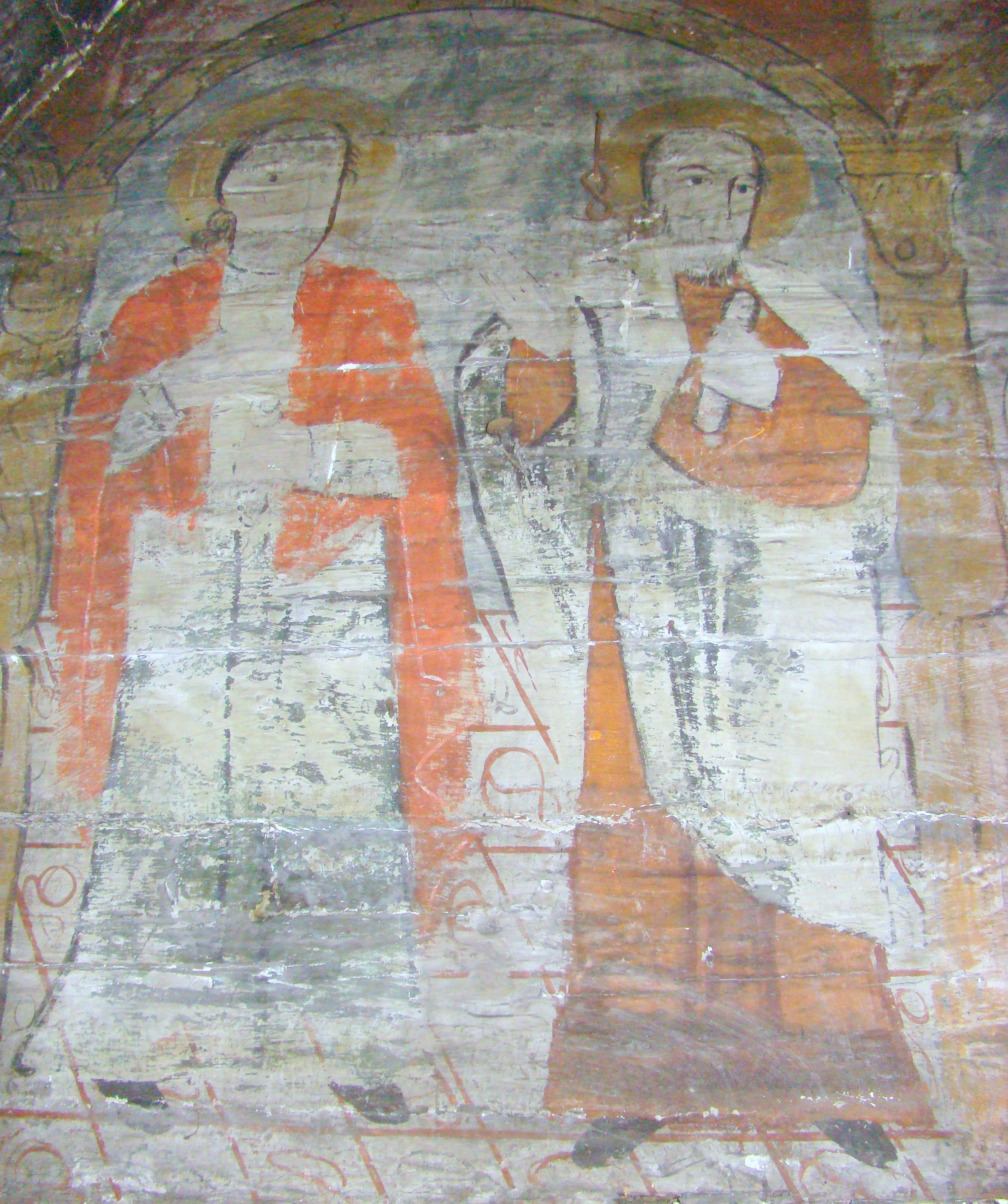
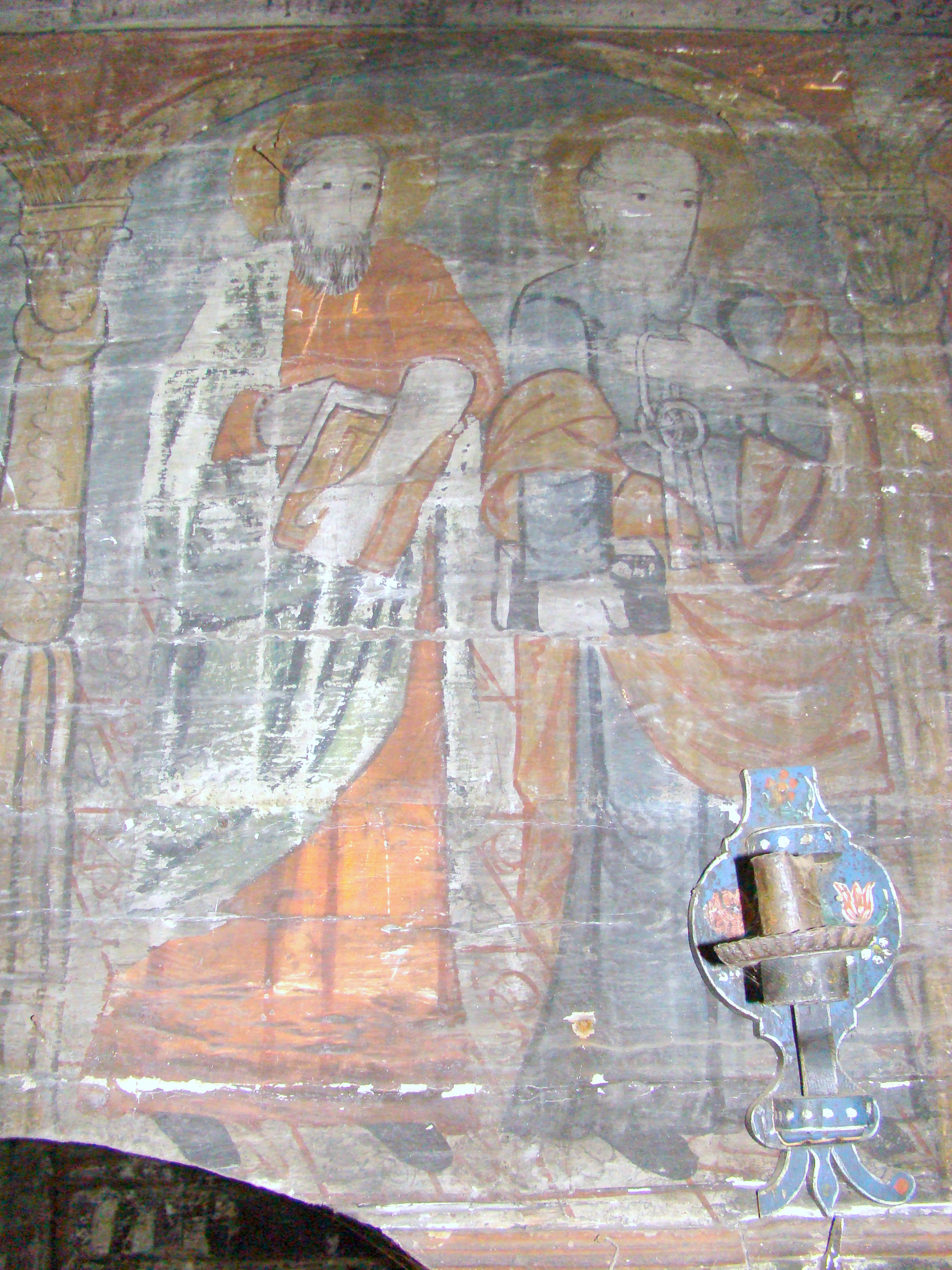
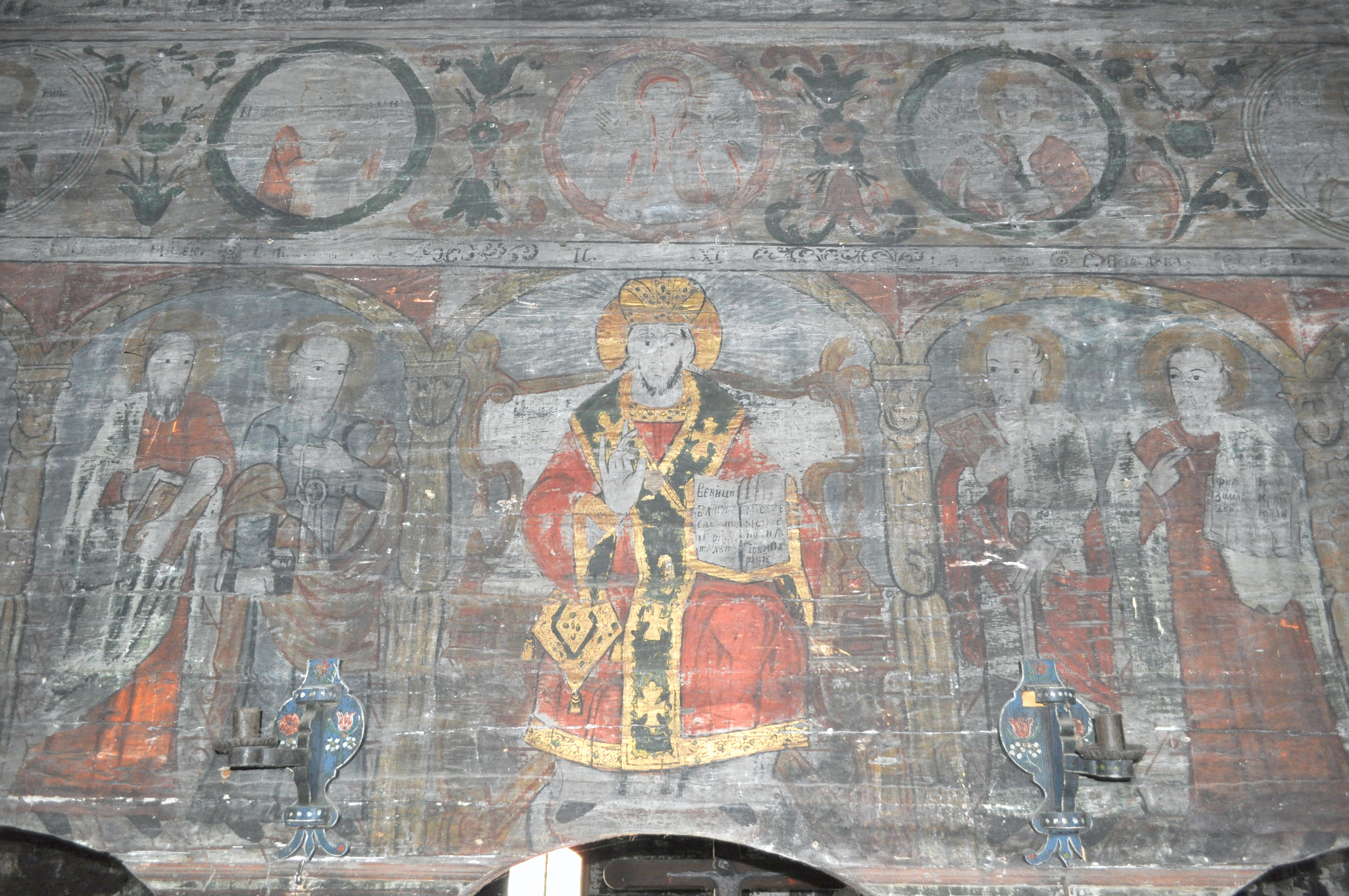
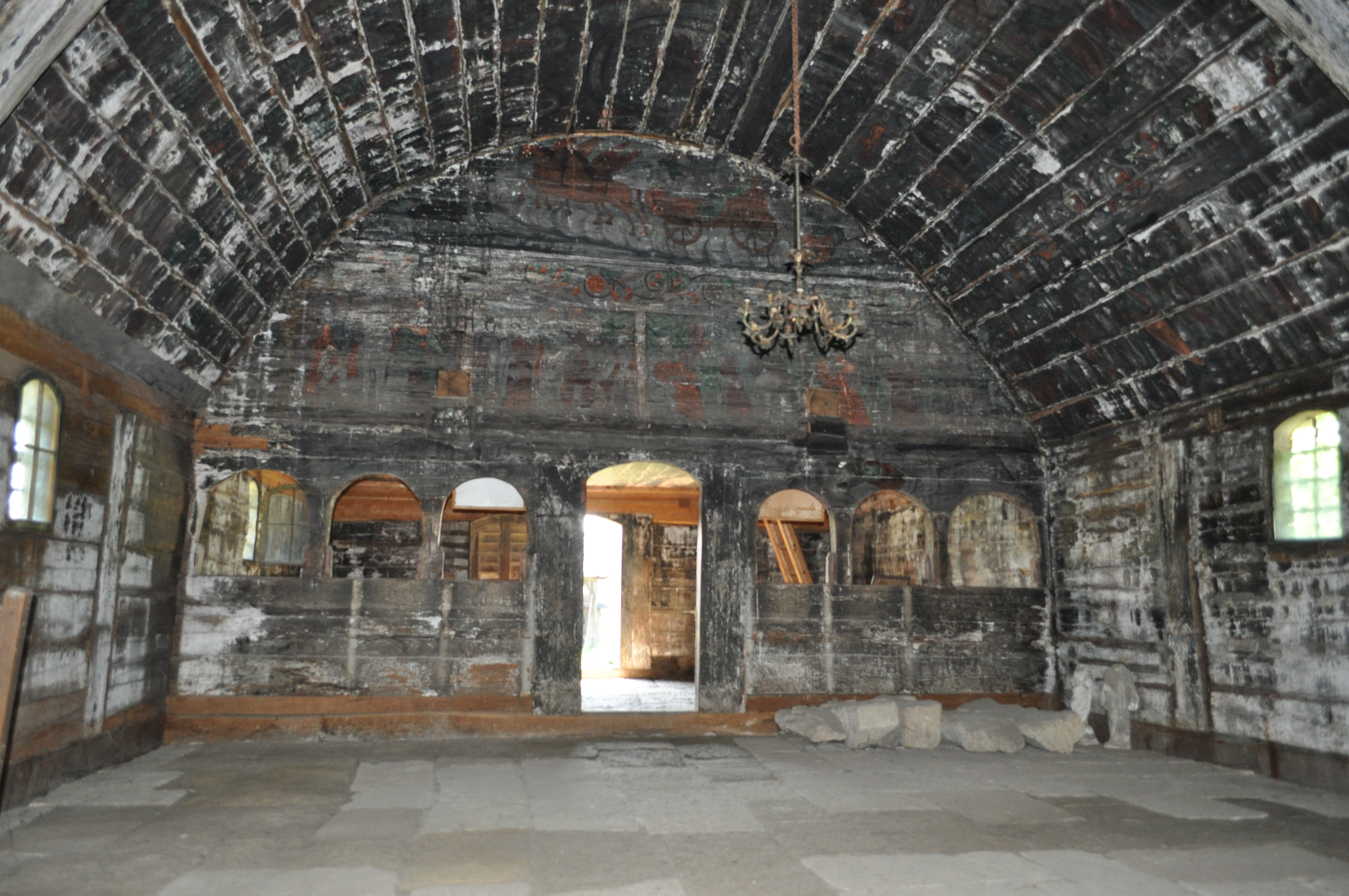
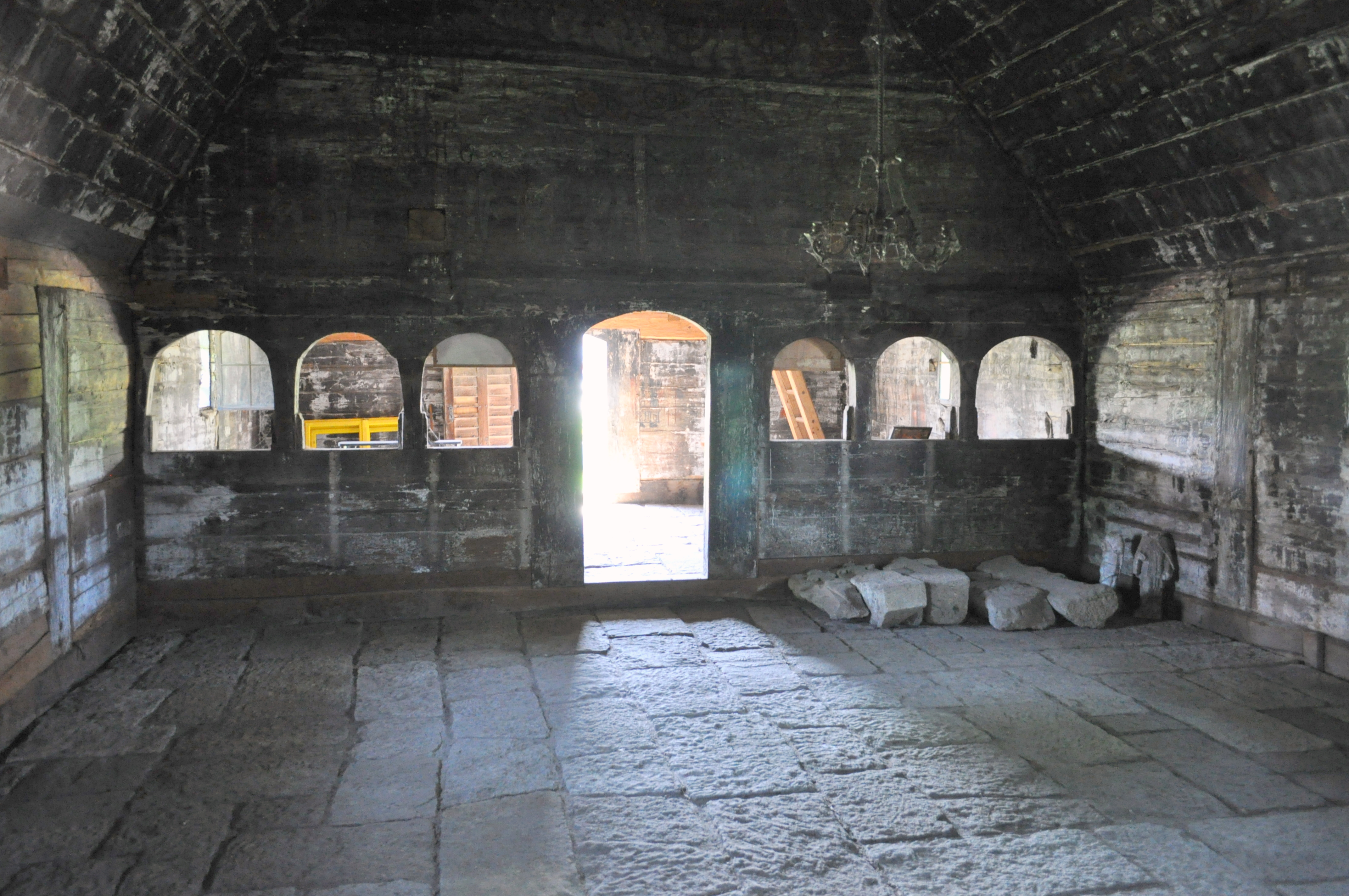
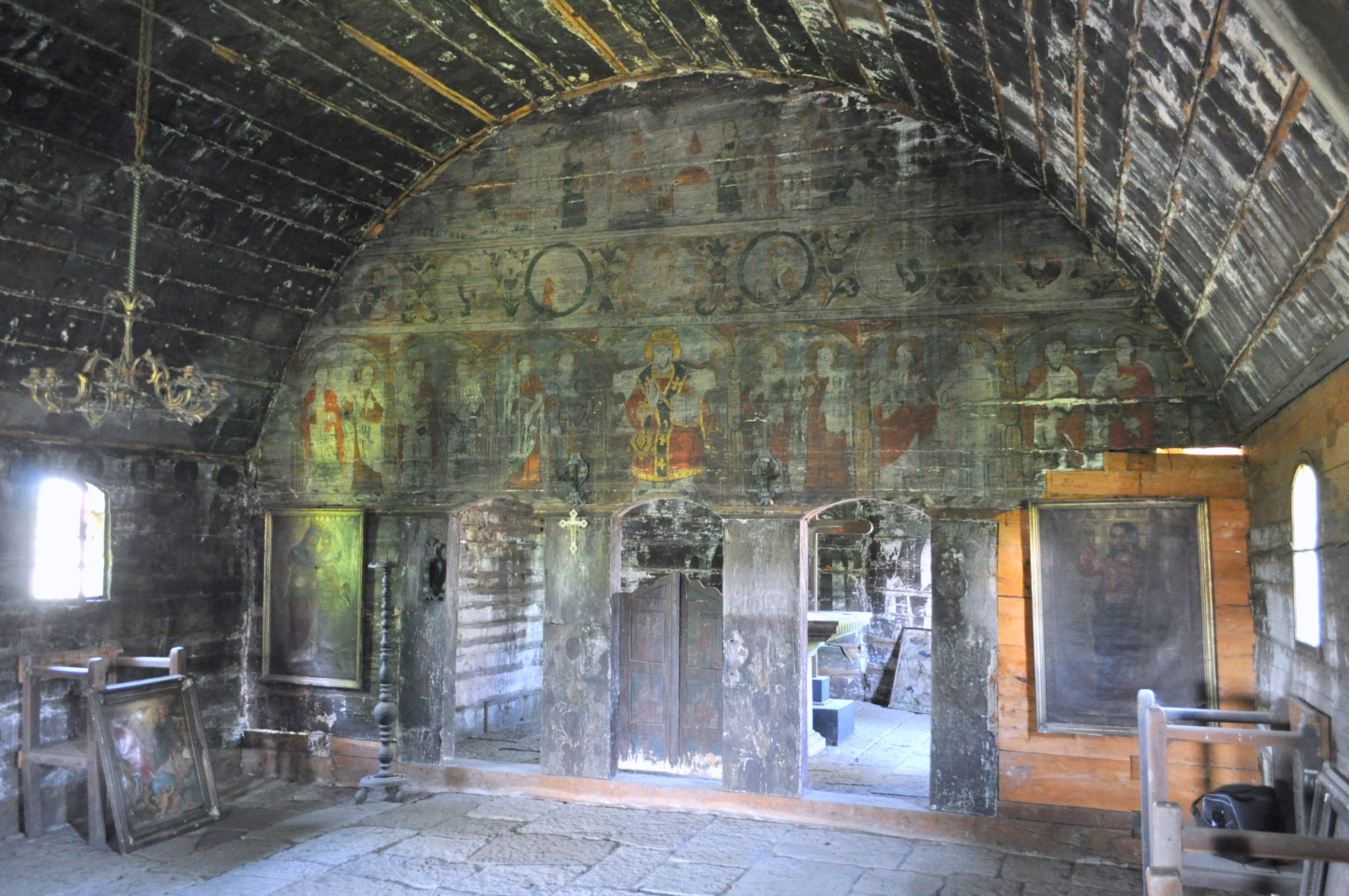
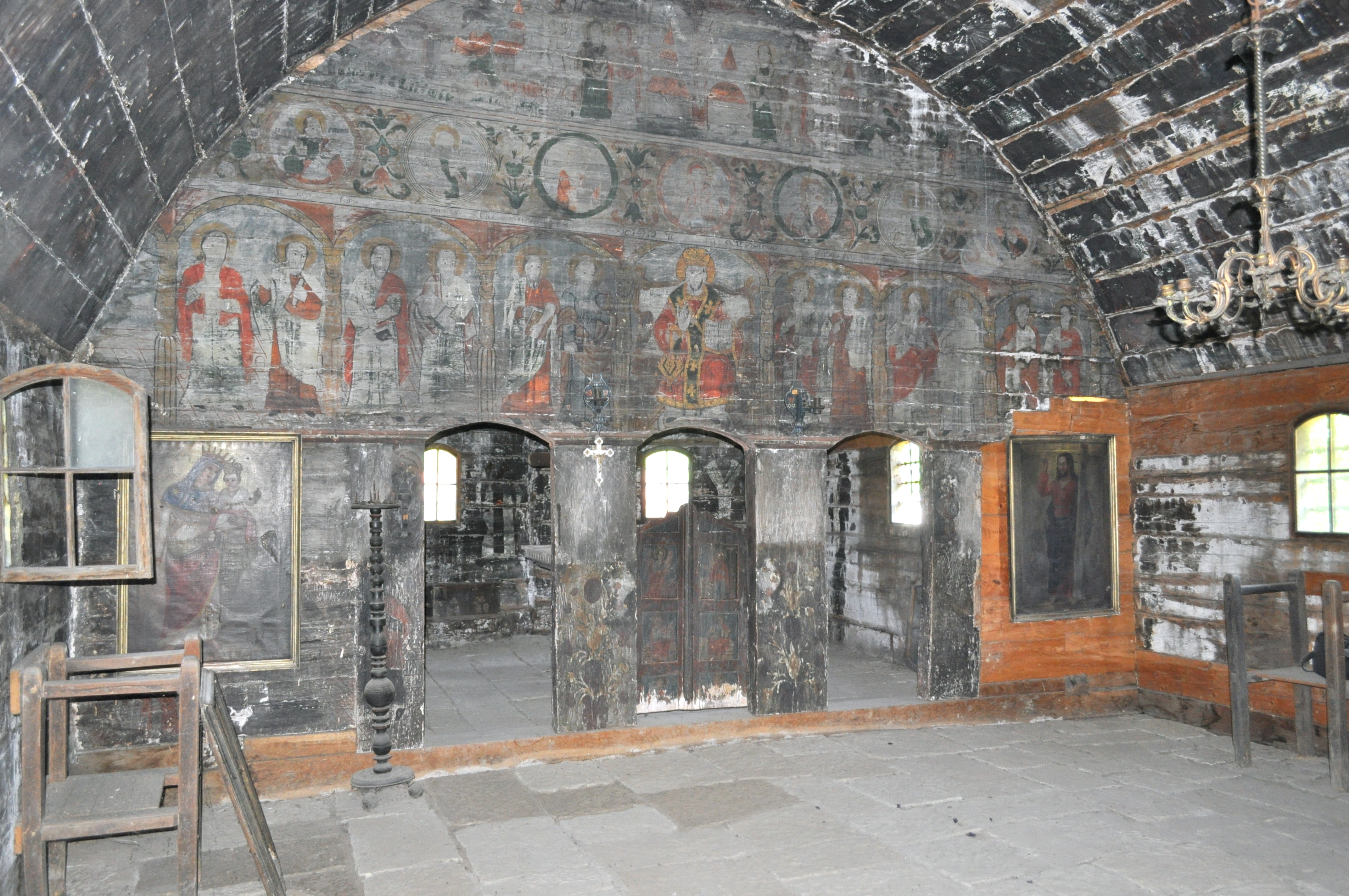
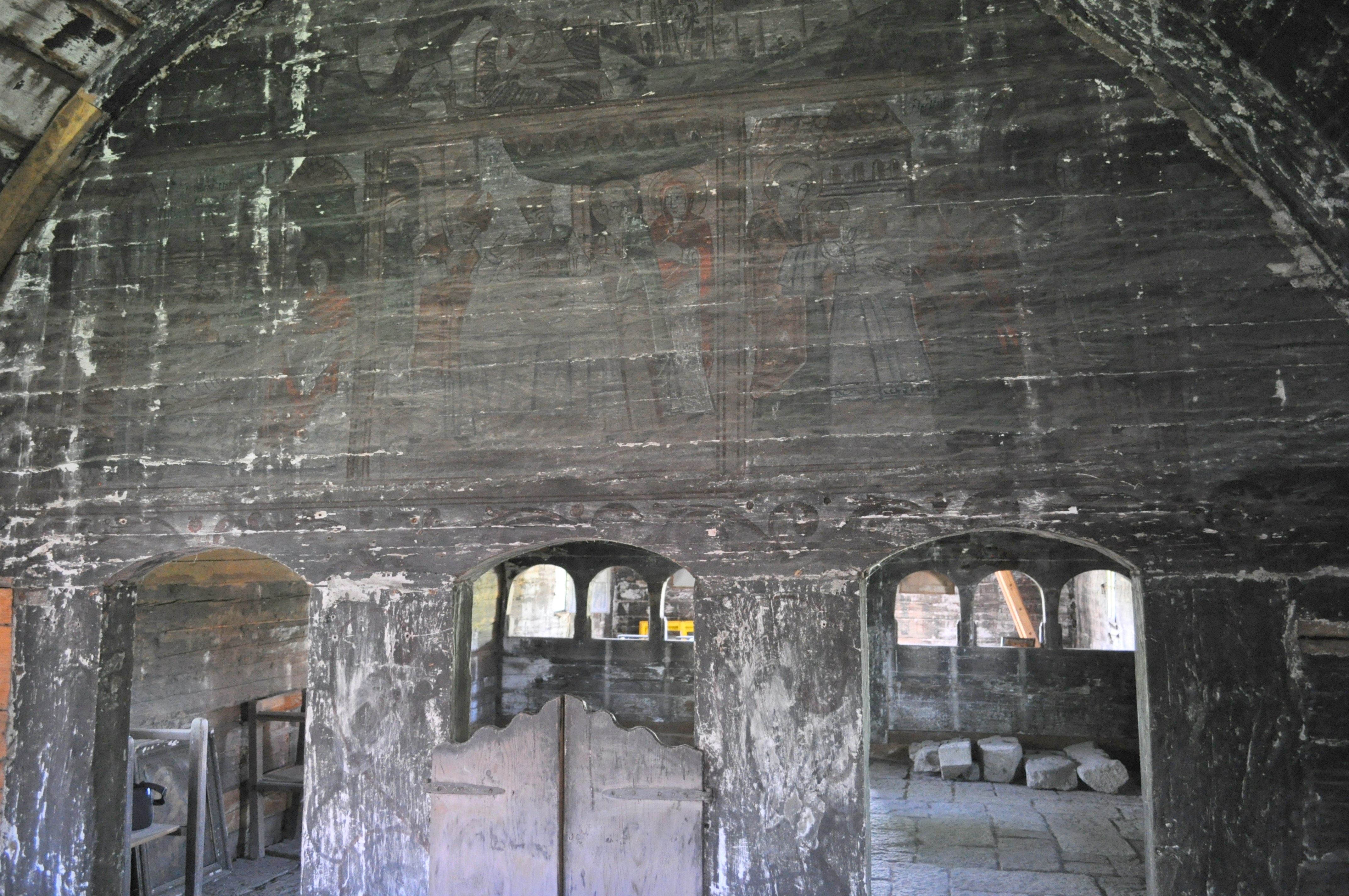
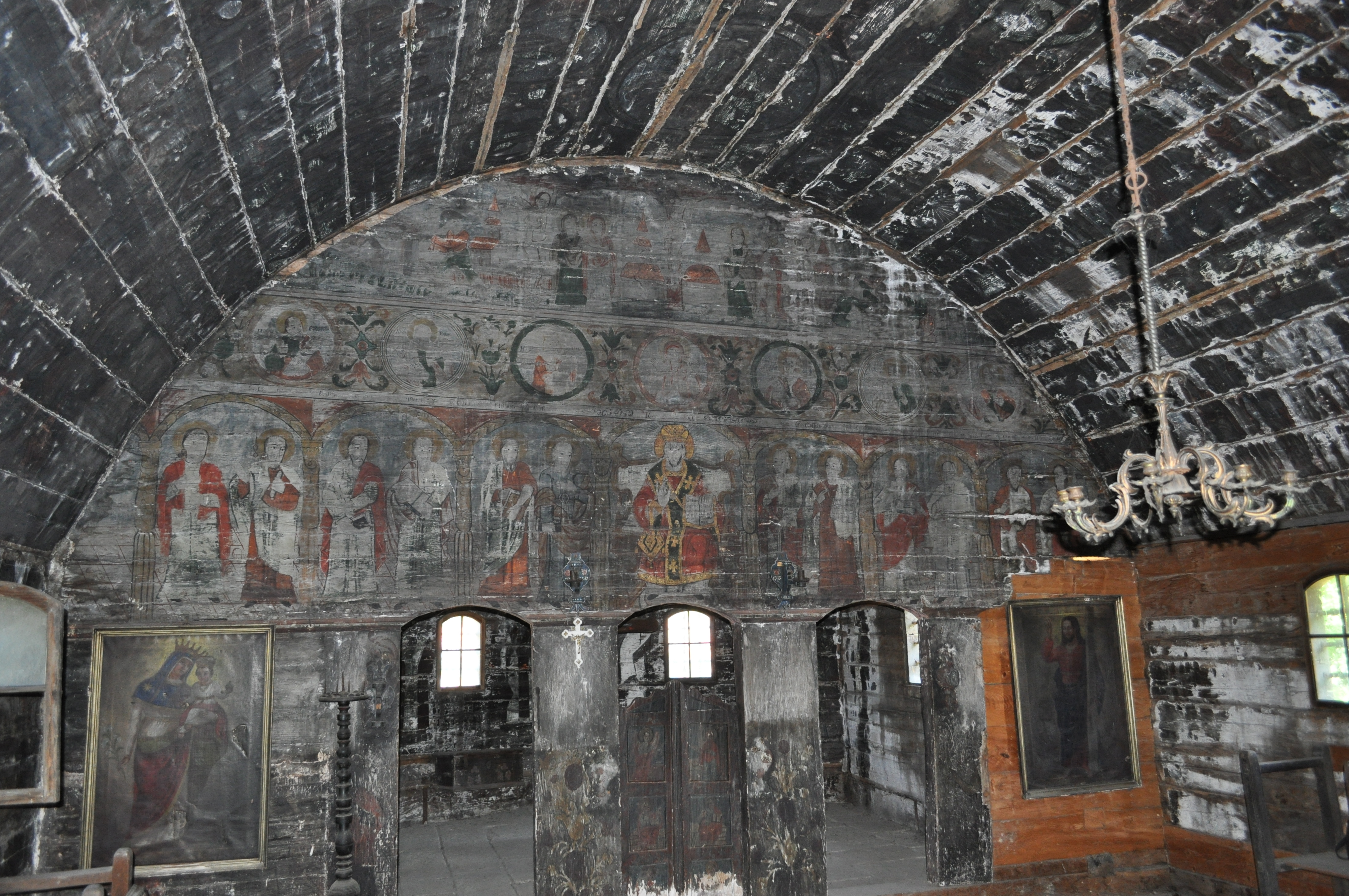
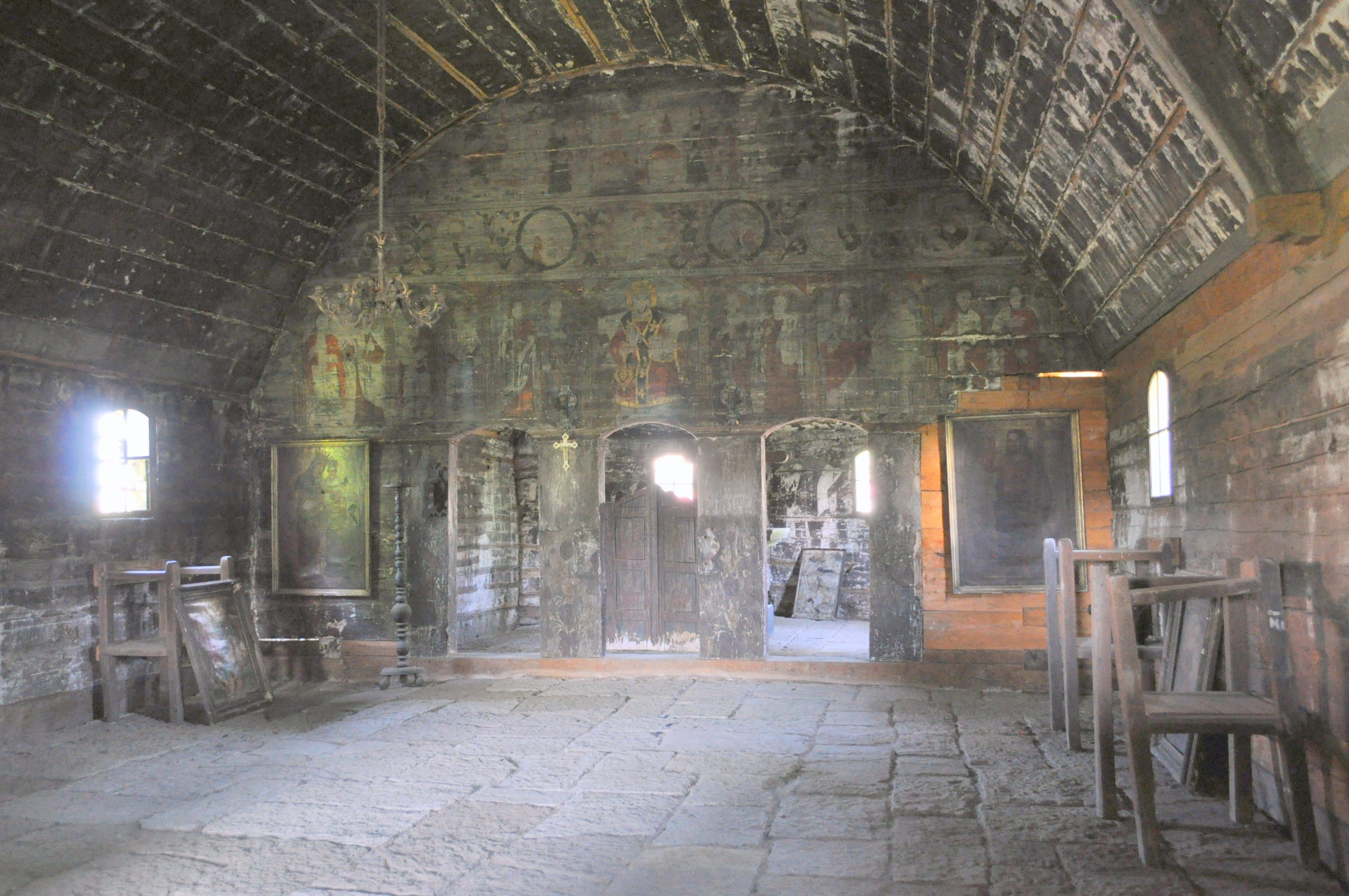
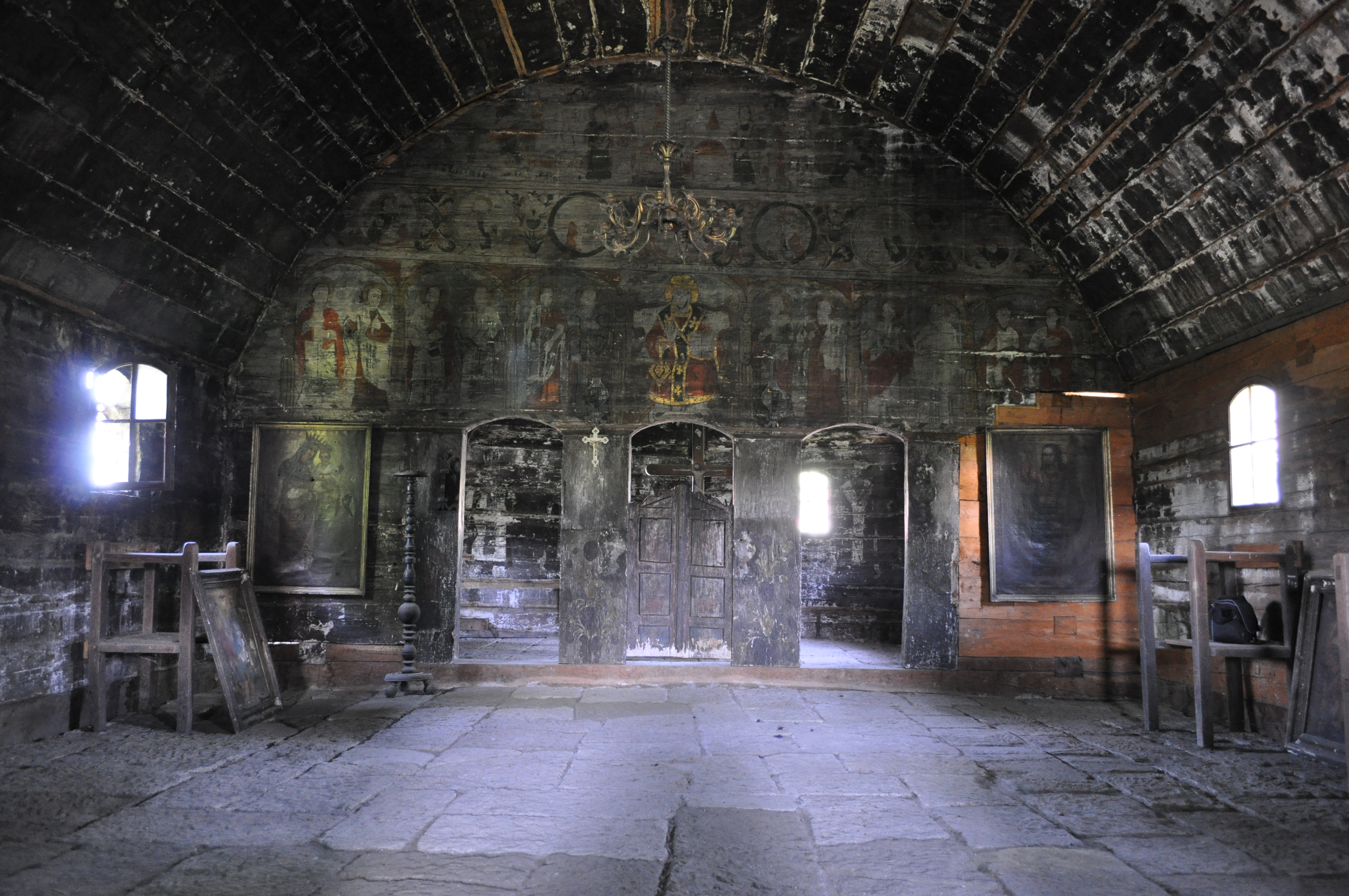
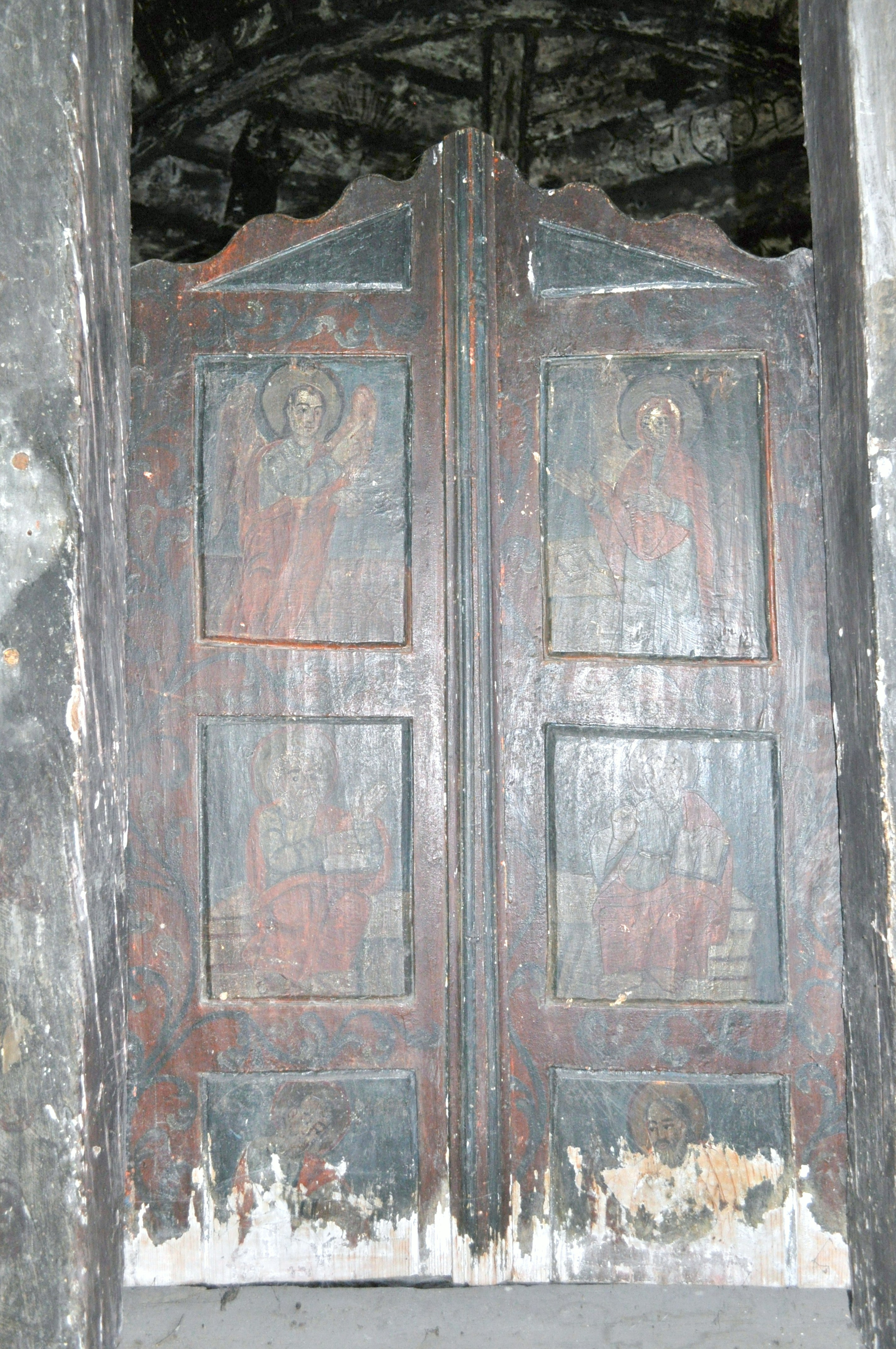
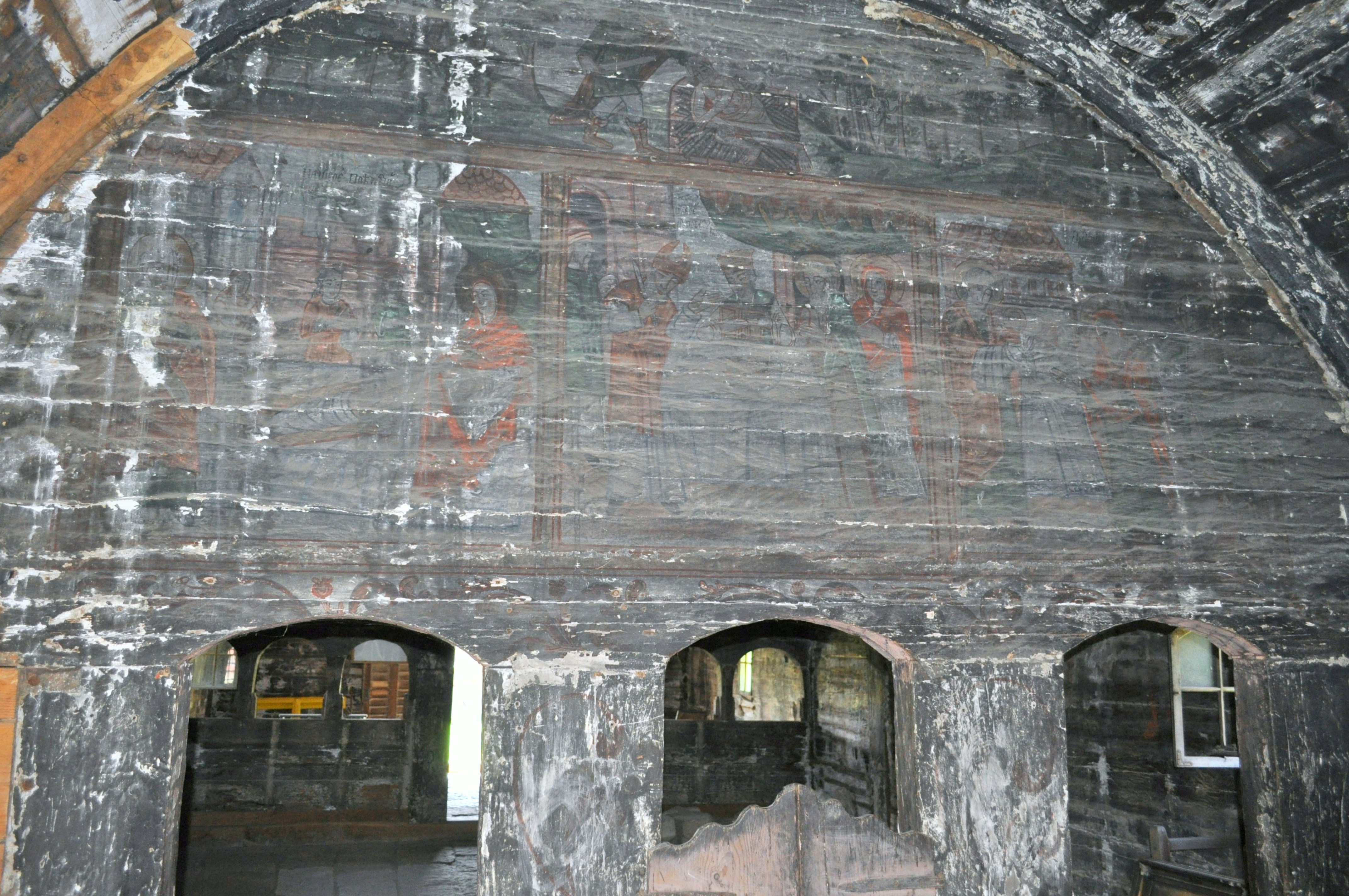
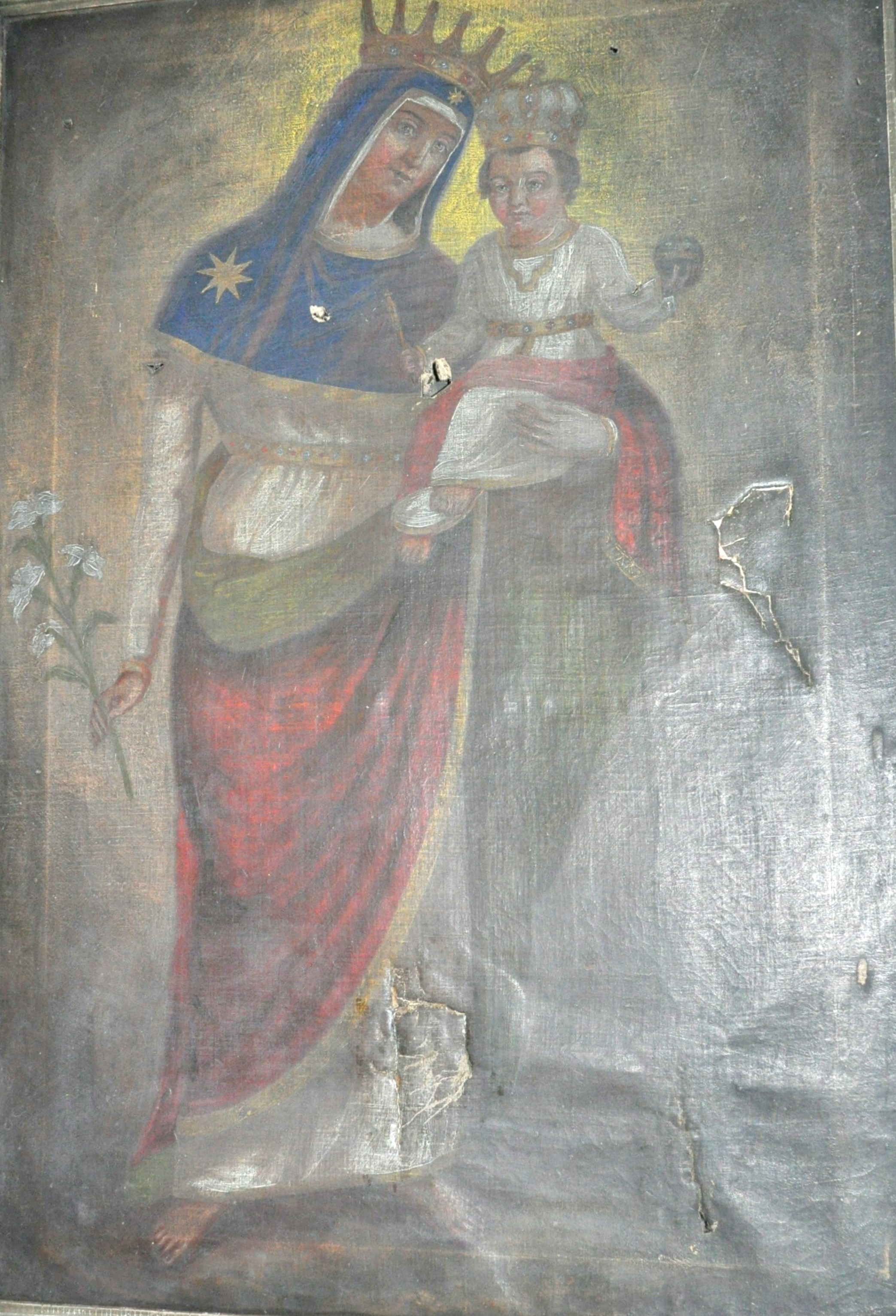
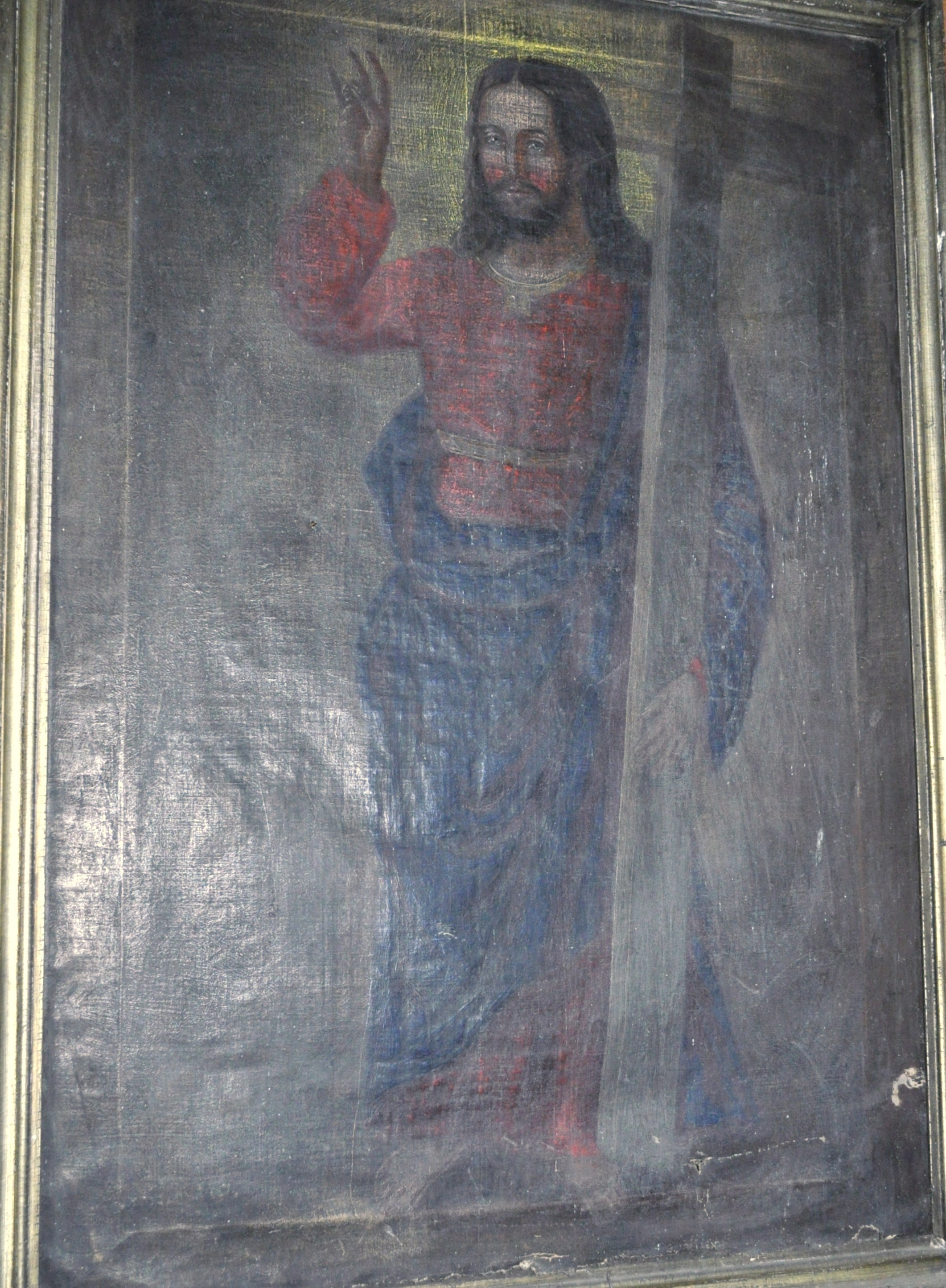
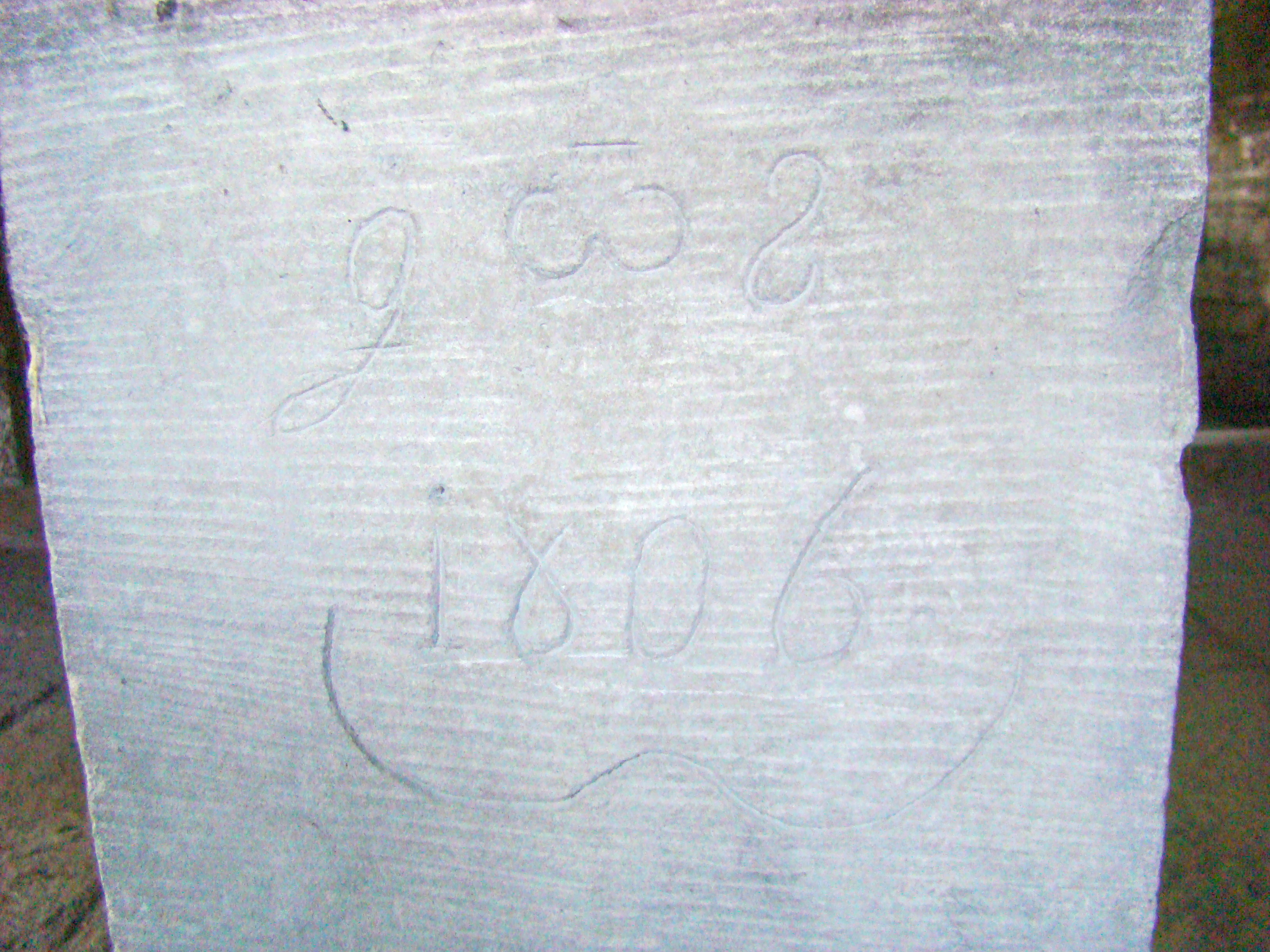
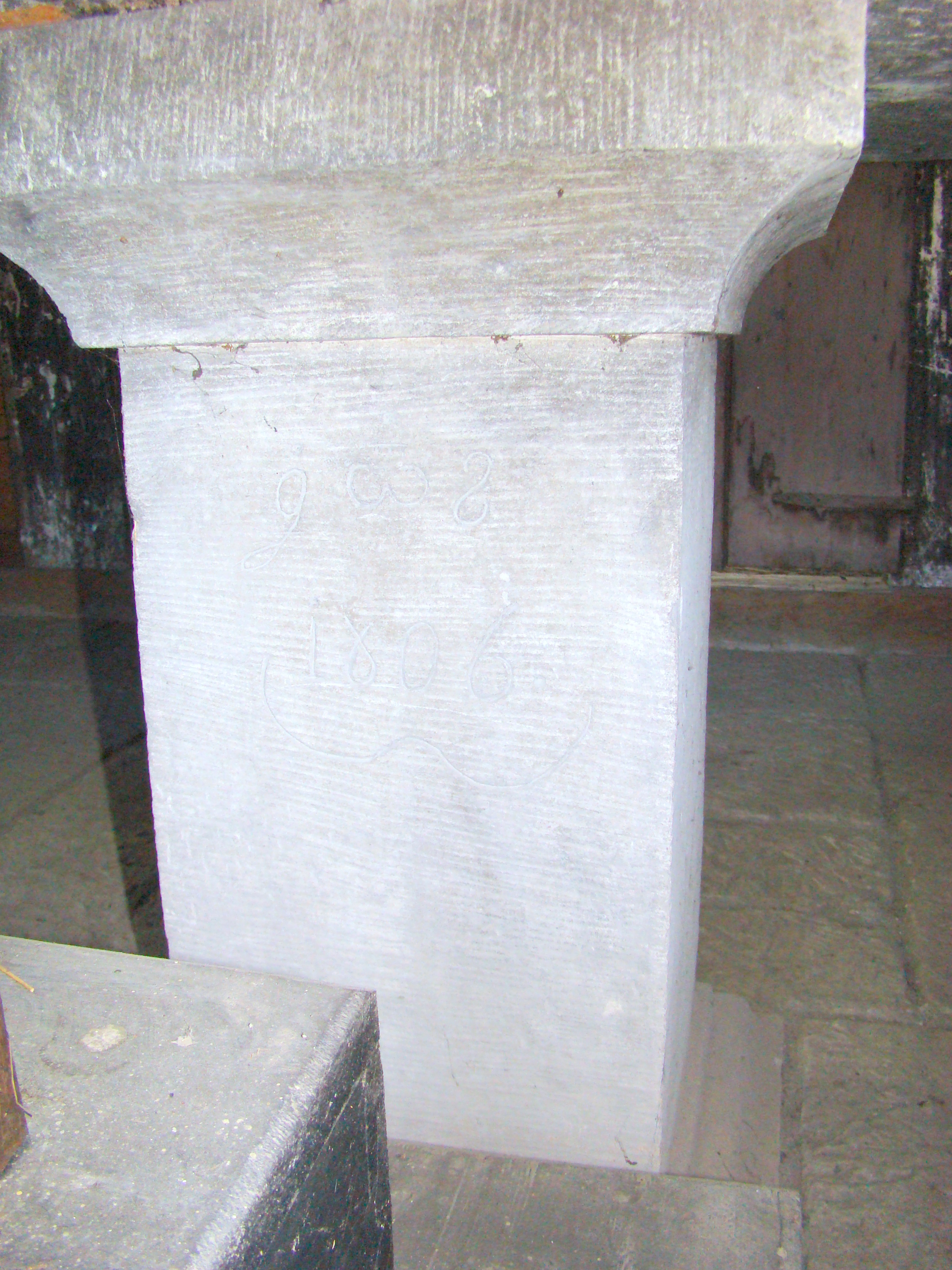
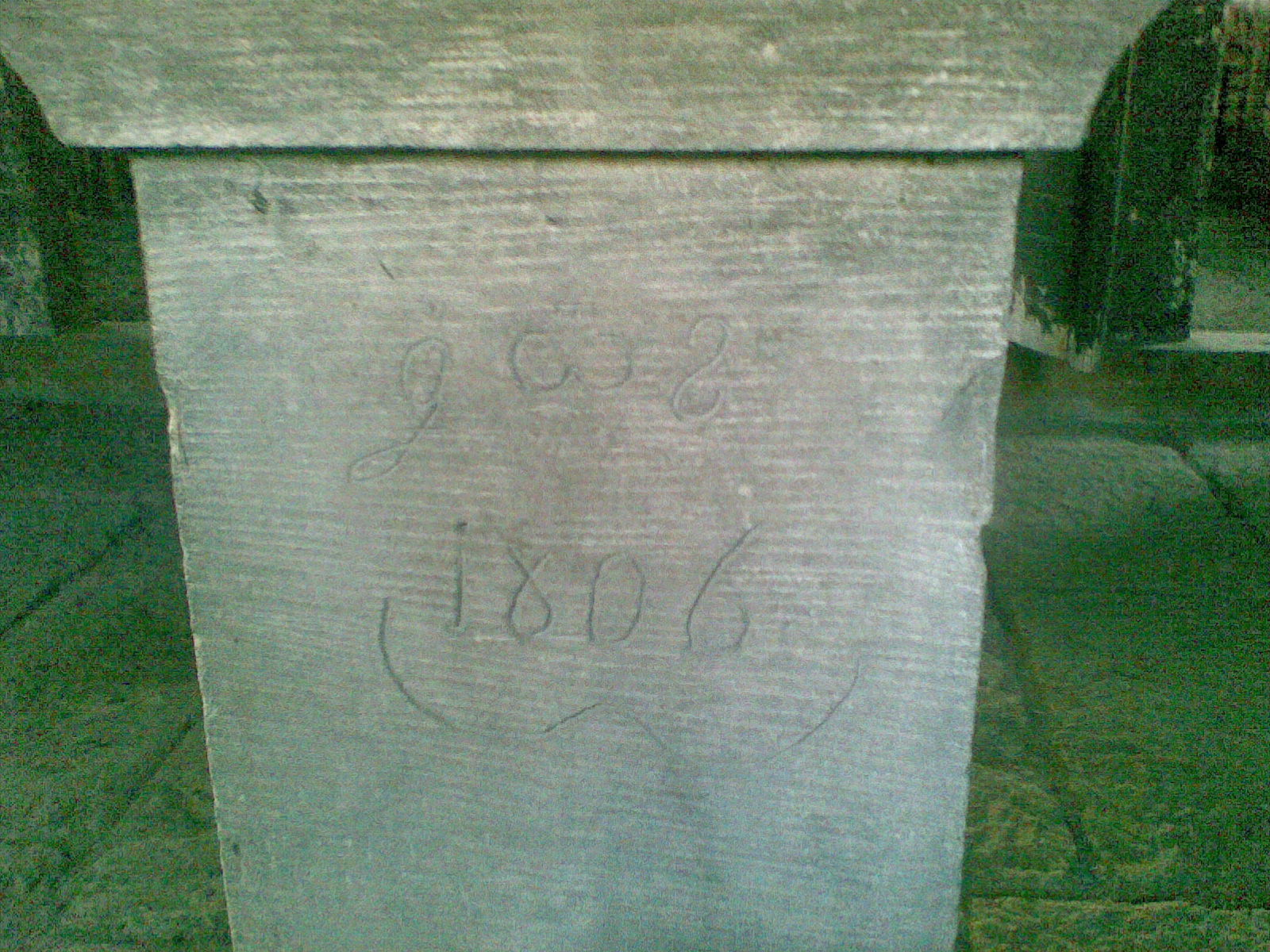
Piciorul Sfintei Mese
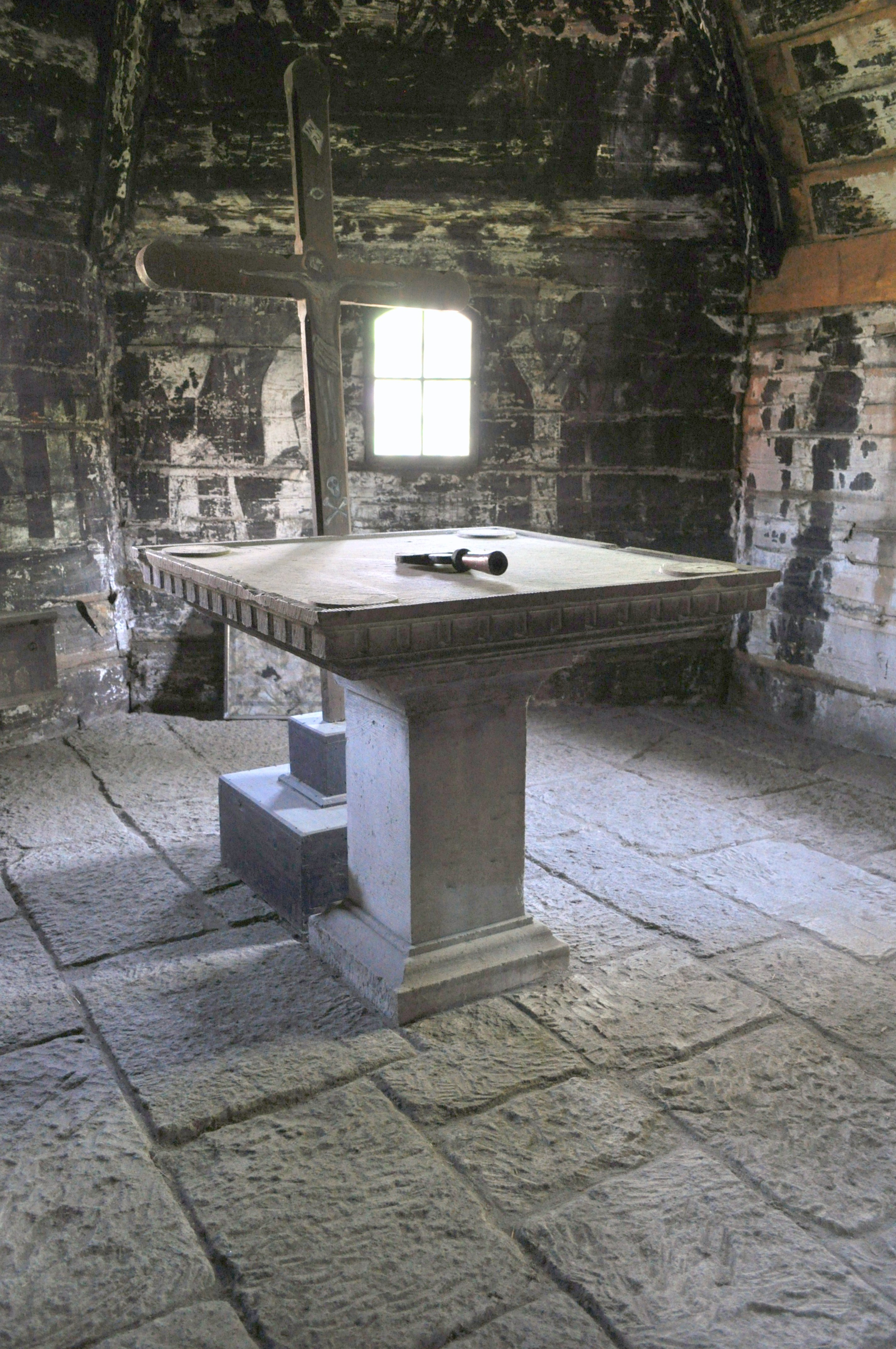